# Yavi Chico
Yavi Chico Comunidad indígena, es una pequeña localidad del departamento de Yavi, en la provincia de Jujuy, Argentina.
Se encuentra en la zona de frontera con Bolivia. a 4 km del poblado de Yavi a través de la Ruta Provincial N.° 5, a 16 km de la ciudad de La Quiaca.  a 318 km de San Salvador de Jujuy. a 1.817 km por Ruta Nacional N.° 34 de Buenos Aires. y a 4366 km por Ruta Nacional N.° 3 de Ushuaia Tierra del Fuego.

## Población
Cuenta con una población de 64 habitantes, en el censo de 2022 había sido censada como población rural dispersa, datos suministrados por el Puesto de Salud Yavi Chico Sector N.° 28 al 11 de abril del corriente año.

## Economía
El cultivo agropecuario en Yavi Chico, se realiza la siembra de manera artesanal, en los meses de agosto, septiembre y octubre, con Yunta de bueyes por su  topografía de montañas y ríos. En el receso del almuerzo se da de comer a la  Pachamama en agradecimiento a la Madre Tierra.
Los árboles frutales, ajos y cebollas se plantan en invierno ya que toleran condiciones bajas de temperatura.
Los riegos: son por acequias que se alimentan del Río, Yavi Chico – Río El Portillo - Río La Palca – Río de Yavi.
Lo pecuario: es solo el 18% para su venta, quedando un 82% para el consumo familiar y trueque / cambalache.
Lo agrícola: es solo el 25% para su venta, quedando un 75% para el consumo familiar y trueque / cambalache.

### Información de Cultivos
| Plantas Agricolas   | Plantas de Verduras | Plantas de Flores | Crianza de animales | Crianza de animales |
| Alfalfa             | Acelga              | Boca de conejo    | Nombre              | Calificación        |
| Cebada              | Ajo                 | Claveles          | Burro               | Mamífero            |
| Habas de colores    | Berro               | Clavelina         | Caballo             | Mamífero            |
| Maíces en variedad  | Cayote              | Crescente         | Cabra               | Caprinos            |
| Oca andina          | Cebolla             | Dalia             | Cerdo               | Porcino             |
| Papa andina         | Lechuga             | Gladiolos         | Conejo              | Mamífero            |
| Papa collareja      | Nabo                | Lágrima de Virgen | Gallina             | Ave                 |
| Papa Lisa           | Orégano             | Margaritas        | Gato                | Felino              |
| Quinua              | Perejil             | Rosa Bomba        | Llama               | Camélidos           |
| Plantas de Frutales | Remolacha           | Rosa Rosa         | Oveja               | Ovinos              |
| Damasco             | Repollo             | Siempre Viva      | Perro               | Canino              |
| Durazno             | Zanaoria            | Virreina          | Ternera             | Bovinos             |
| Manzana             | Zapallitos          |                   | Toro                | Bovinos             |
| Membrillo           | Zapallo             |                   | Vaca                | Bovinos             |
| Pera motta          |                     |                   |                     |                     |
| Uvas                |                     |                   |                     |                     |
|                     |                     |                   |                     |                     |
|                     |                     |                   |                     |                     |
|                     |                     |                   |                     |                     |

| Calificación | Tipo de Maíces      | Calificación | Tipo de Maíces    |
| ------------ | ------------------- | ------------ | ----------------- |
| 1            | Amarillo Pastel     | 14           | Culli             |
| 2            | Anaranjado Colorado | 15           | Garrapata Azulado |
| 3            | Anaranjado Opaco    | 16           | Garrapata Rosa    |
| 4            | Anaranjado Oro      | 17           | Guarrapatita      |
| 5            | Blanco Pastel       | 18           | Matachina Oro     |
| 6            | Bolita Chejua       | 19           | Naranja Rayado    |
| 7            | Bolita Colorado     | 20           | Pisincalla        |
| 8            | Capia               | 21           | Poroto Amarillo   |
| 9            | Chejua              | 22           | Poroto Blanquito  |
| 10           | Chiguanco           | 23           | Púrpura           |
| 11           | Chullpi             | 24           | Quemado           |
| 12           | Coloradito          | 25           | Rosado Blanco     |
| 13           | Colorado Oscuro     | 26           | Tajllo            |

## Clima
El clima en Yavi Chico, se manifiesta como un factor climático muy importante por la insolación del altiplano, durante el día con un promedio máximo de 35 °C y un descenso de temperatura en la noche de 12 °C en los meses "Diciembre, Enero y Febrero".
La temperatura mínima promedio 18 °C durante el día y un descenso de temperatura en la noche -12 °C en los meses "Junio y Julio". 
La temperatura media, esta oscila entre 9 °C a 17.5 °C (TMA). 

## Paisaje Natural Flor y Fauna
La vegetación de Yavi Chico, se caracteriza por las plantas, resistentes a altas temperaturas de la insolación durante del día y el frío durante la noche. Su flora y fauna que lo habitan enriquece sus paisajes de Cerros y Quebradas, encontrándose de altura 3495 m s. n. m.
| Árboles y Plantas Vegetales    | Animales Silvestres | Animales Silvestres    |
| Descripción                    | Calificación        | Nombre Sientífico      |
| Álamo blanco                   | Ave                 | Águila                 |
| Cardón de la Puna              | Ave                 | Alcon                  |
| Cedrón - Burrito               | Ave                 | Calandria Quererinca   |
| Churqui                        | Ave                 | Carancho               |
| Churquillita para hacer Yistas | Mamífero            | Choschoca              |
| Chusca - Cola de Caballo       | Mamífero            | Comadreja              |
| Cortadera seollona             | Mamífero            | Cuis                   |
| Eucalipto                      | Ave                 | El Tero tero           |
| Hierbabuena                    | Ave                 | Golondrina             |
| Jarka para te                  | Ave                 | Gorrion Papachiuche    |
| Karallanta                     | Ave                 | Hornero                |
| Menta                          | Mamífero            | Hurón                  |
| Mimbre                         | Ave                 | Lechusa Búho           |
| Molle                          | Mamífero            | Liebre                 |
| Muña muña                      | Ave                 | Mirlo CHiguanco        |
| Olmo común                     | Ave                 | Paloma Bumbuna         |
| Paico                          | Ave                 | Paloma Torcaza         |
| Paja Amarilla                  | Ave                 | Pato Puneño            |
| Pajas Chillagua                | Ave                 | Perdiz                 |
| Pasakana                       | Ave                 | Picaflor               |
| Pino                           | Ave                 | Tiulika                |
| Putina                         | Mamífero            | Zorrino común - Añasco |
| Quepo flor blanca y amarillo   | Mamífero            | Zorro Puneño           |
| Quinchamal                     | Mamífero            | Zorro Gallinero        |
| Salvia                         | Chaetophractus      | Quirquincho Puneño     |
| Sauce                          | Ave                 | Cóndor Andino          |
| Tolas macho y hembras          |                     |                        |
|                                |                     |                        |

## Educación
Yavi Chico,  cuenta con una Escuela Frontera N° 2 Rosario Wayar. 
Esta ubicado a 20 km de la Ciudad Fronteriza de La Quiaca y a 4 km de la localidad de Yavi.
La Escuela de Frontera N° 2 Rosario Wayar: Nació un 25 de mayo de 1917 como Escuela Nacional N° 70 con una asistencia de 38 alumnos. El 20 de diciembre del año 1968 se constituye como Escuela de Frontera N° 2. Como servicio de educación nivel primaria.
La Ex Escuela Nacional N° 70 prestaba sus servicios de educación nivel primaria hasta 6to grado, en el Inmueble del Sr. Fortunato Farfán.
En el año 1967 el Sr. Pedro Castillo dona un Inmueble para que se construya la Escuela de Frontera N° 2 Rosario Wayar, prestando servicios de educación nivel primaria hasta 7mo grado, según antecedentes recopilados, originalmente bien pronto traducido de la época siglo XX.

### Nivel Inicial
•Jardín Sala de 4 y 5 años. Jornada Completa de 09:00 a. m. a 17:00 p. m..

### Nivel Primario
•Primaria de 1 a 7 Grado. Jornada Completa de 09:00 a. m. a 17:00 p. m..

## Salud
Yavi Chico, Tiene un Puesto de Salud Sector N° 28. Su historia cuenta  que fue construido por los pobladores, en noviembre de 1983 para la comunidad aborigen, siendo inaugurado en 1984.
Brinda atención a las diferentes Comunidades: La Falda, La Palca, Yavi Chico y El Portillo.
La Falda: Cuenta con 12 habitantes.
La Palca: Cuenta con 28 habitantes.
Yava Chico: Cuneta con 64 habitantes.
El Portillo: Cuenta con 46 habitantes.

Atención al publico en general: lunes a viernes de 08:00hs a. m. a 17:00hs p. m.
Sábados y domingos 24hs Se atienden Urgencias y Emergencias.
El Puesto de Saludo cuenta con la atención una vez al mes de Profesionales.
Medicina General.
Nutrición.
Trabajo Social.
Pscología.

## Capilla "Virgen Nuestra Señora de Lujan"
La capilla se comenzó  a construir en el año 1983 con el fin de celebrar la Misa católica. El  Catequesis para recibir el Bautismo, la primera Comunión y Confirmación incentivando a la fe y formación cristiana. El 31 de Marzo del año 1984 se realizó la ceremonia quedando inaugurada con el nombre Capilla Virgen Nuestra Señora de Lujan, la Virgen fue donada por la Maestra Eglantina Rendón, en esos años se desempeñaba en la Escuela Frontera N° 2 Rosario Wayar de Yavi Chico.

## Museo "Mama Antonia y Tota Portal"
El museo fue construido con adobes artesanales por la comunidad. La misma se inauguró el 14 de febrero del año 1998, donde se conservan el patrimonio prehistórico arqueológico, antropológico y sus artes rupestres.

## Biblioteca "Maria Aramburú"
La biblioteca esta construida con adobe artesanal de la zona, quedando inaugurado en el mes de mayo del año 2006.
En la biblioteca, se preservan los libros donados y registros de las personas que enriquecen de conocimiento, la misma queda asentado en el libro de acta de visitas / usuarios.

## Festividades
Santo Reyes: Se celebra el 6 de enero.
Festival Folclórico Binacional El Antigal en Yavi Chico: Se celebra una semana antes del Carnaval.
Carnaval de Yavi Chico: Se celebra después del Jueves de Comadres, que se renueva el acompañamiento en la crianza de los ahijados.
Virgen Nuestra Señora de Lujan: Se celebra el 31 de marzo.
Día de la Santa Cruz: Se celebra el 3 de mayo.
Santo San Antonio de Padua: Se celebra el 13 de junio.
Santo San Juan Bautista: Se celebra el 24 de junio.
Feria del Maíz y sus derivados: Se celebra el 23 de julio.
Santo San Santiago: Se celebra el 25 de julio.
Santo Santa Ana: Se celebra el 26 de julio.
Santo San Roque: Se celebra el 16 de agosto.

## Salón de Usos Múltiples "El Antigal"
El salón fue construido por la comunidad de Yavi Chico, la misma fue  inaugurado en febrero del año 2001.

## Deporte
Racing Club de Yavi Chico es un club de fútbol que fue fundado por la comunidad en el año 1952.
El Club es Amateur  que participa en los diferentes encuentros de la Puna de Jujuy y el Sur de Bolivia - Yanalpa - Villazón.

## Transporte
Colectivo El Yaveño
Salida desde Yavi Chico - Yavi - a La Quiaca.
| Días      | Horario Recorrido T.M | Horario Recorrido T.M | Horario Recorrido T.T | Horario Recorrido T.T |
| Lunes     | 06:45:00 a. m.        | 08:30:00 a. m.        | 01:30:00 p. m.        | 05:30:00 p. m.        |
| Martes    | 06:45:00 a. m.        | 08:30:00 a. m.        | 01:30:00 p. m.        | 05:30:00 p. m.        |
| Miércoles | 06:45:00 a. m.        | 08:30:00 a. m.        | 01:30:00 p. m.        | 05:30:00 p. m.        |
| Jueves    | 06:45:00 a. m.        | 08:30:00 a. m.        | 01:30:00 p. m.        | 05:30:00 p. m.        |
| Viernes   | 06:45:00 a. m.        | 08:30:00 a. m.        | 01:30:00 p. m.        | 05:30:00 p. m.        |
| Sábado    | 07:45:00 a. m.        | =                     | 01:30:00 p. m.        | =                     |
| Domingo   | =                     | =                     | =                     | =                     |

## Galería de Fotos

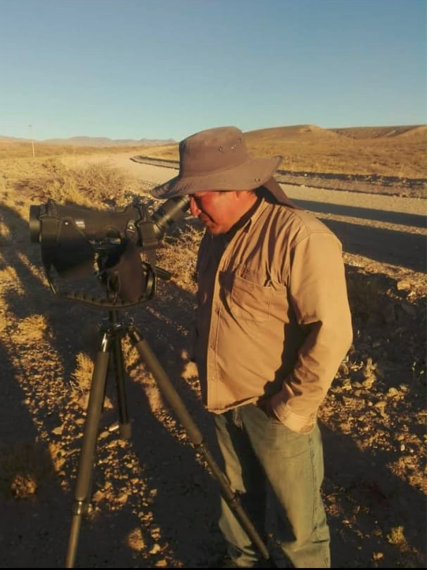
Jose Horacio Flores Yavi Chico - Avistaje de Cóndores

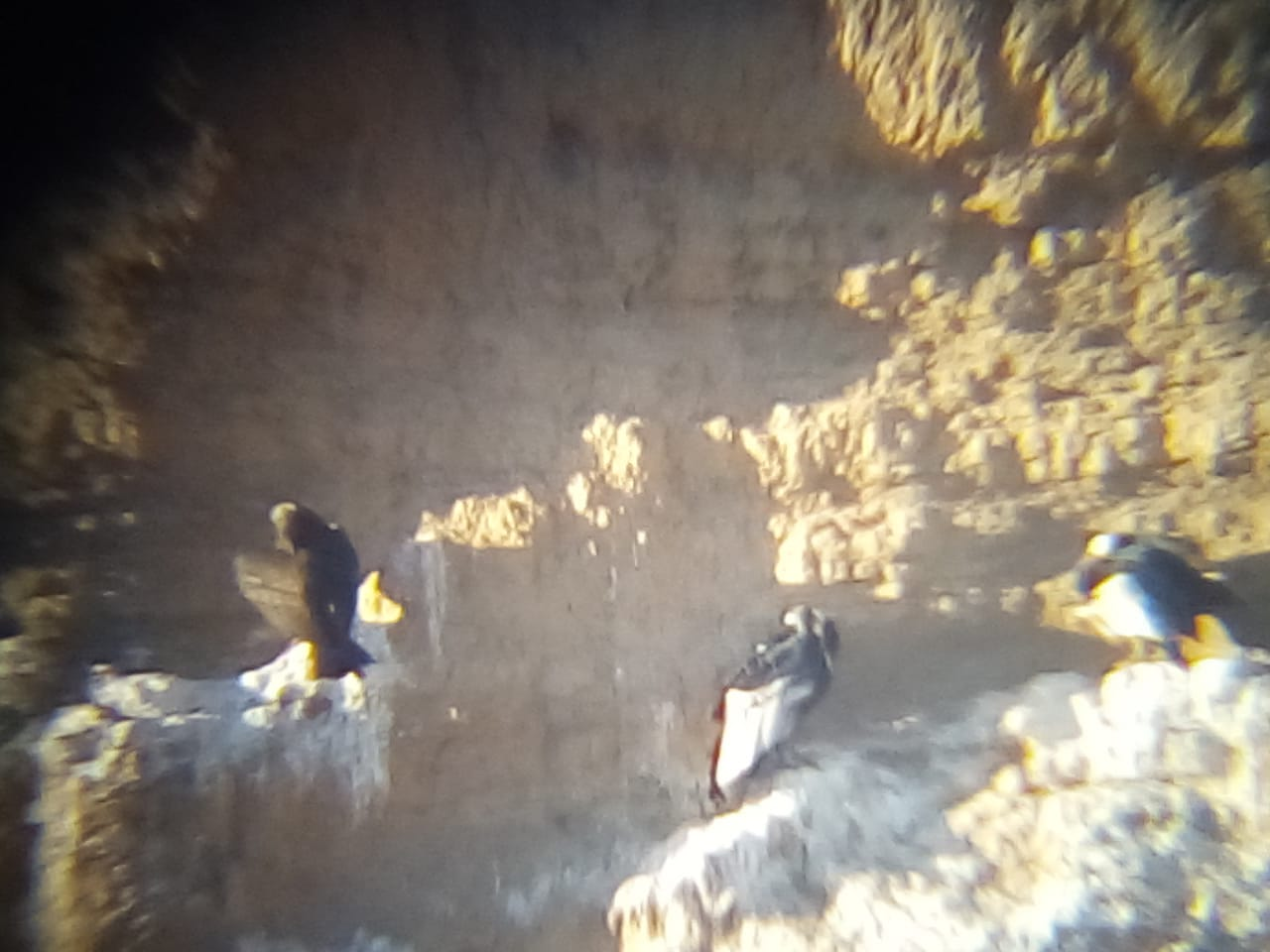
Yavi Chico - Avistage de Cóndores Censo

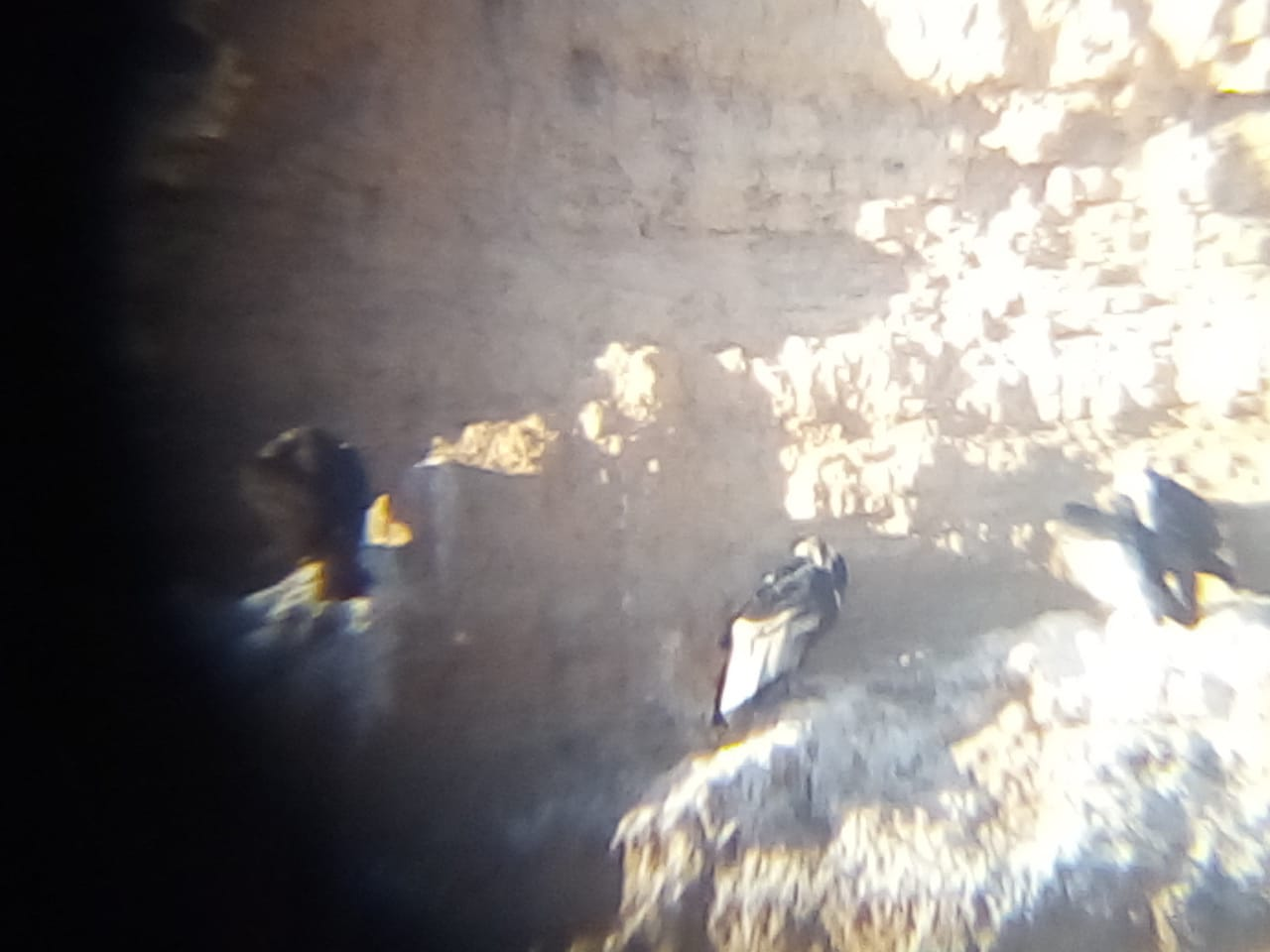
Yavi Chico - Avistage de Cóndores Censo 3

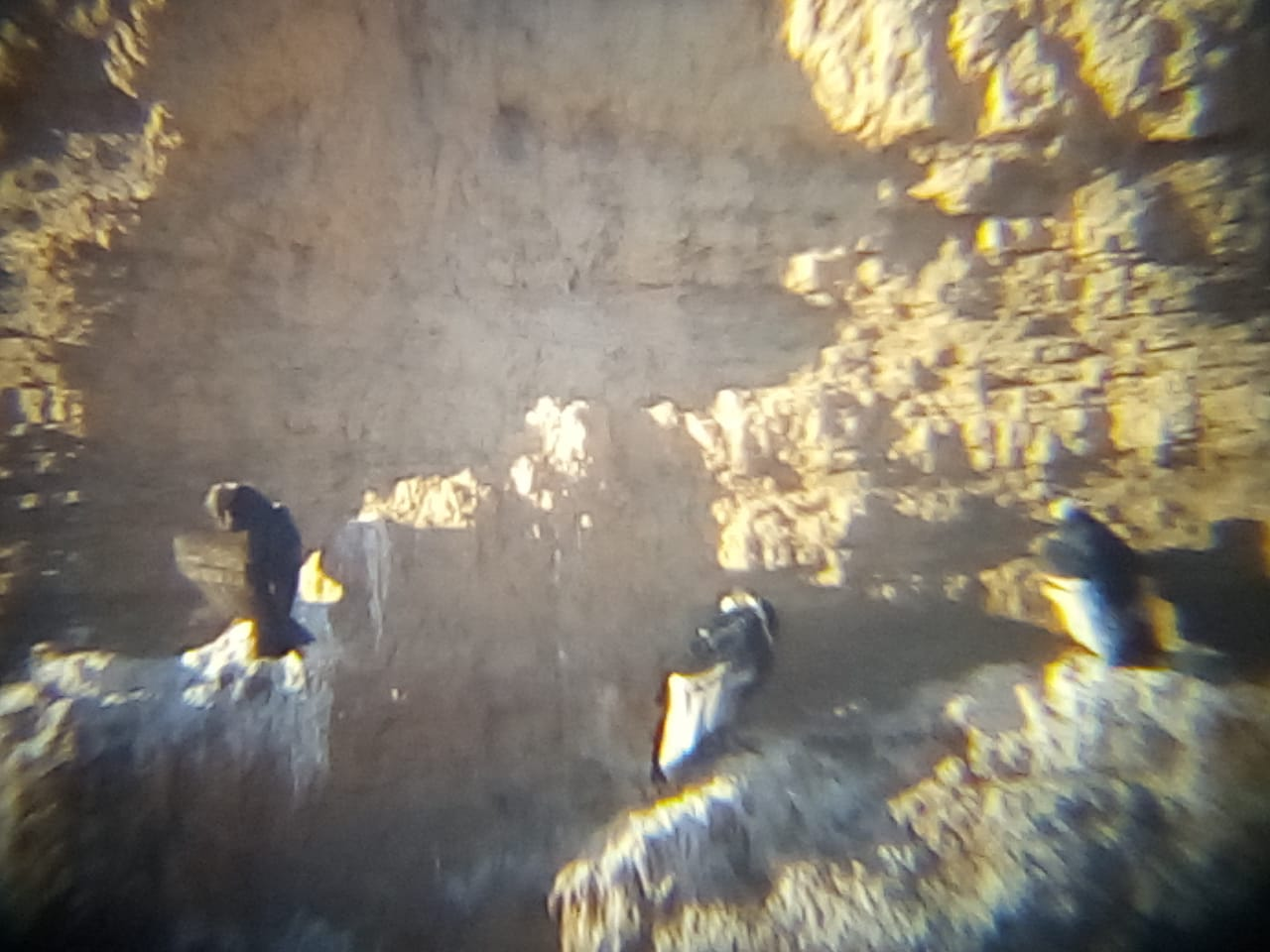
Yavi Chico - Avistage de Cóndores Censo M.H

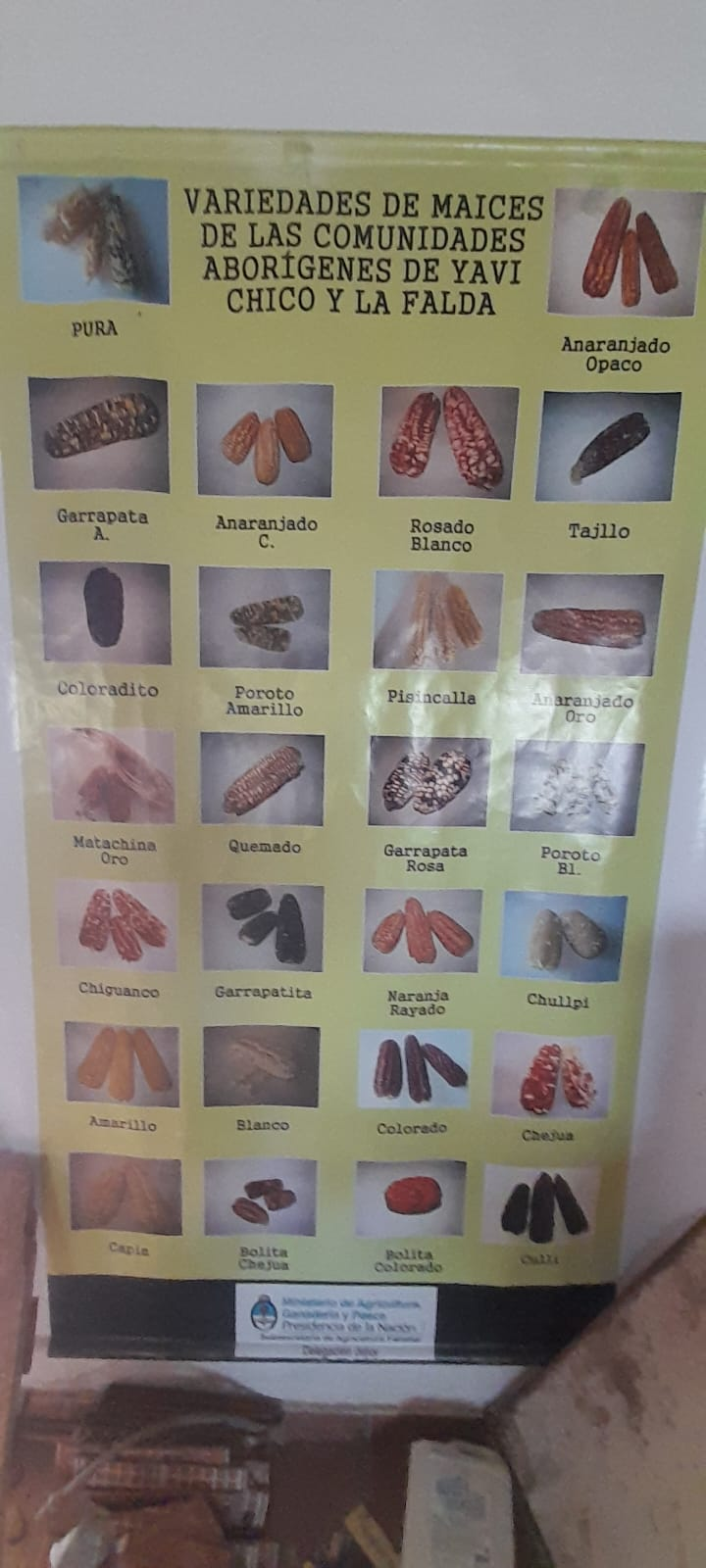
Variedad de Maices de Yavi Chico

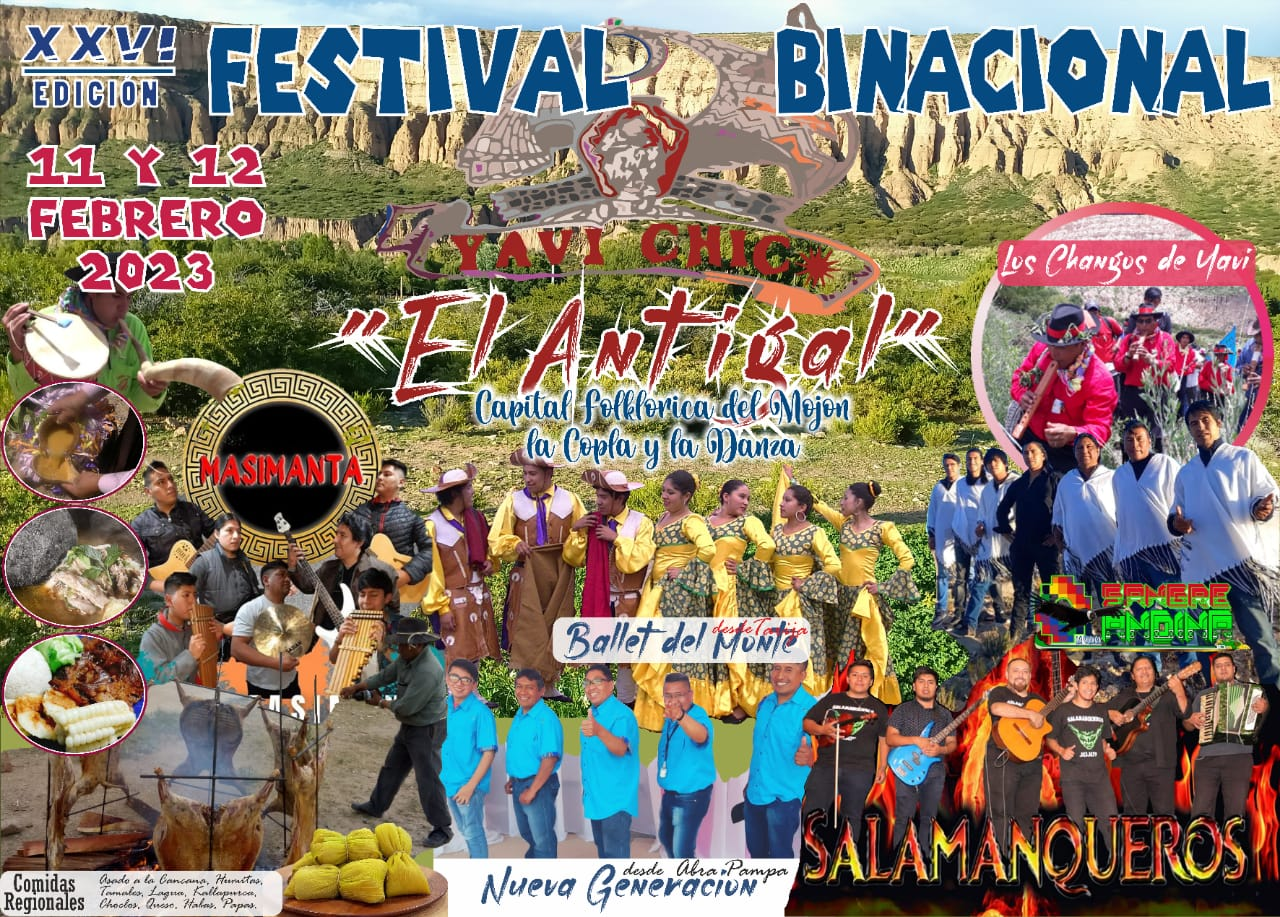
Yavi Chico - Festival Binacional El Antigal año 2023

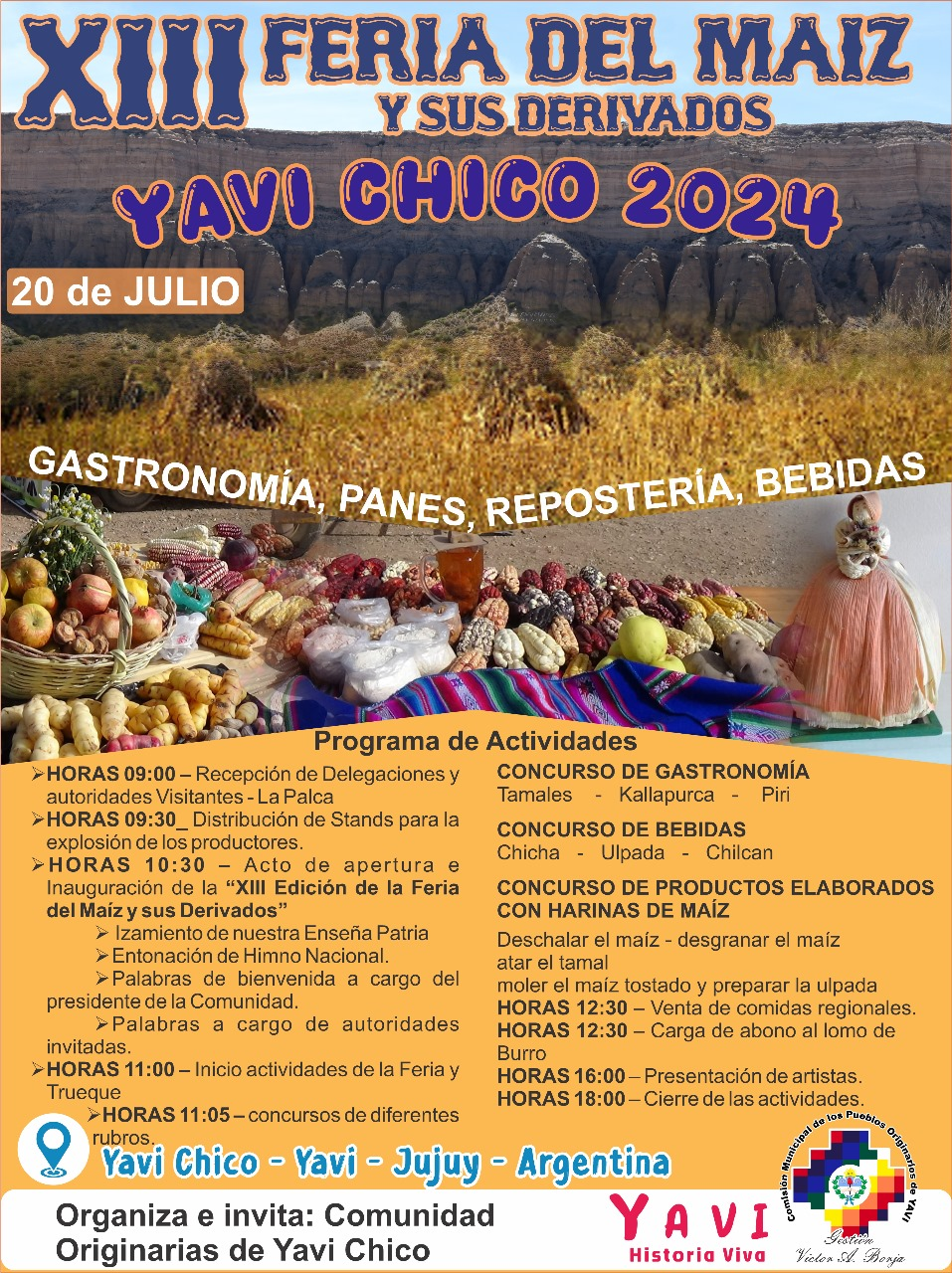
FERIA DEL MAÍZ 2024 - Yavi Chico

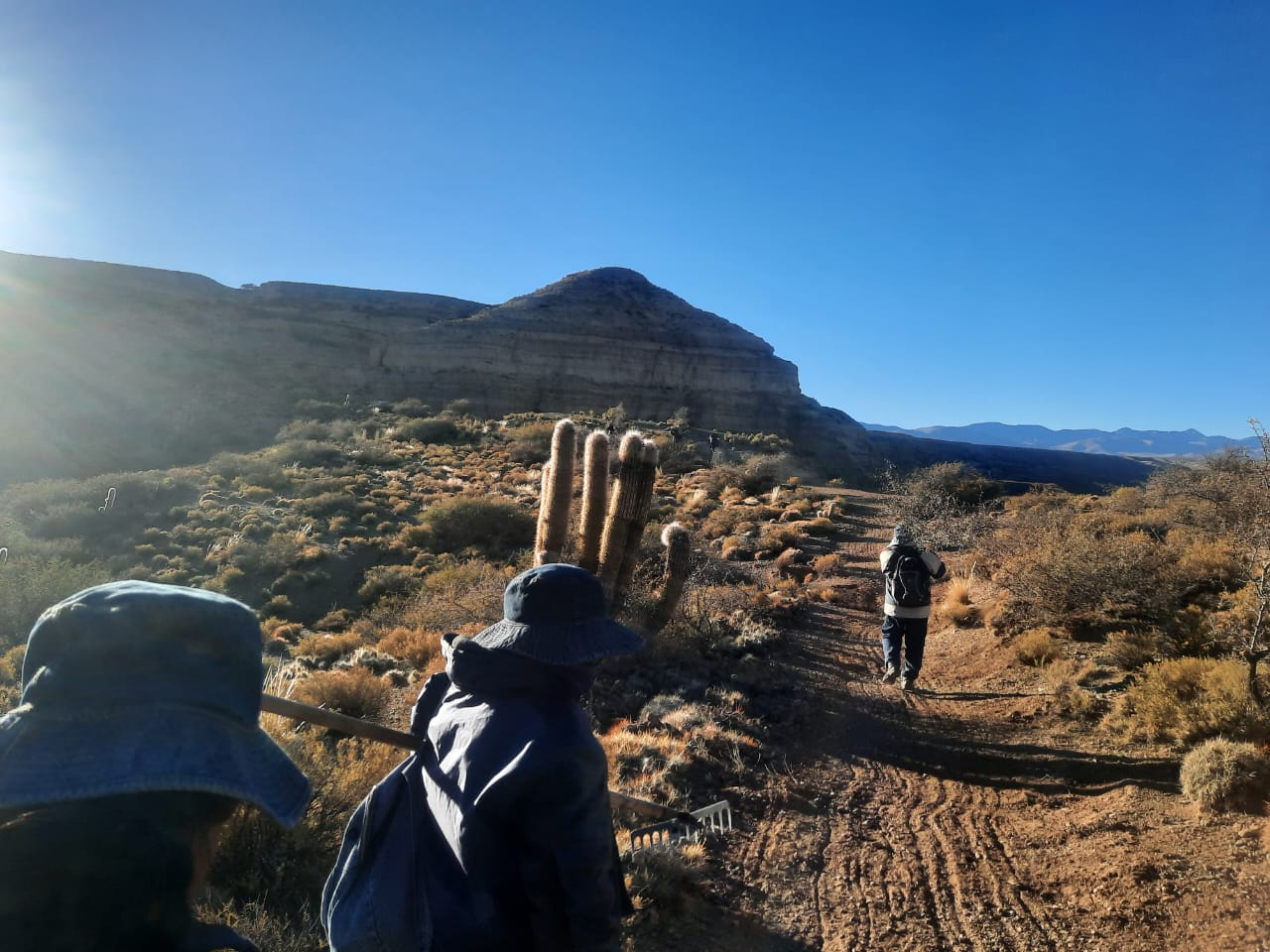
Camino a Vista Panorámica - Yavi Chico

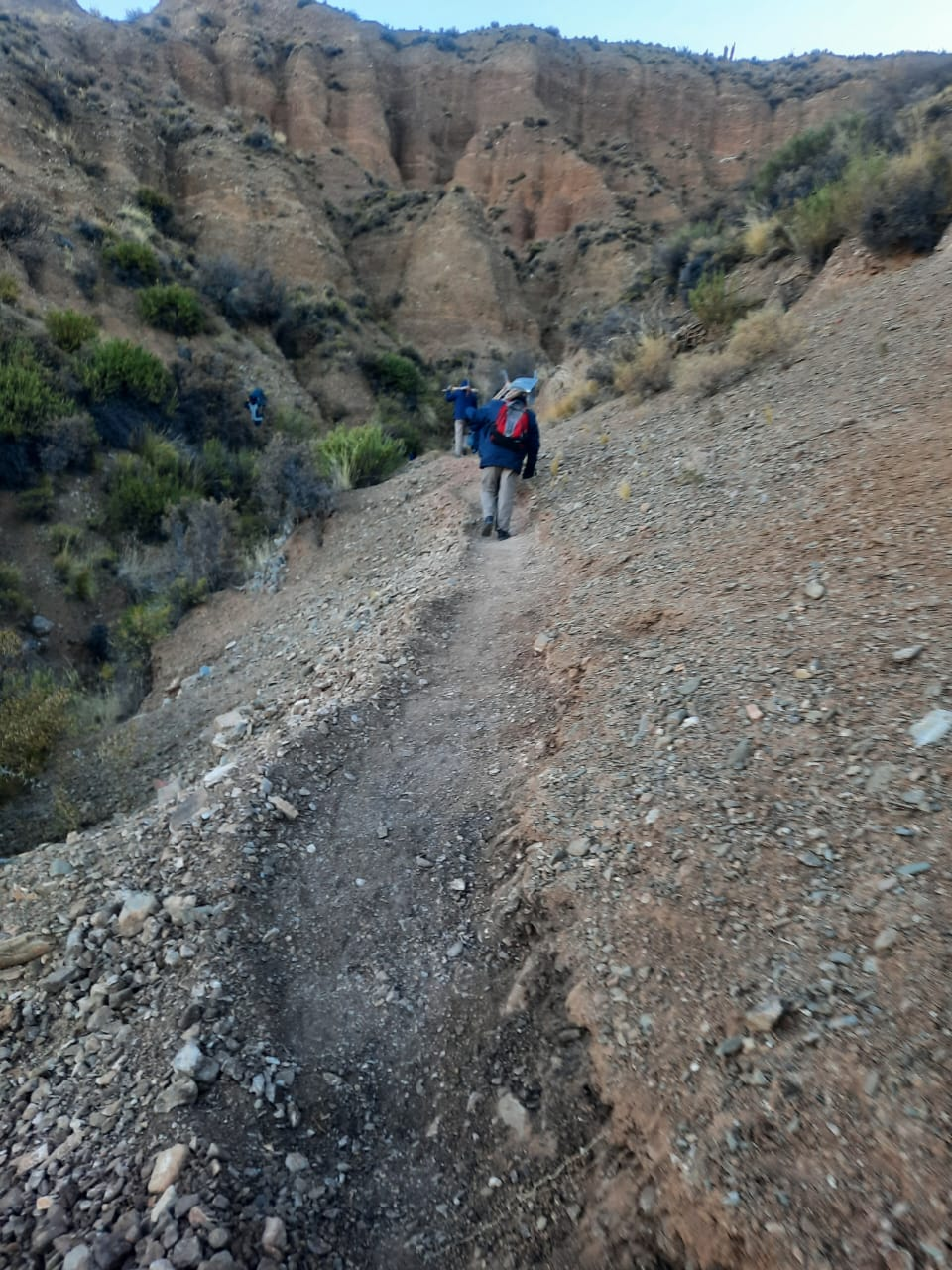
Camino al Antigal - Yavi Chico

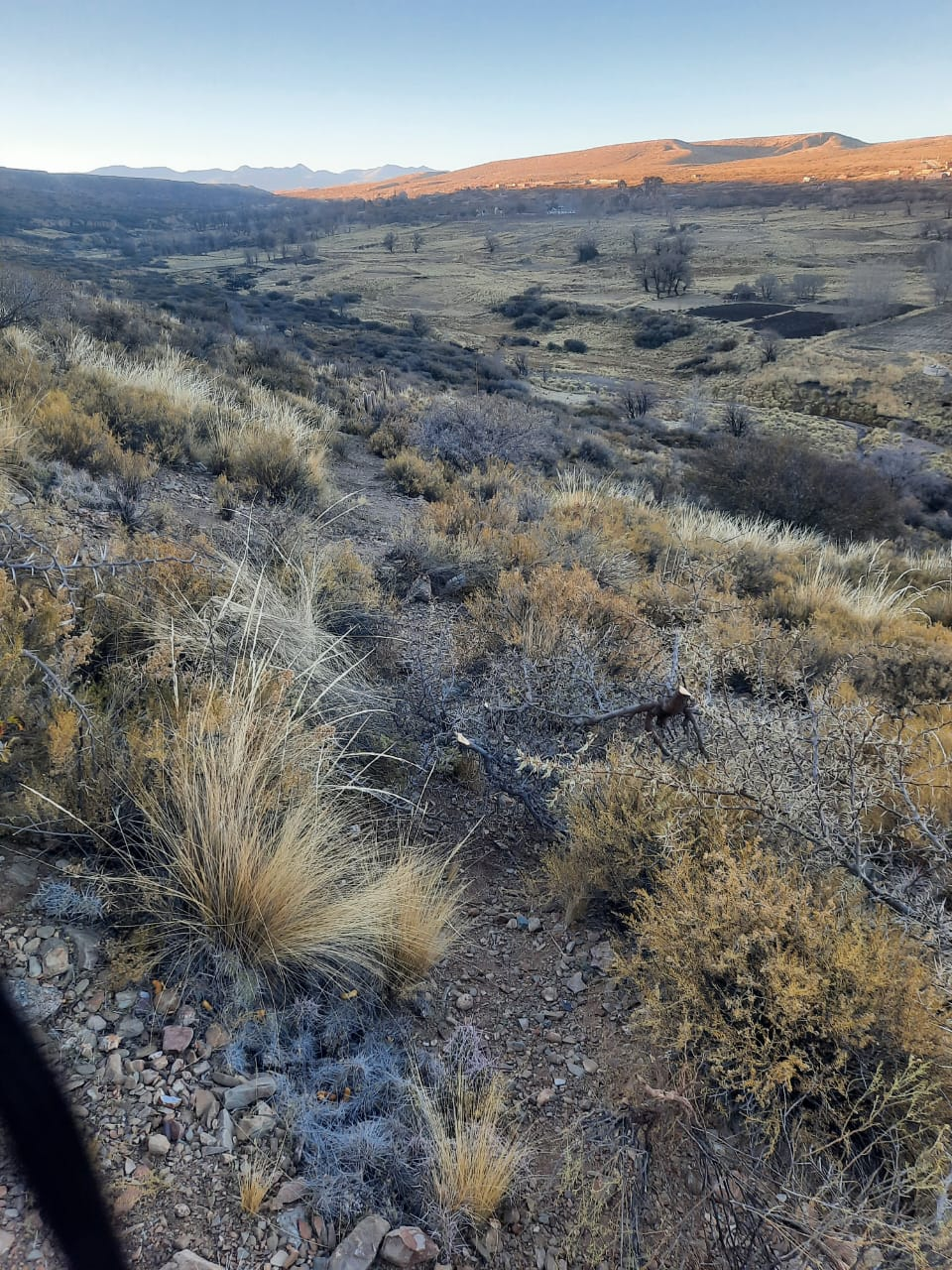
El Antigal Vista - Yavi Chico

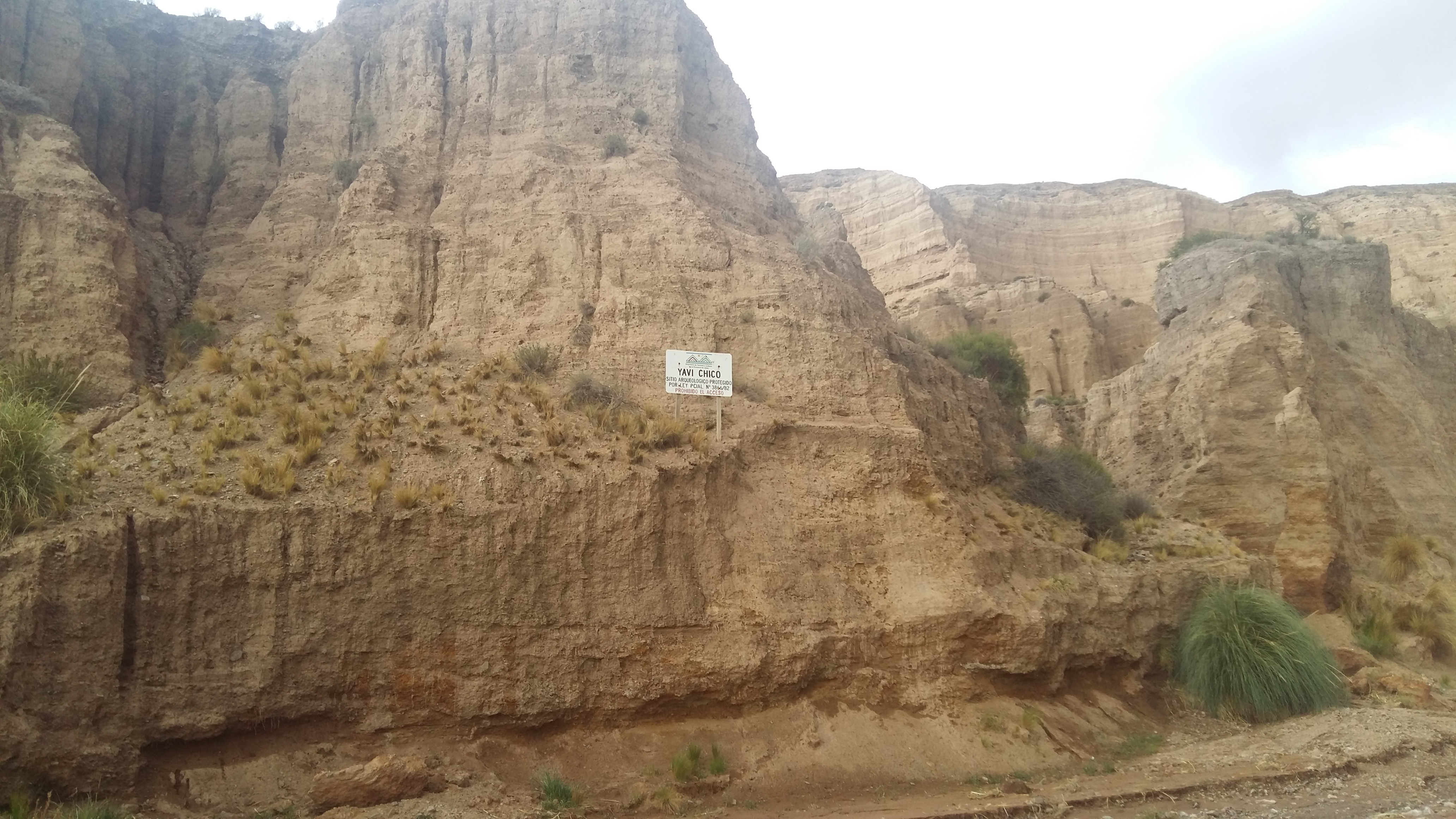
Antropología El Antigal - Yavi Chico
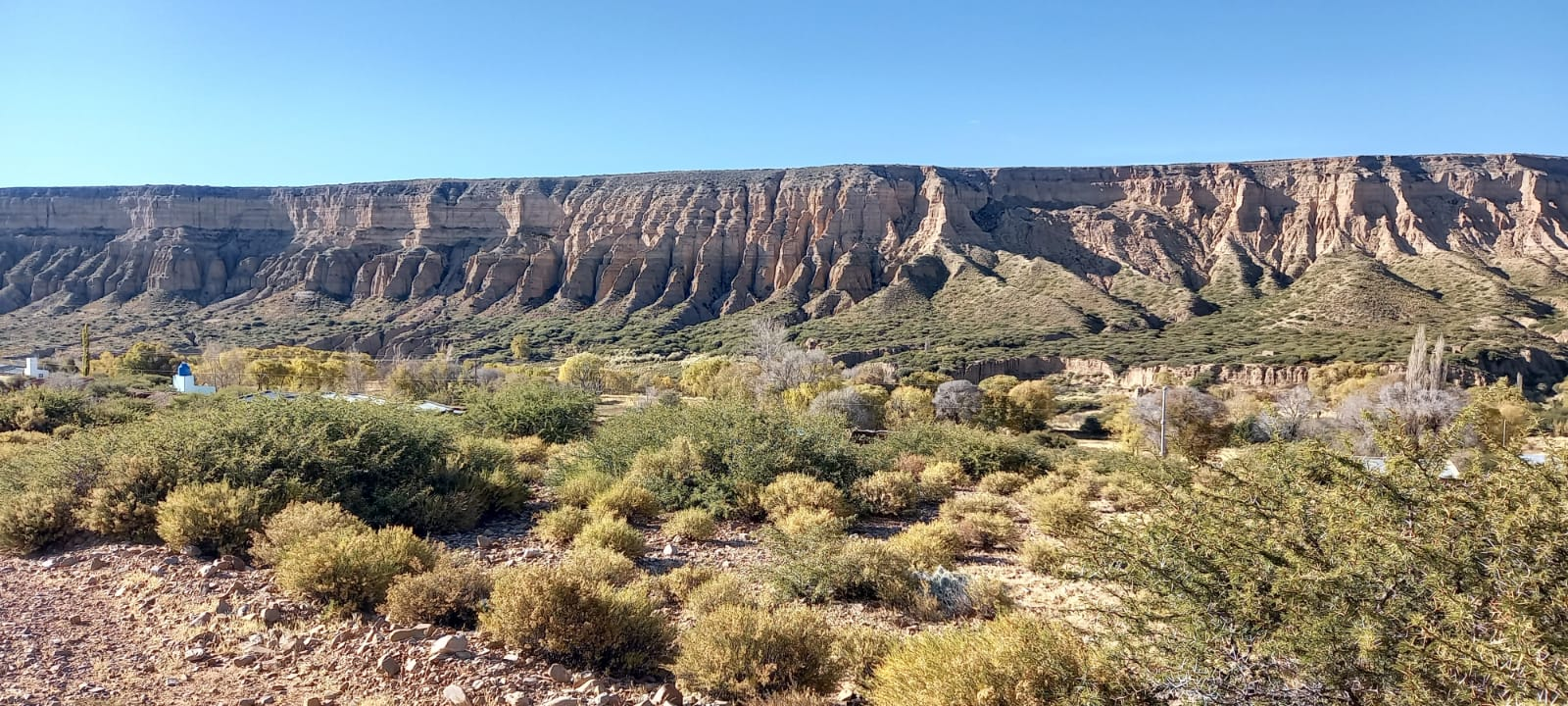
Vista Panorámica - Yavi Chico
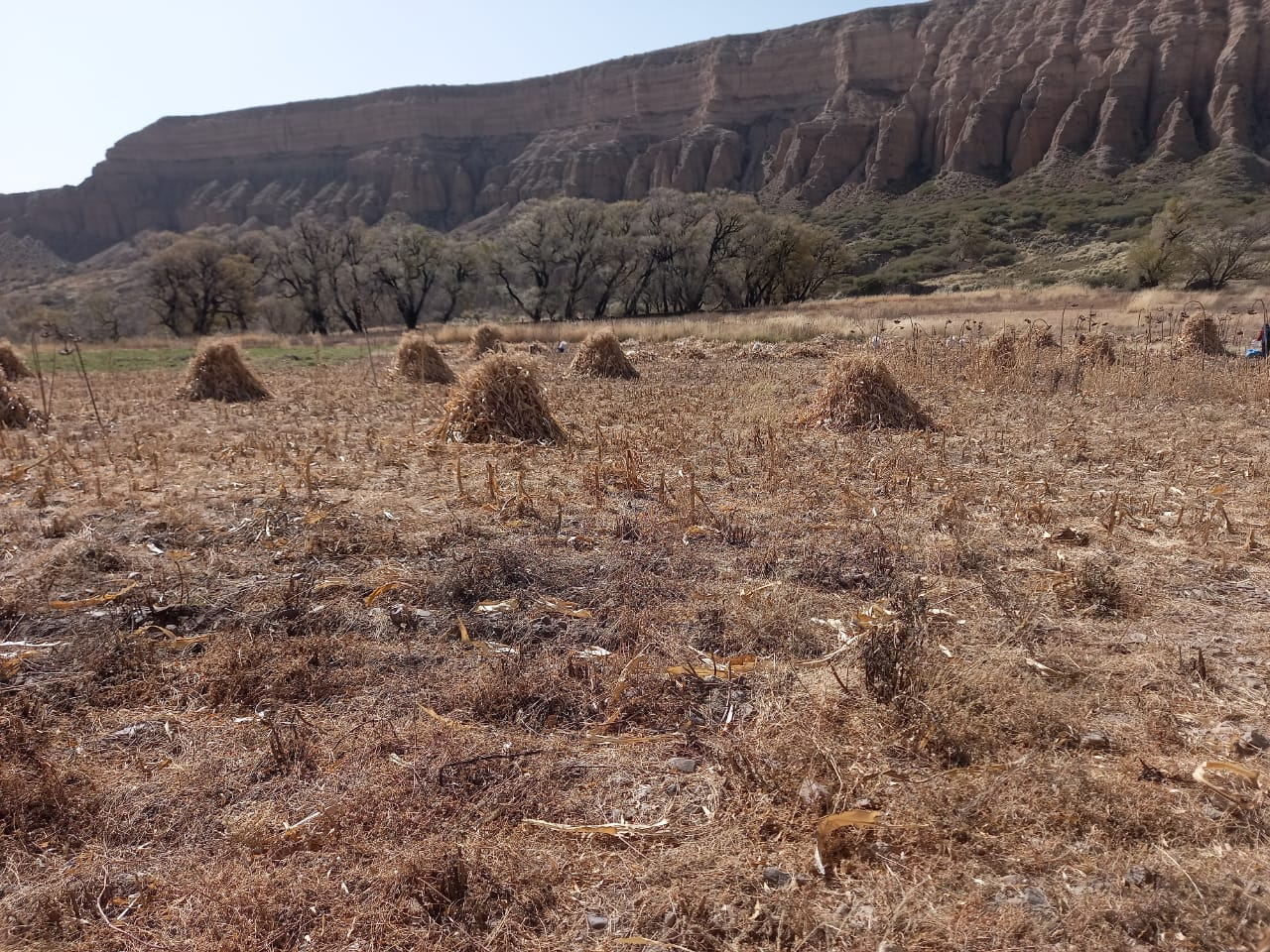
Arcos de maices -Yavi Chico
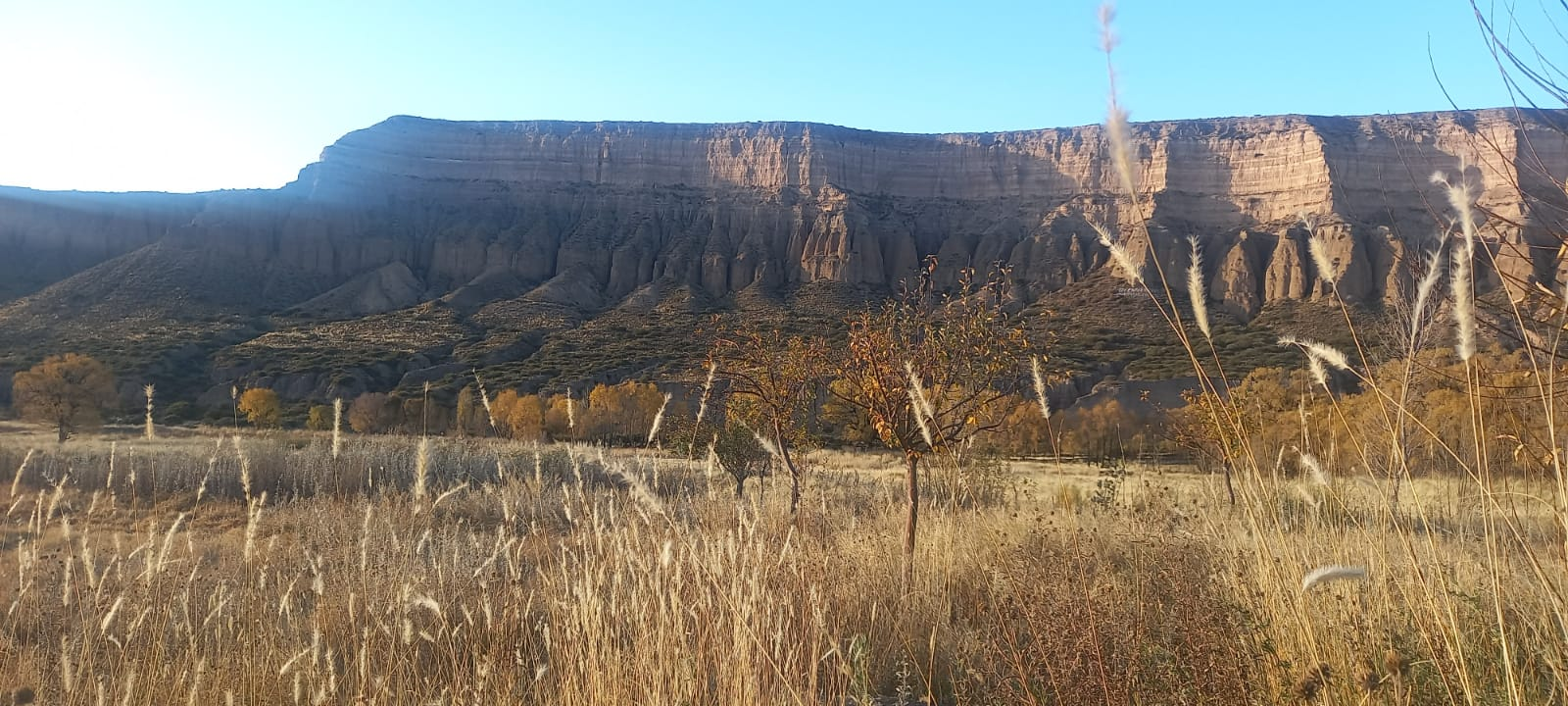
Atardecer El Antigal - Yavi Chico
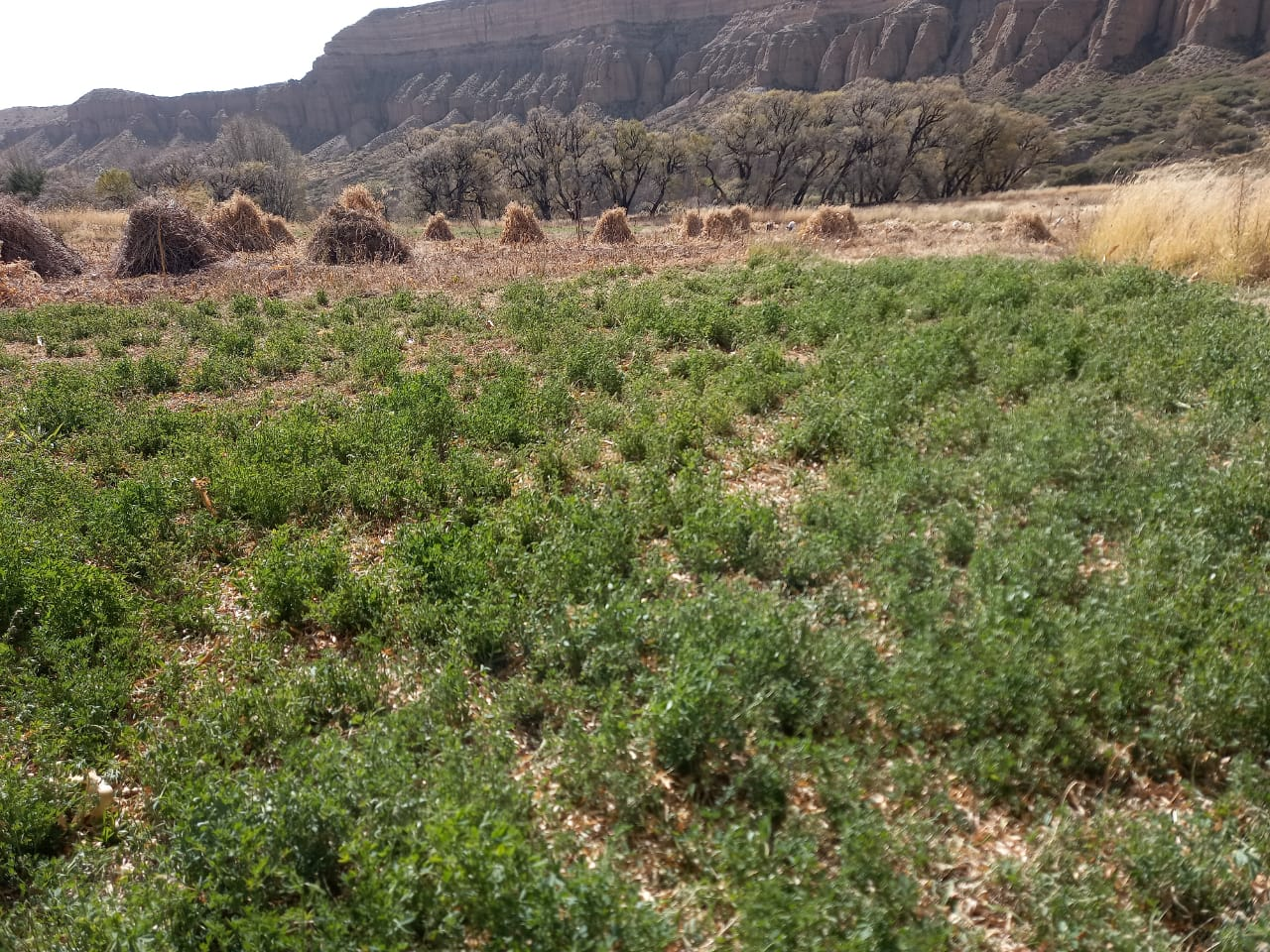
Brote de alfalfa - Yavi Chico
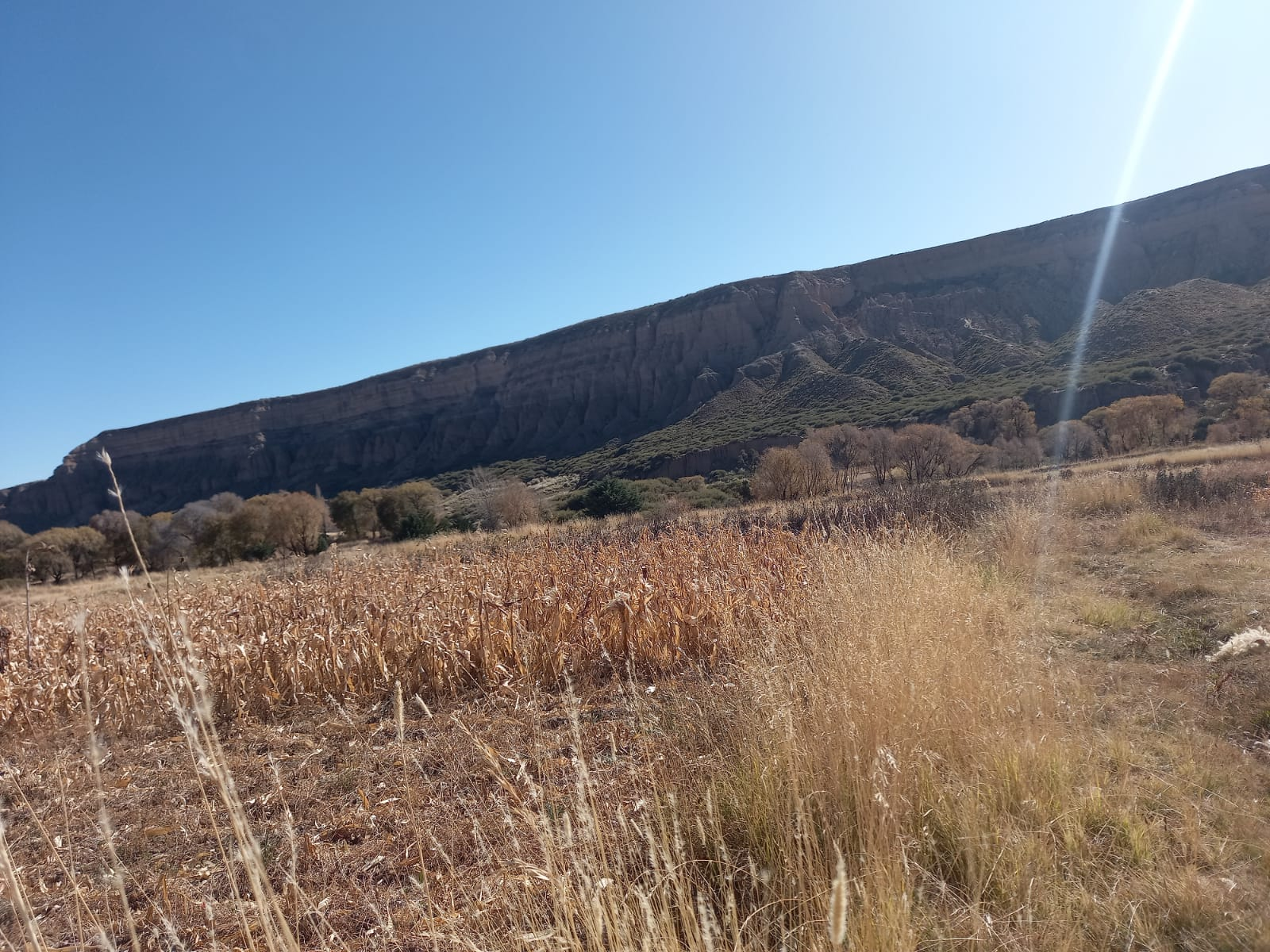
Sol de mañana El Antigal - Yavi Chico
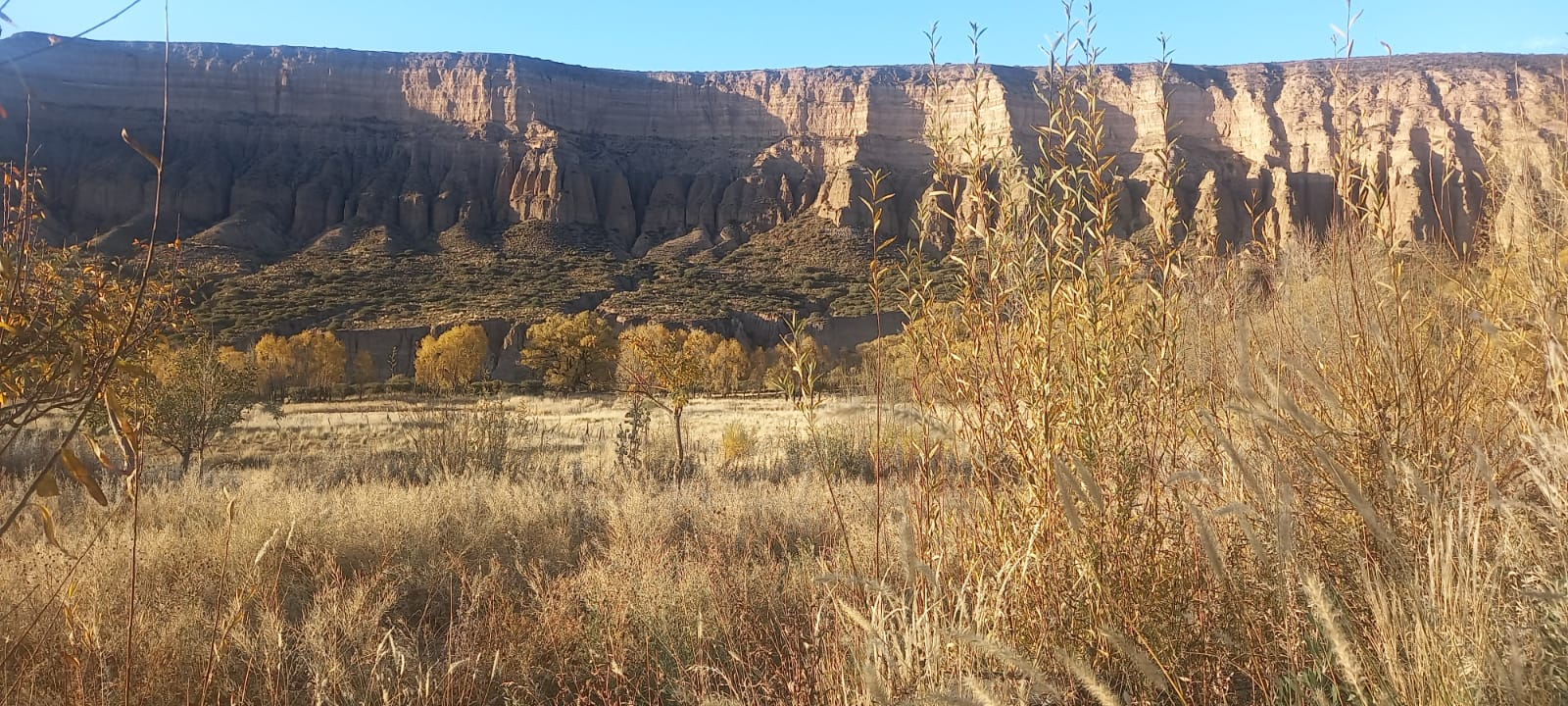
Vista Panorámica El Antigal - Yavi Chico
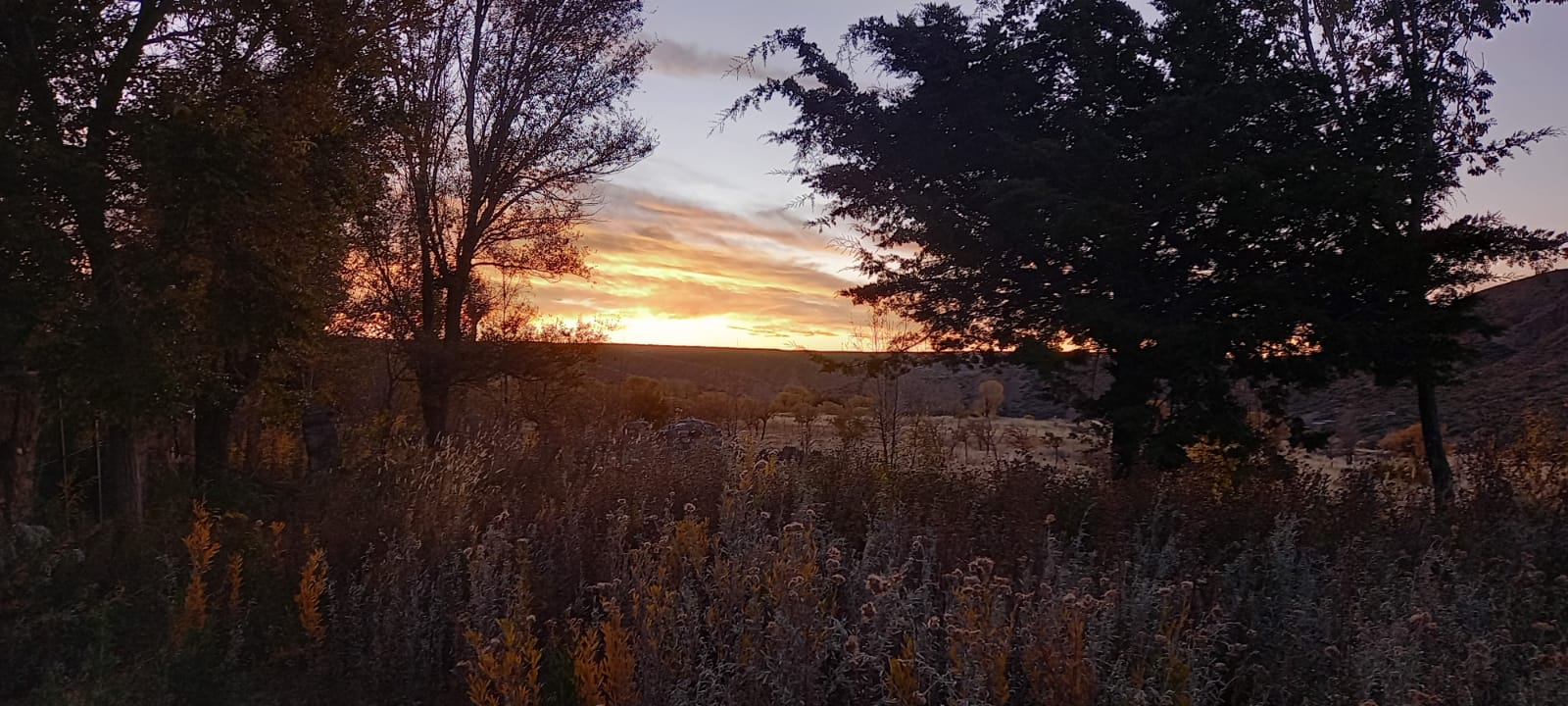
Crepúsculo Cielo de Yavi Chico
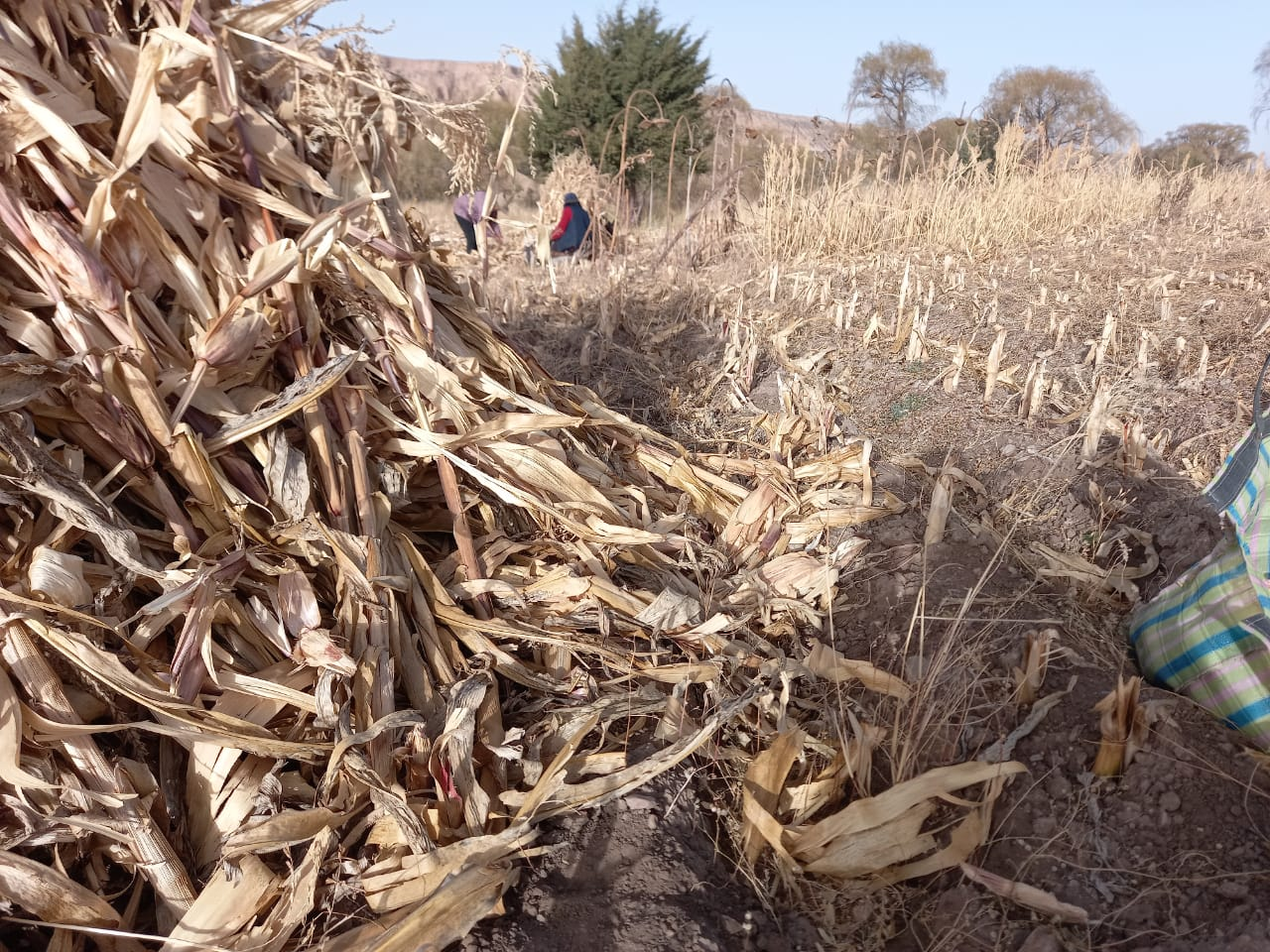
Deshojando el maíz - Yavi Chico
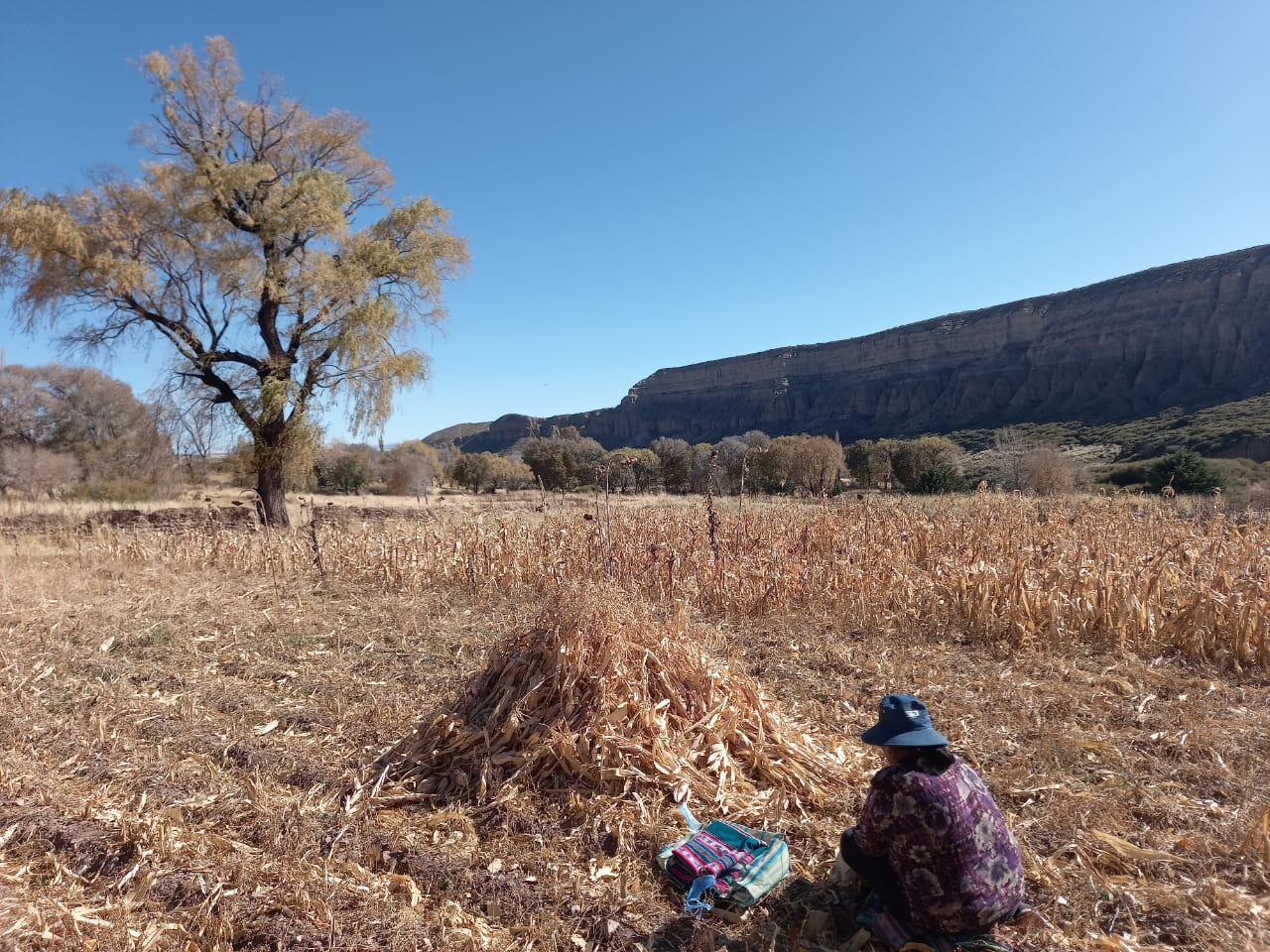
Deshojando el maíz O.C. - Yavi Chico
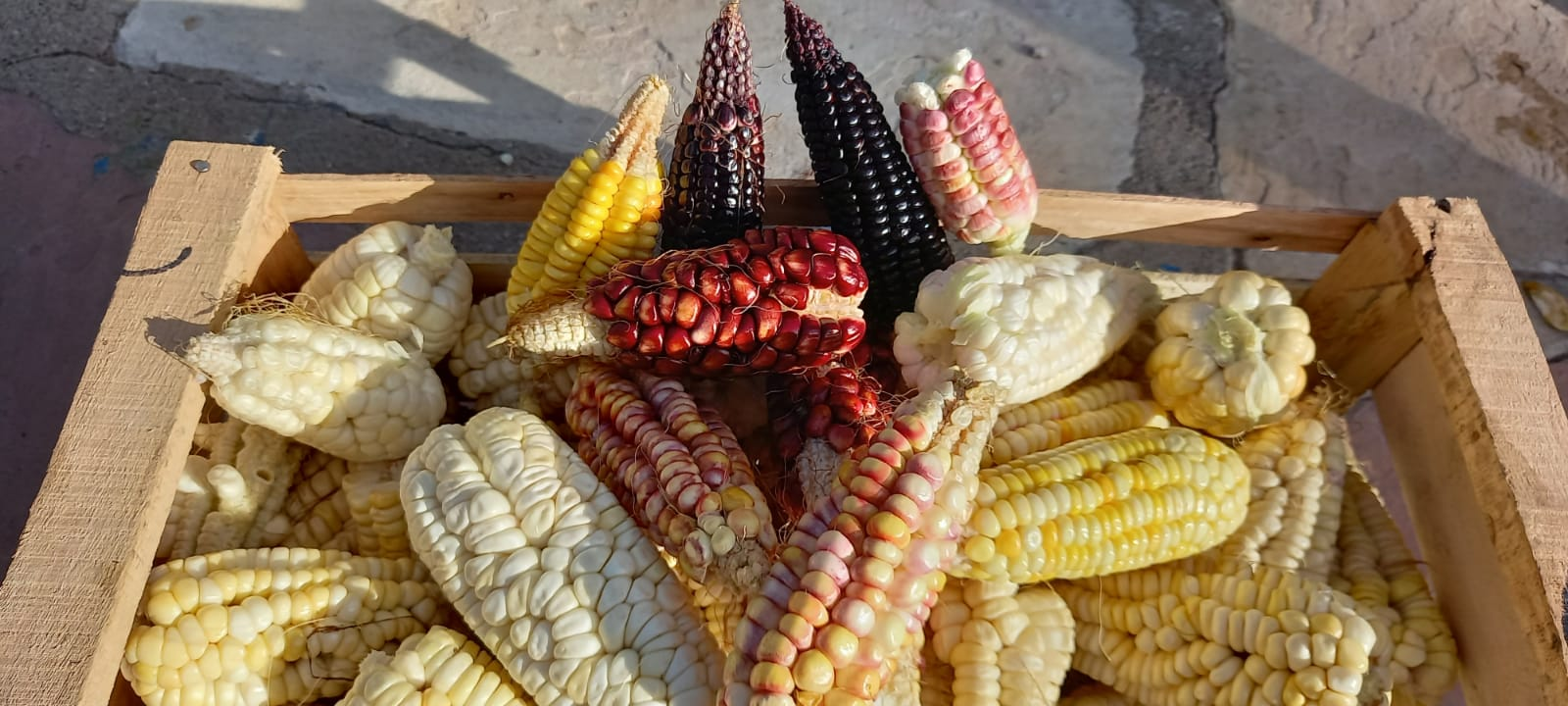
Maices de la Escuela de Frontera N° 2 Rosario Wayar -Yavi Chico
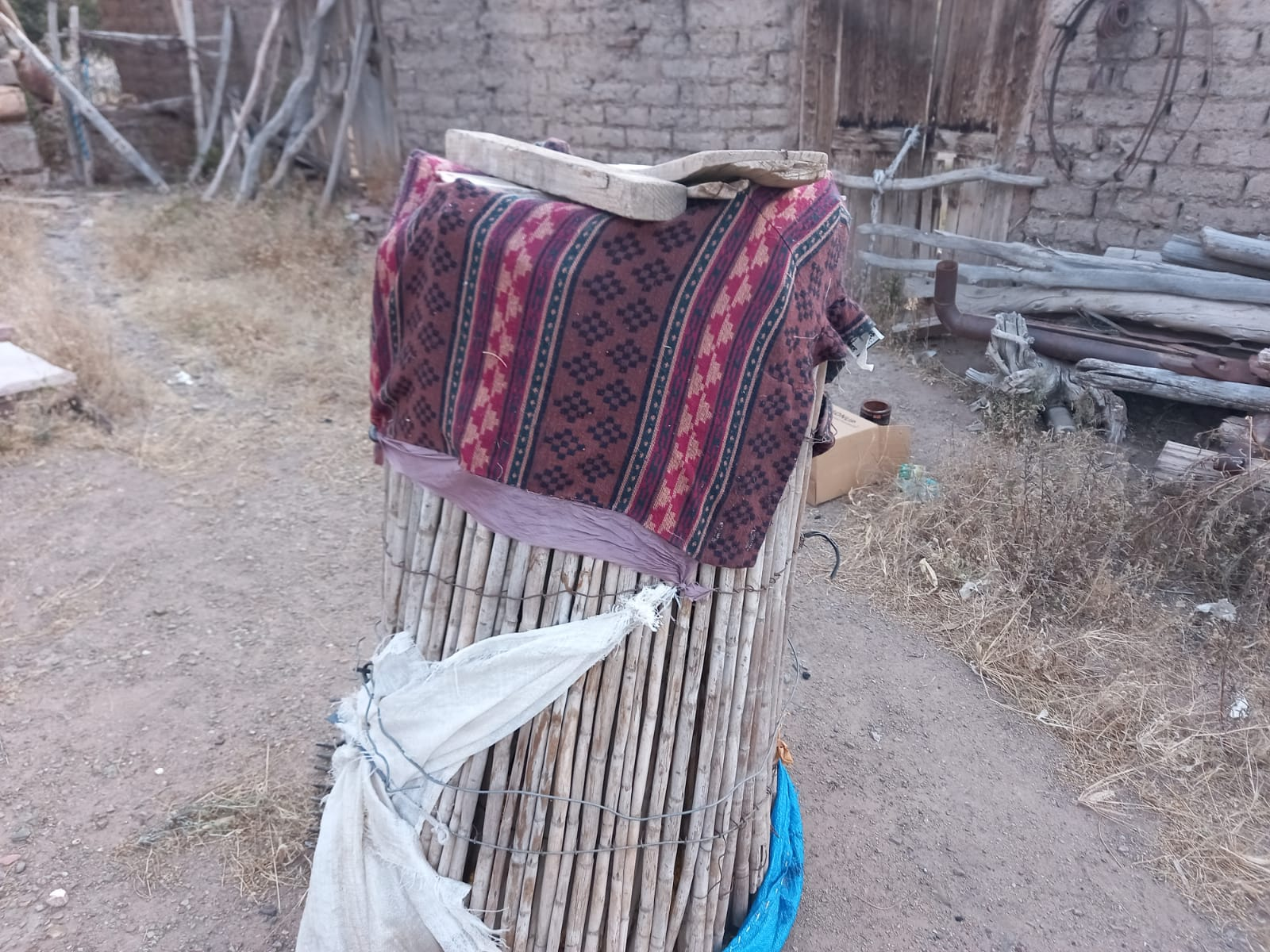
Cesta de maíz - Yavi Chico
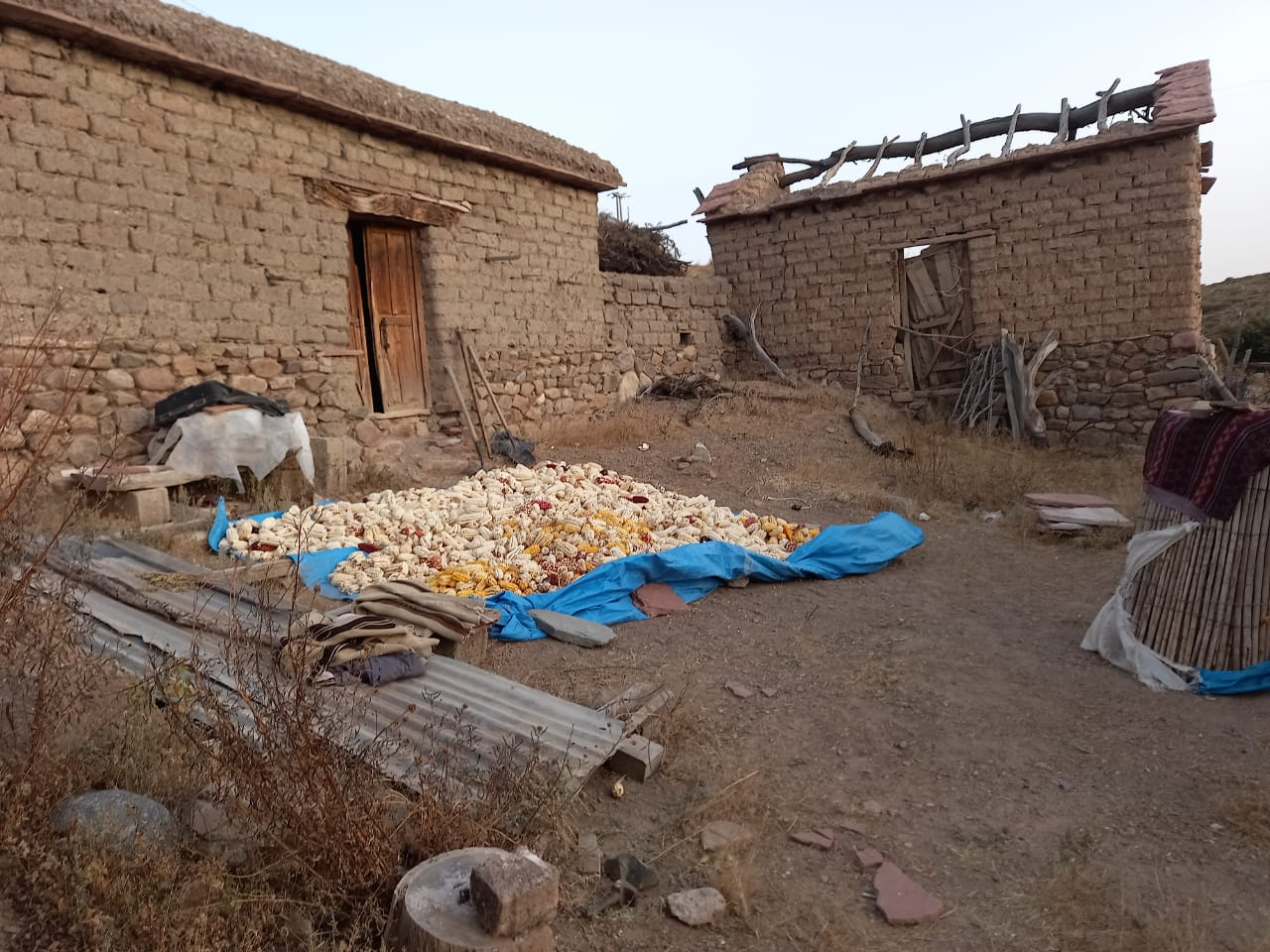
Secado de maíz al Sol - Yavi Chico
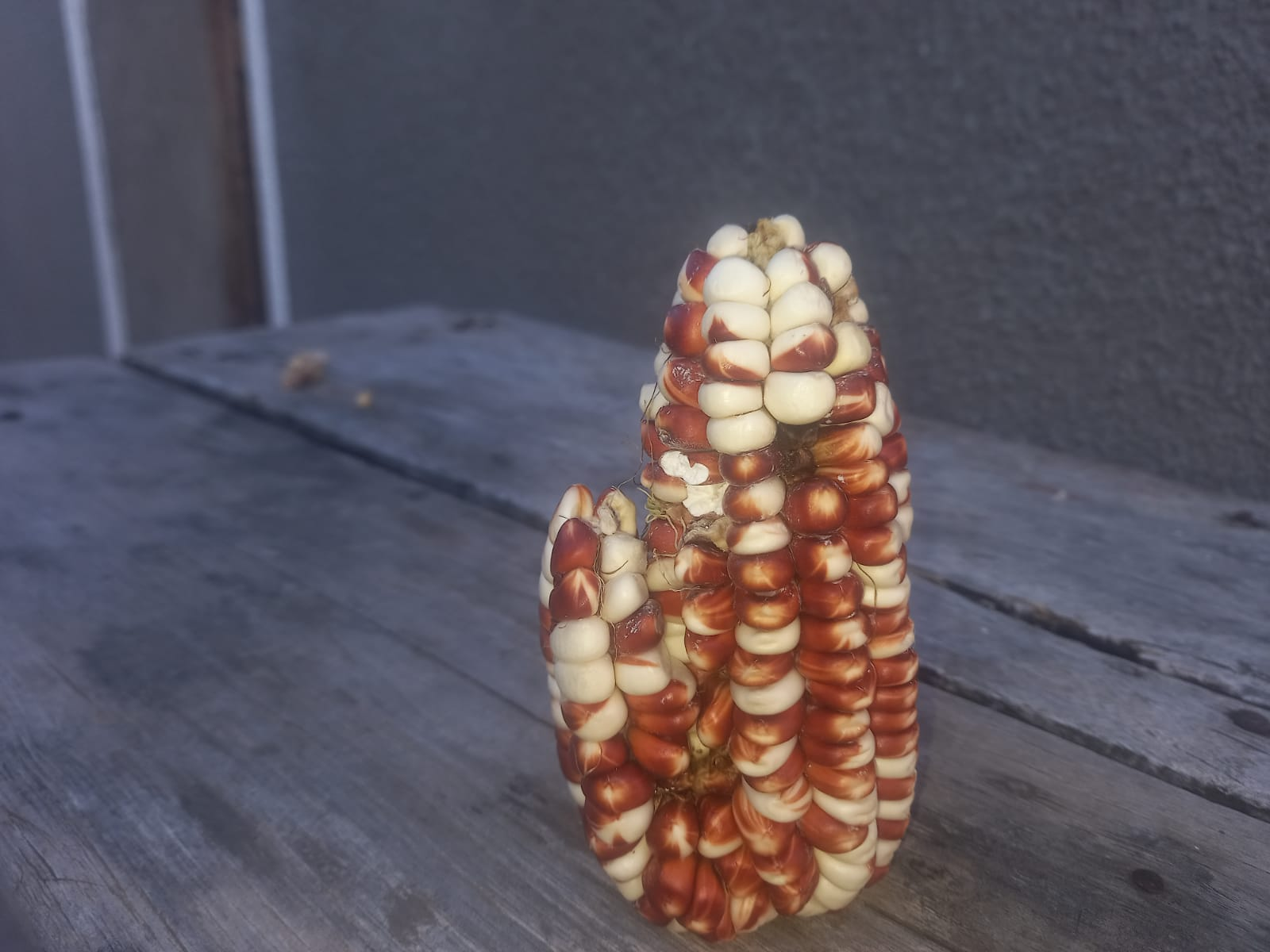
Mazorca de maíz y su hijito - Yavi Chico
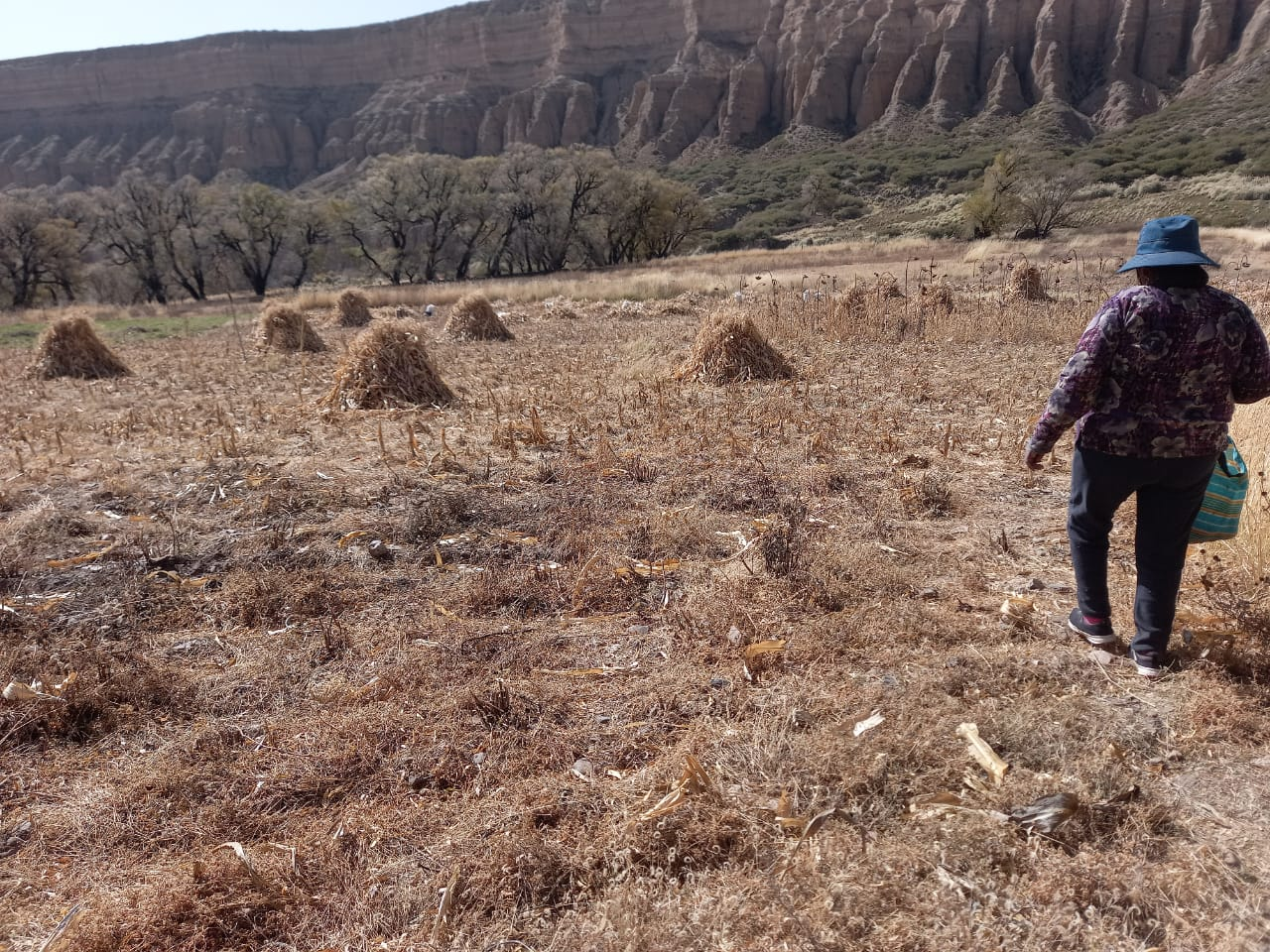
Camino a Deshojando el maíz O.C. - Yavi Chico
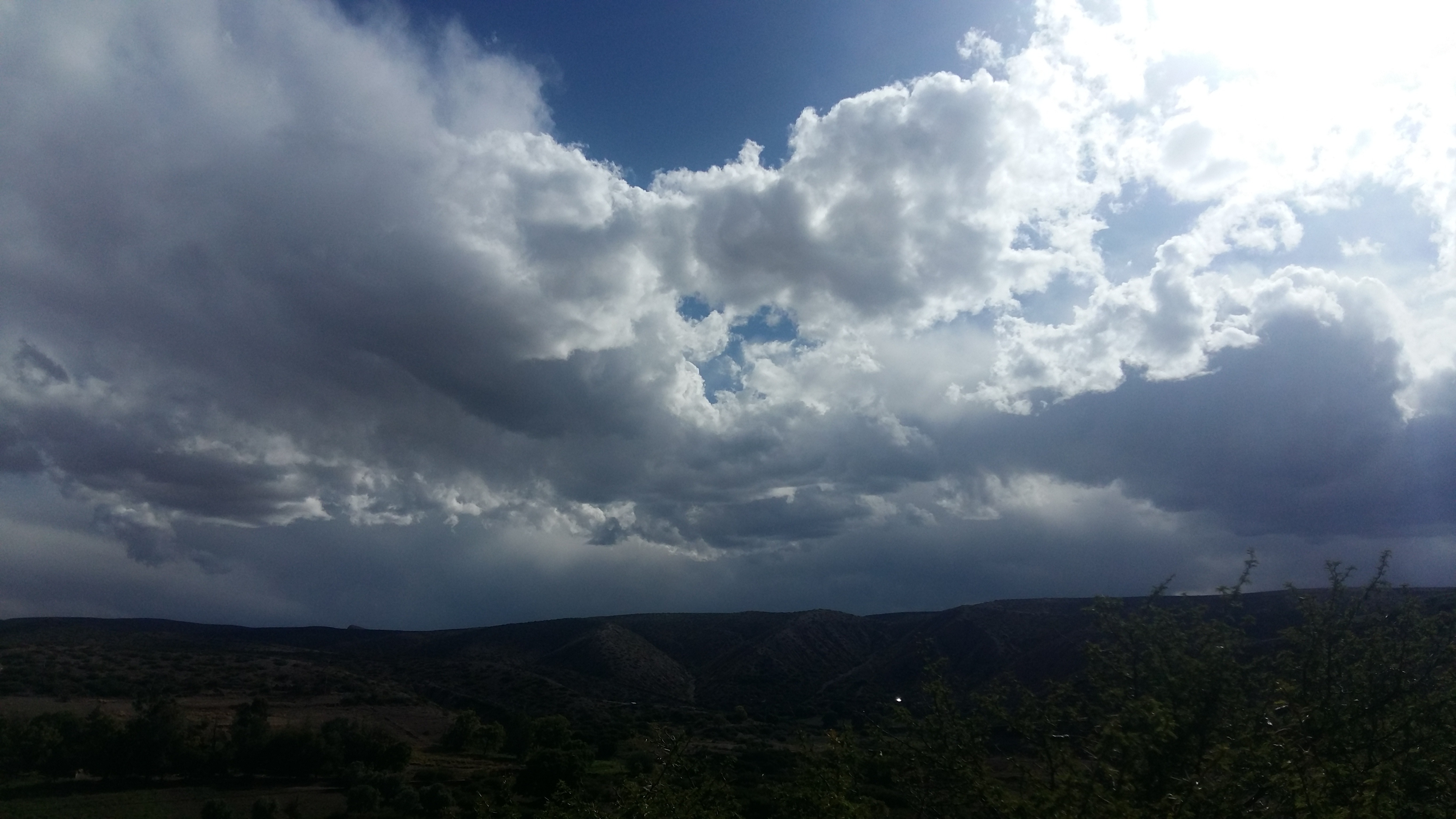
Vista desde el Abra grande - LA FALDA - Yavi Chico
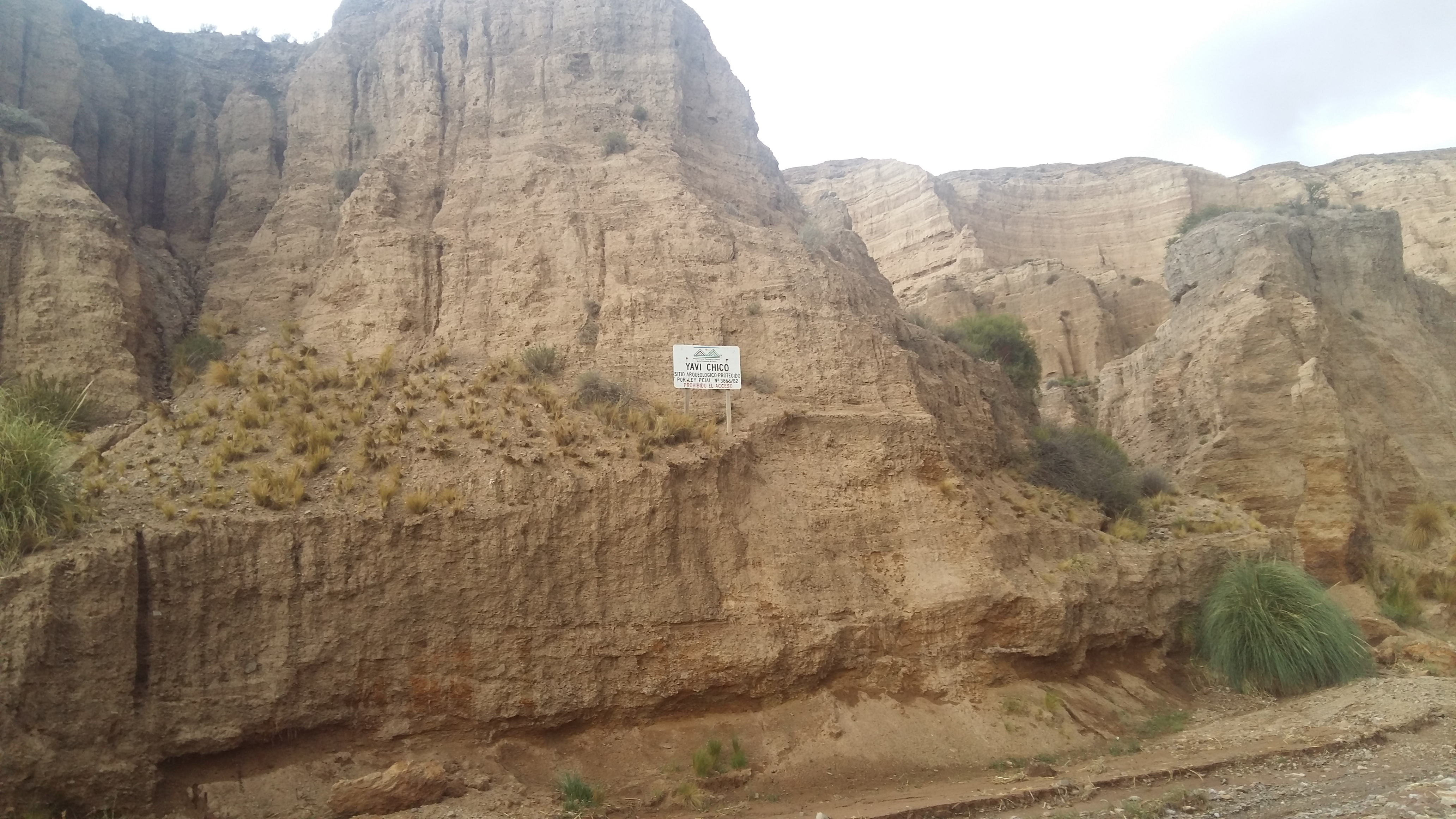
Antigal - Yavi Chico
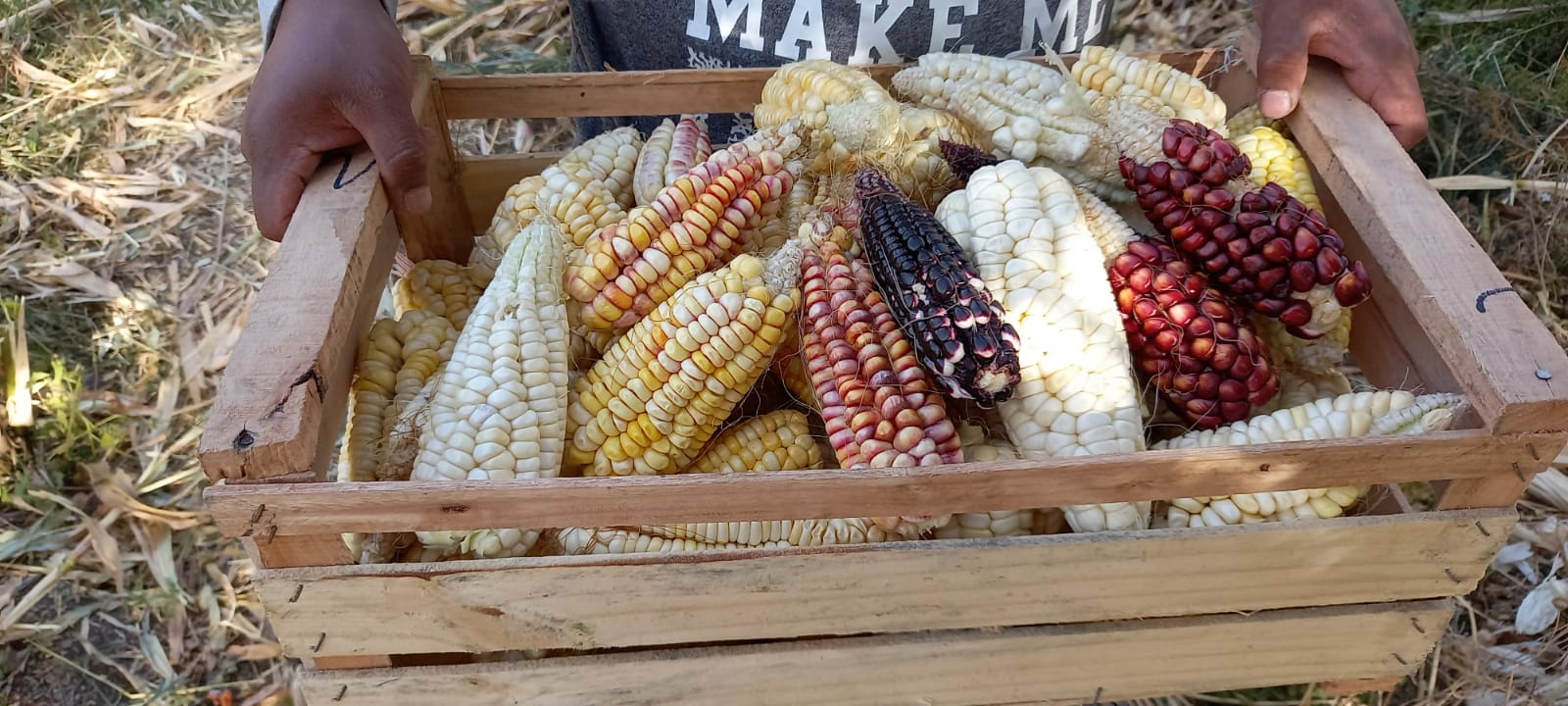
Cosecha de maíces, de la Escuela de Frontera N° 2 Rosario Wayar -Yavi Chico
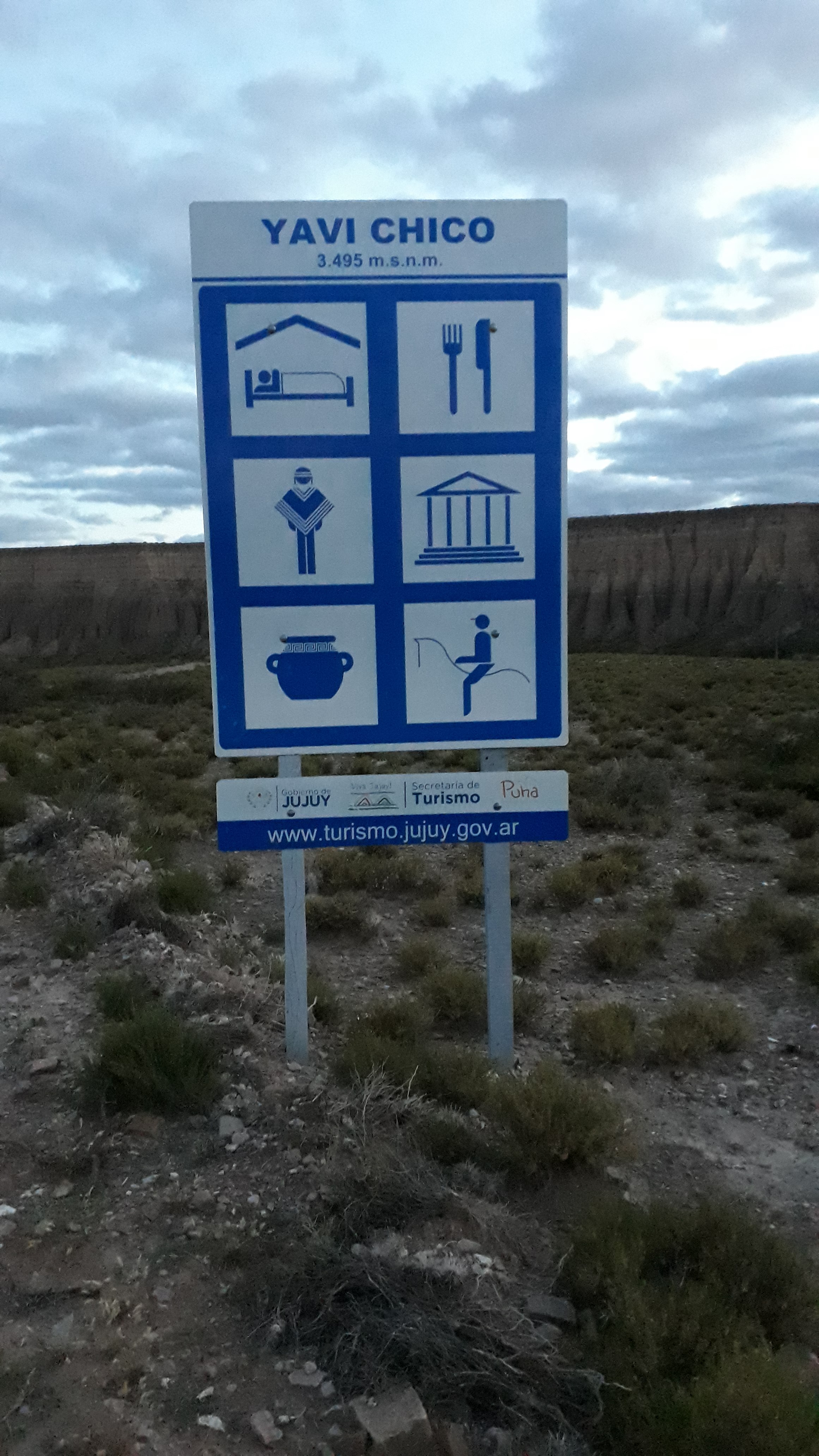
YAVI CHICO 3.495 m.s.n.m
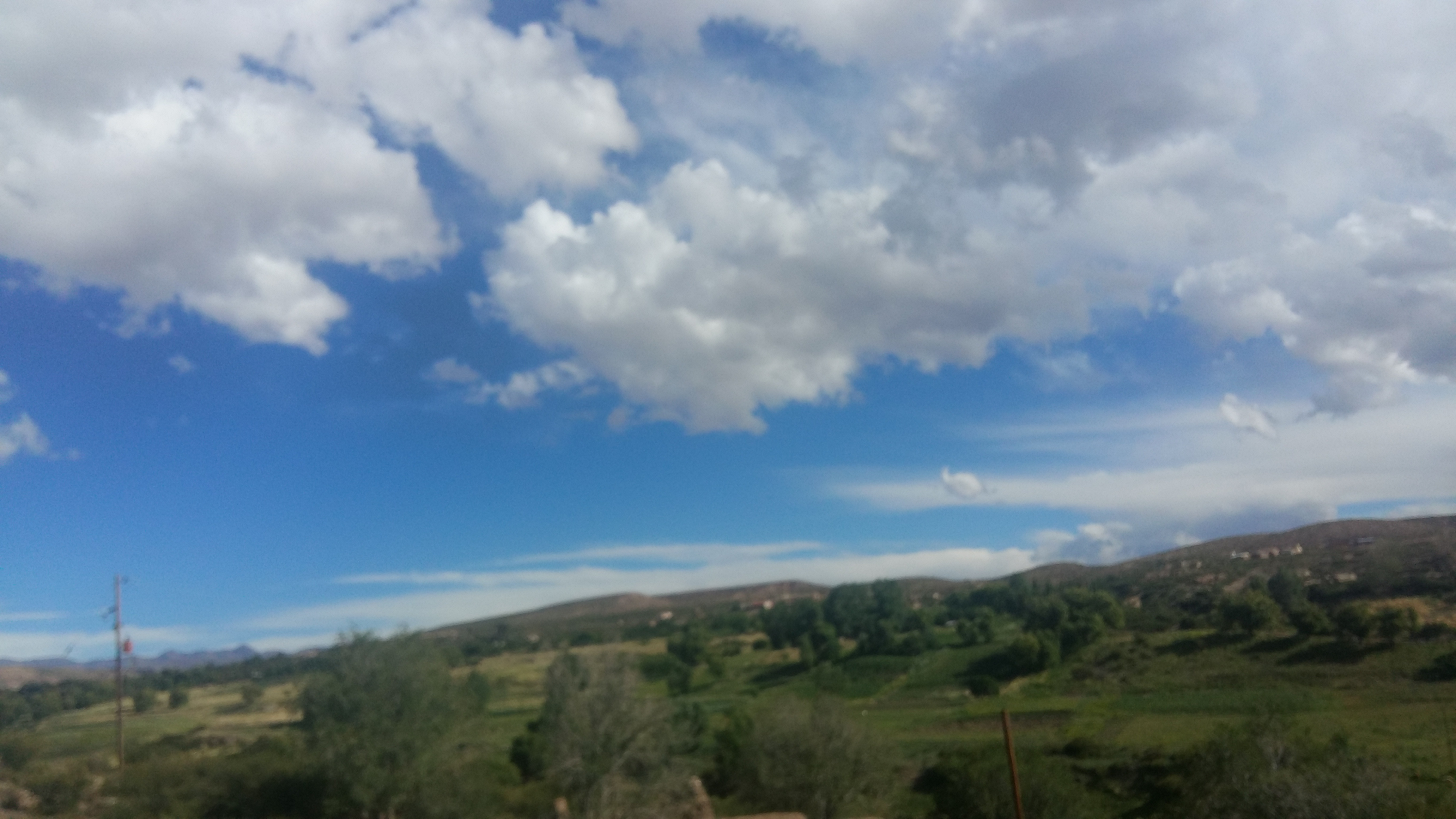
Vista desde el Abra - Yavi Chico
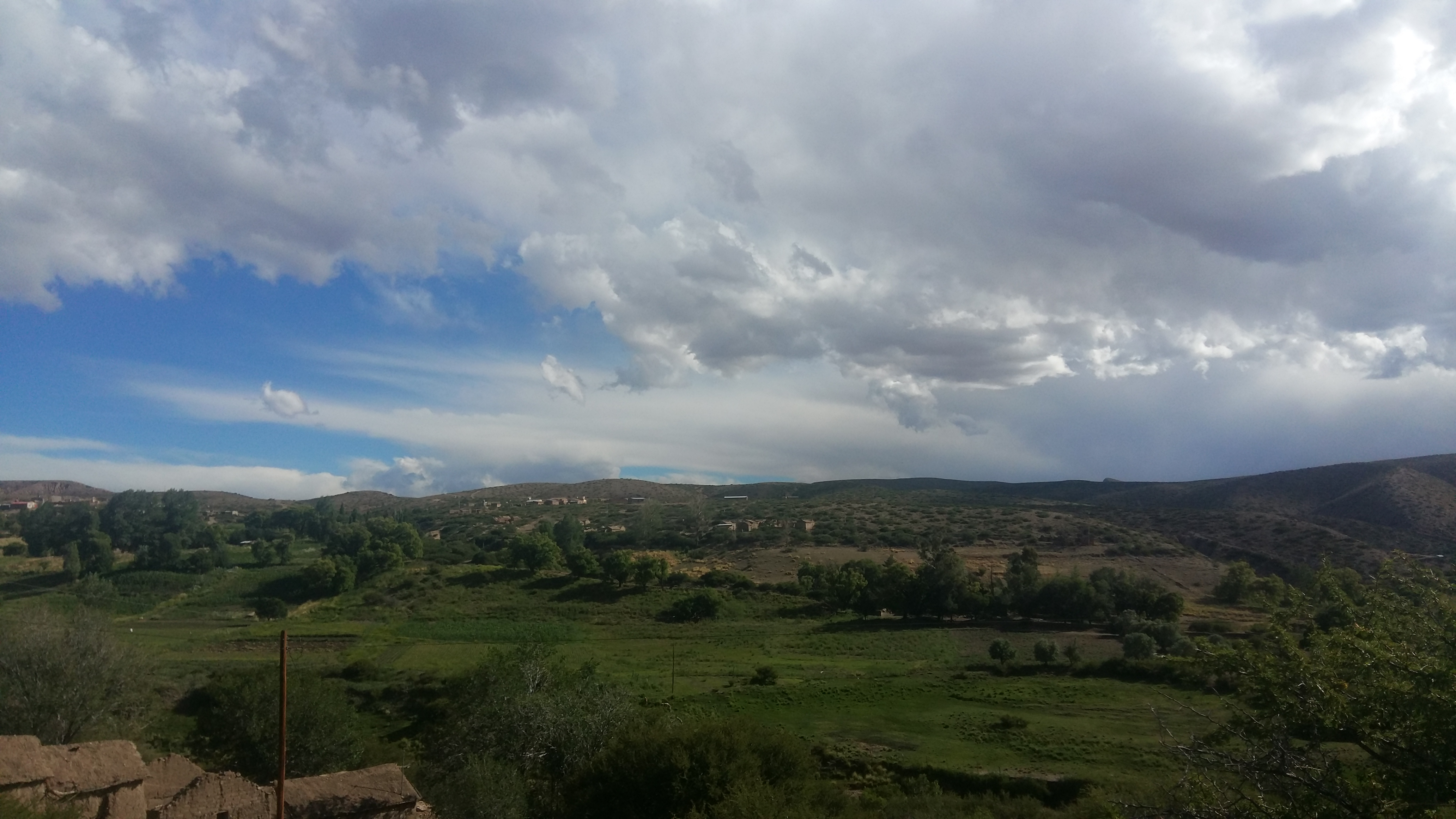
Vista desde el Abra grande - Yavi Chico
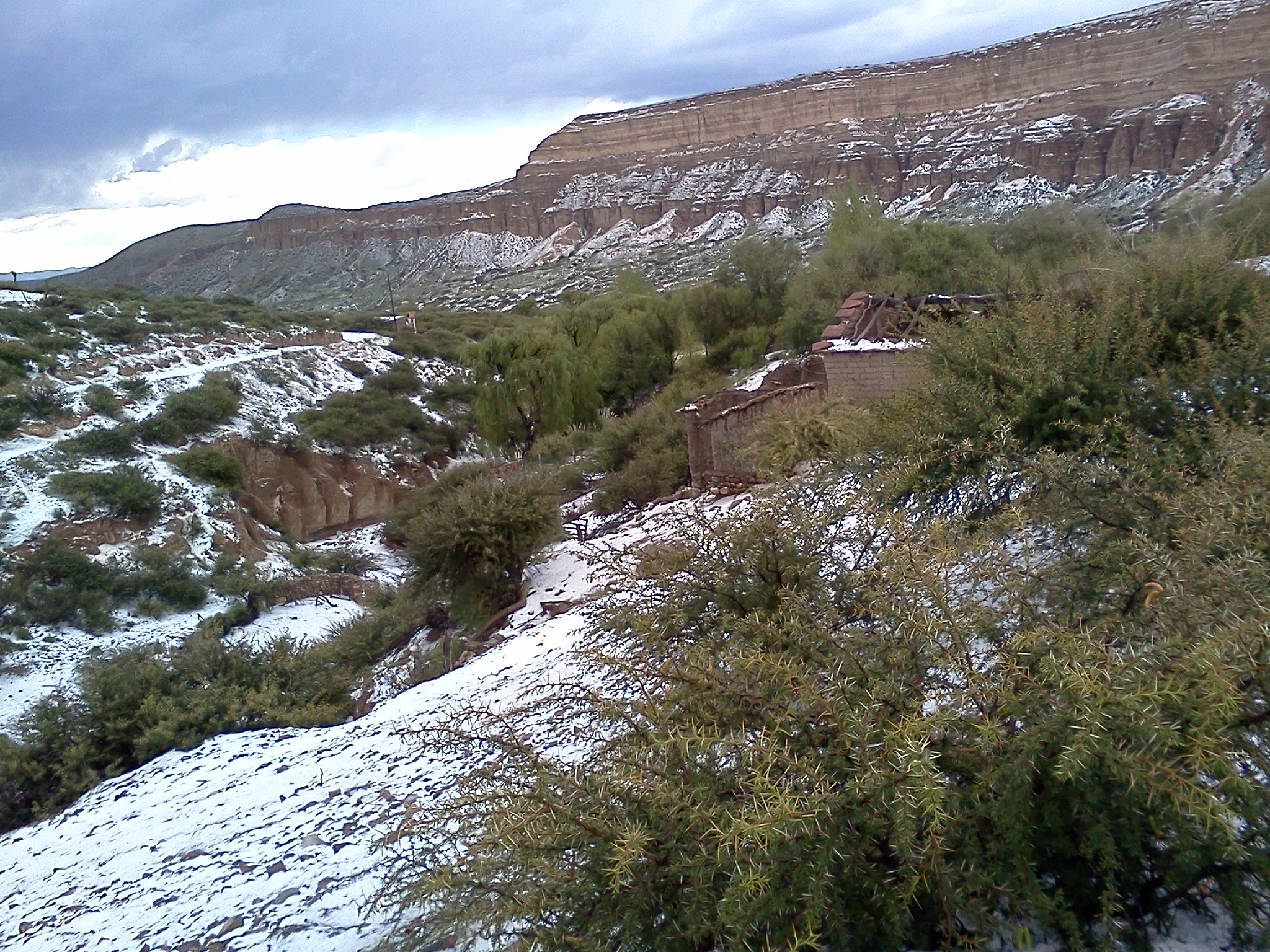
Yavi Chico tarde cubierto de granizo Marzo 2014
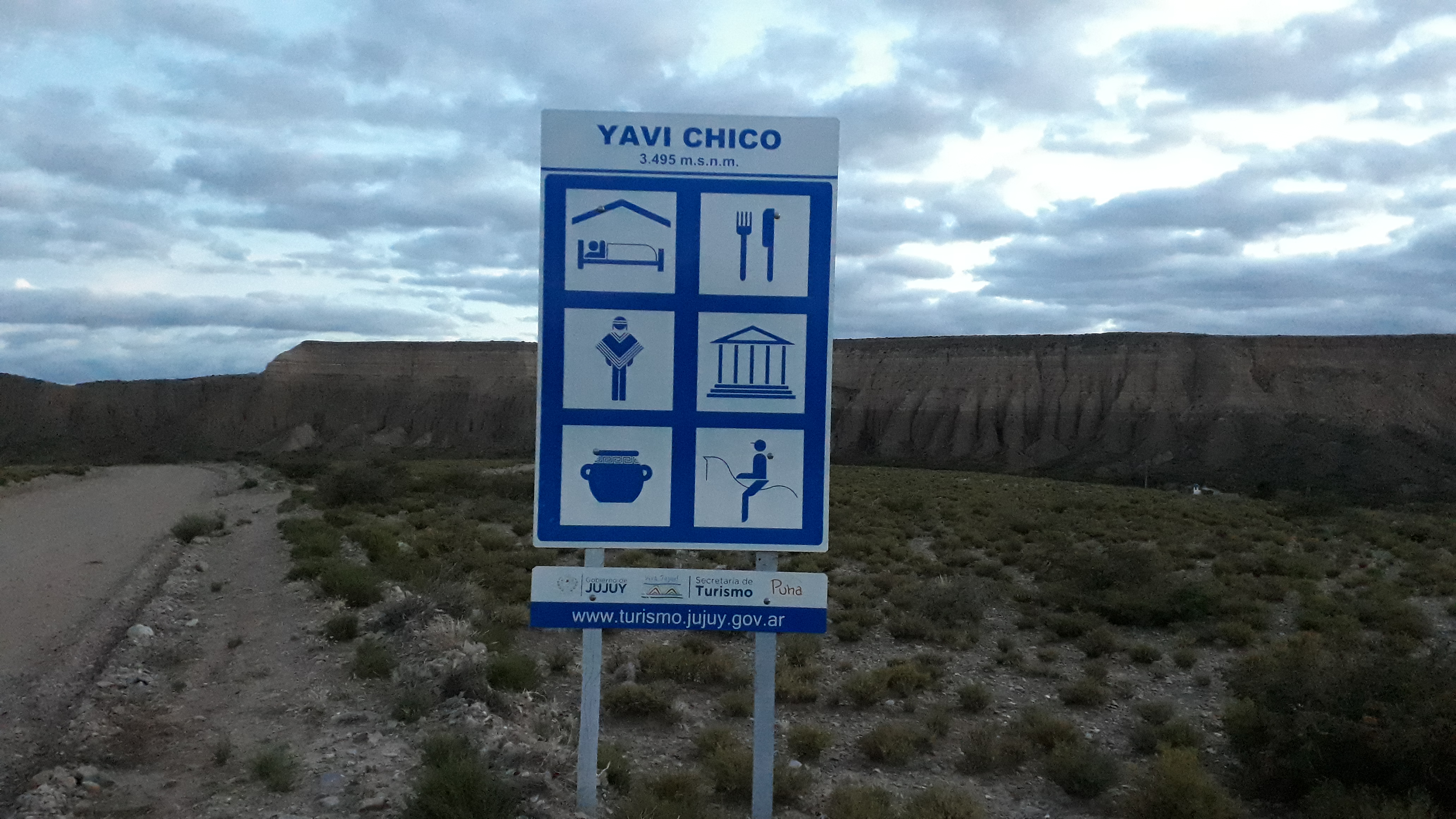
YAVI CHICO 3.495 m.s.n.m - Cielo
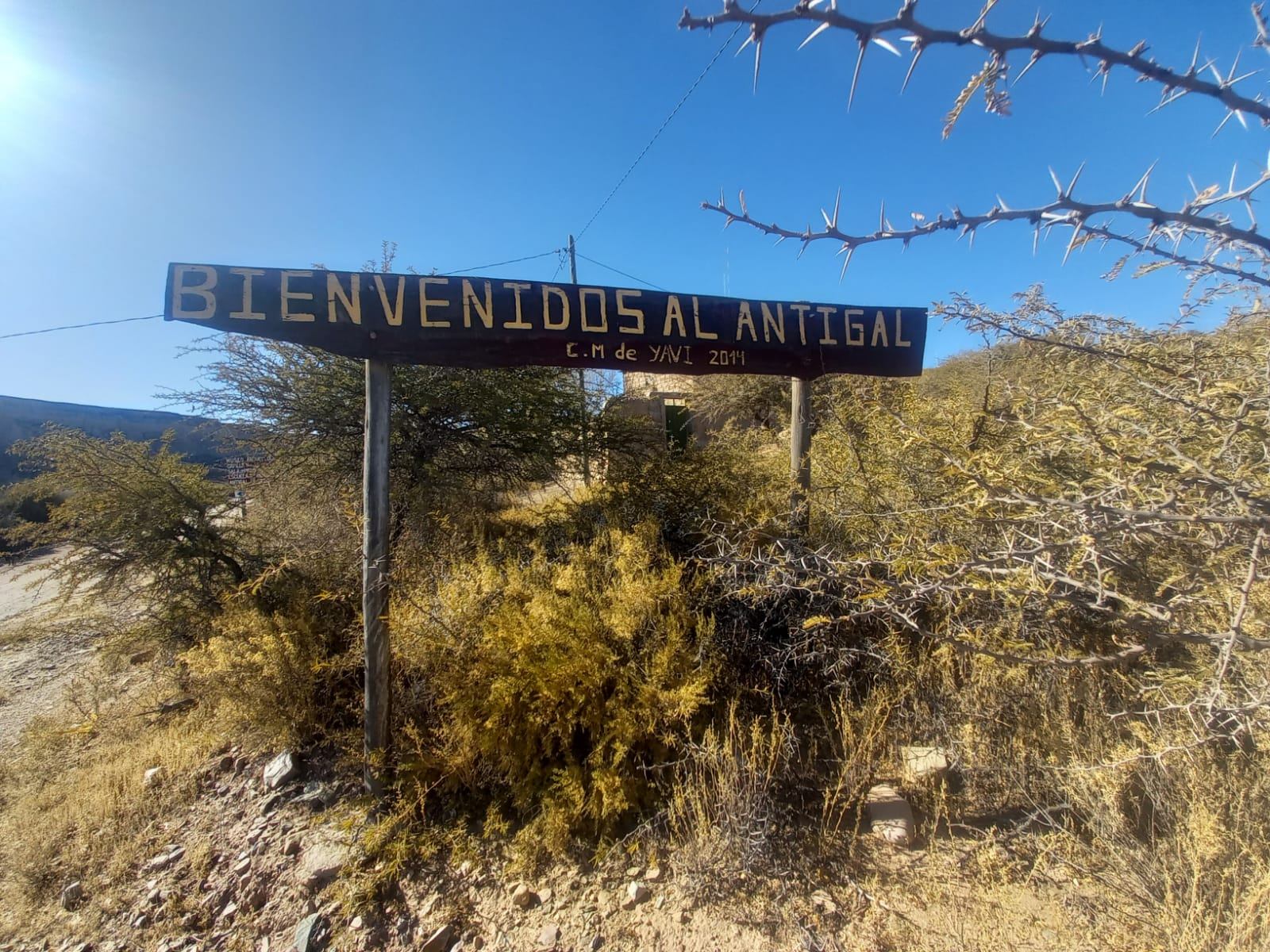
Acceso al Antigal Yavi Chico
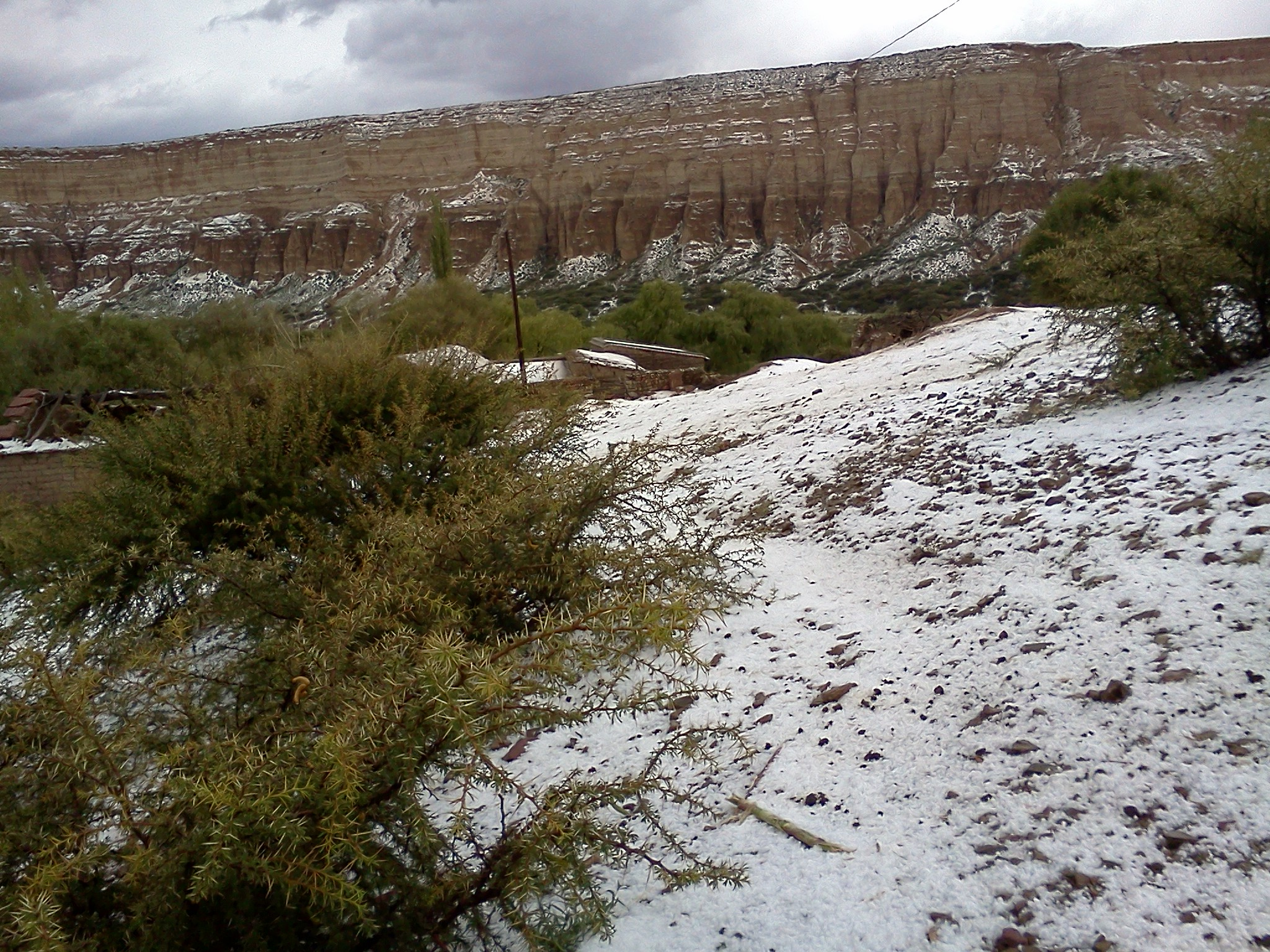
Yavi Chico cubierto de granizo Marzo 2014
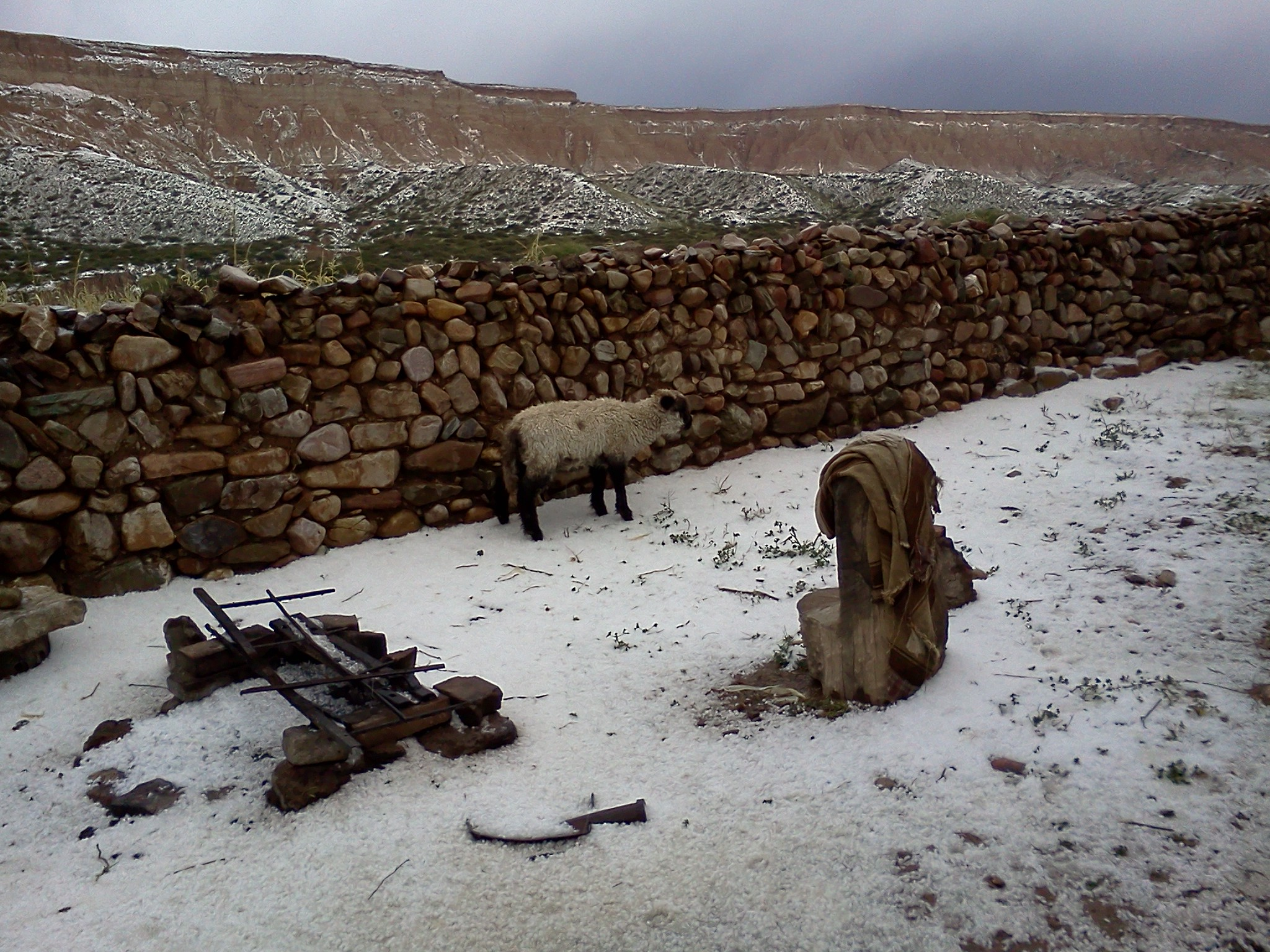
Yavi Chico temporal de granizo Marzo 2014
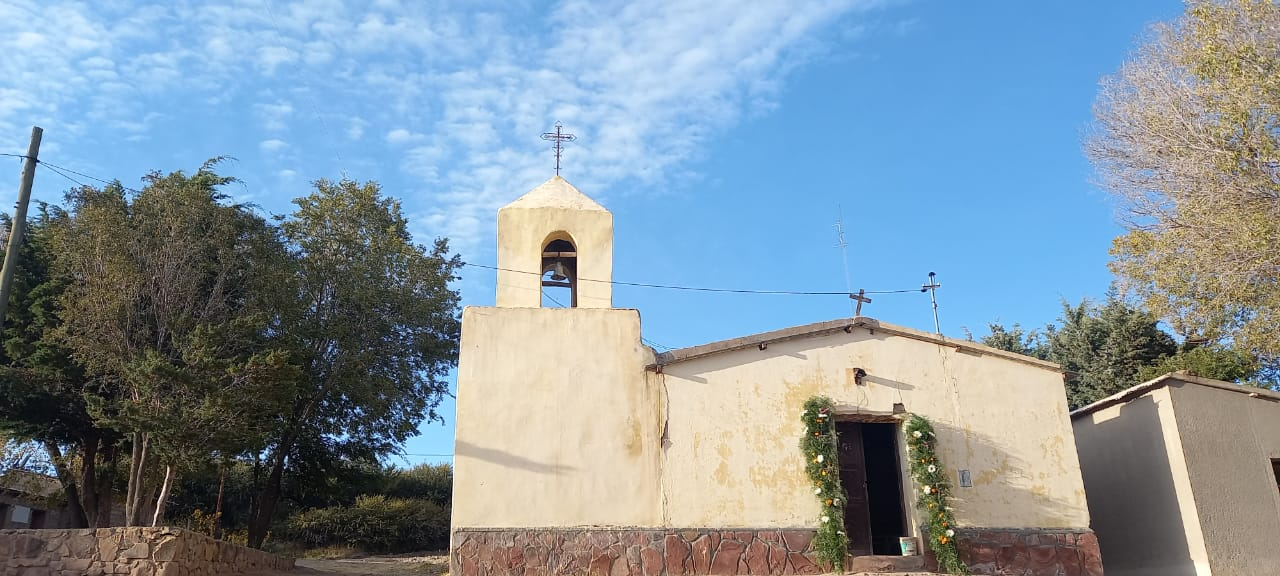
Capilla Virgen Nuestra Señora de Lujan - Yavi Chico
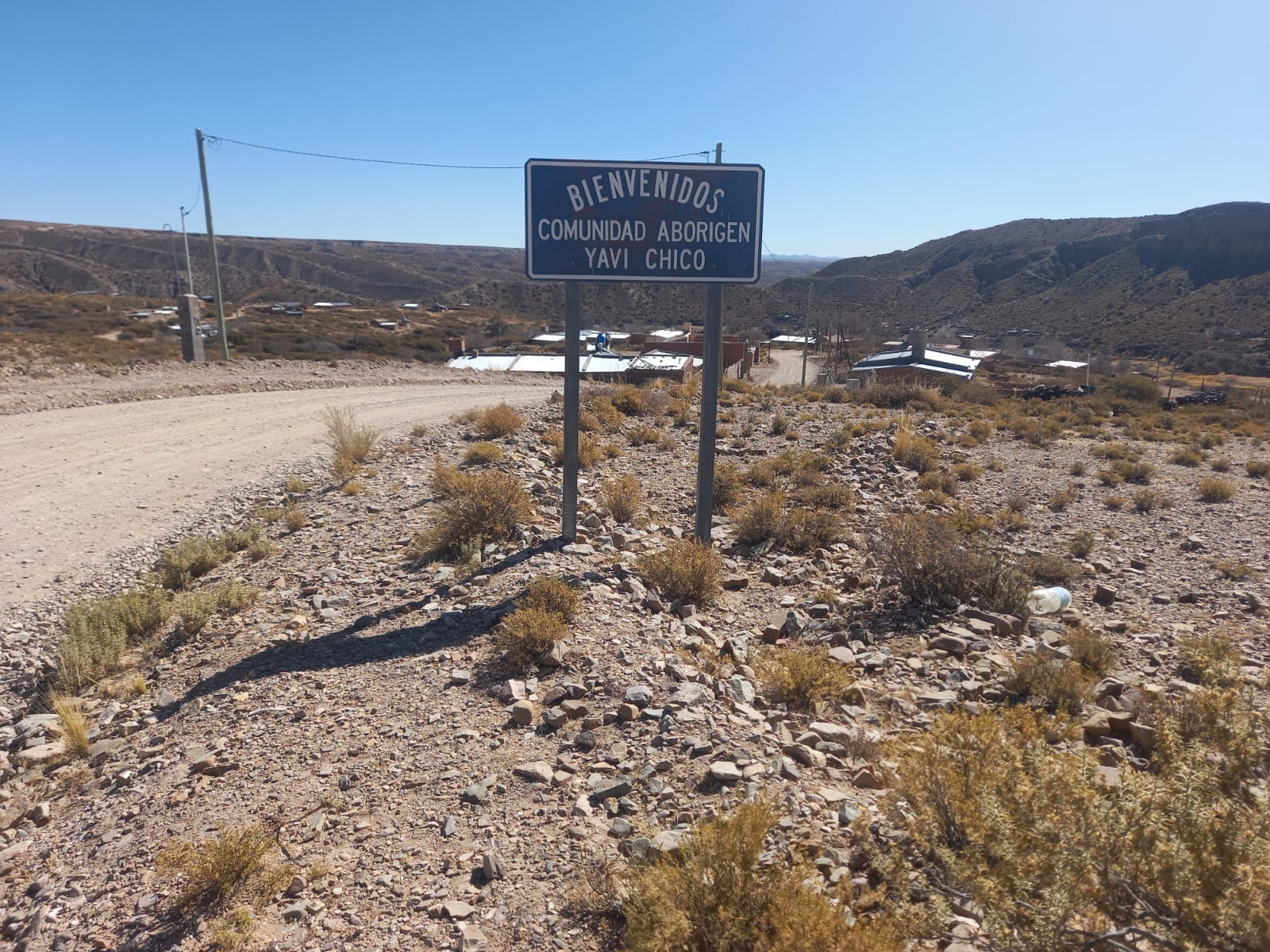
BIENVENIDOS A YAVI CHICO
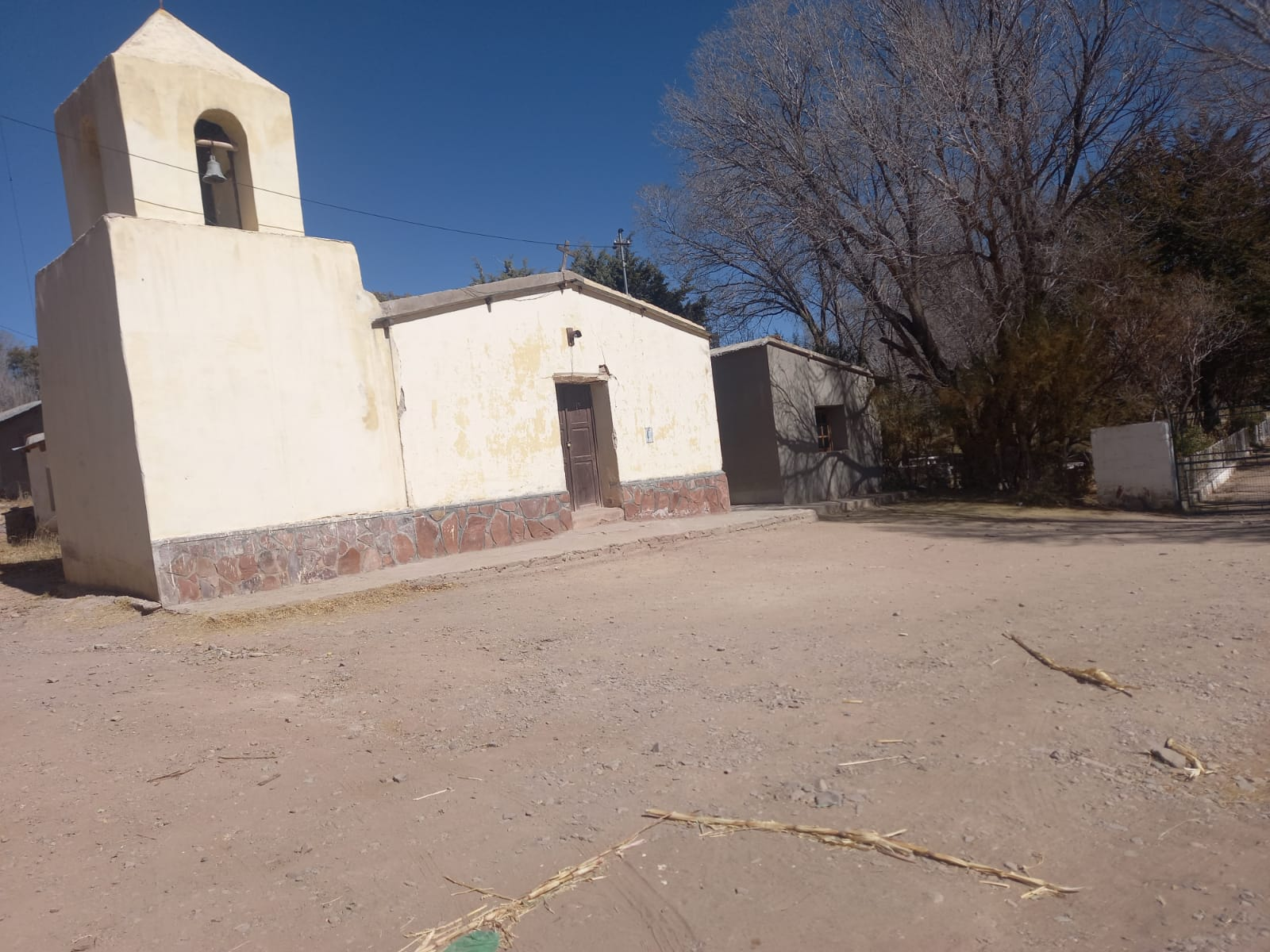
Capilla Virgen Nuestra Señora de Lujan Yavi Chico
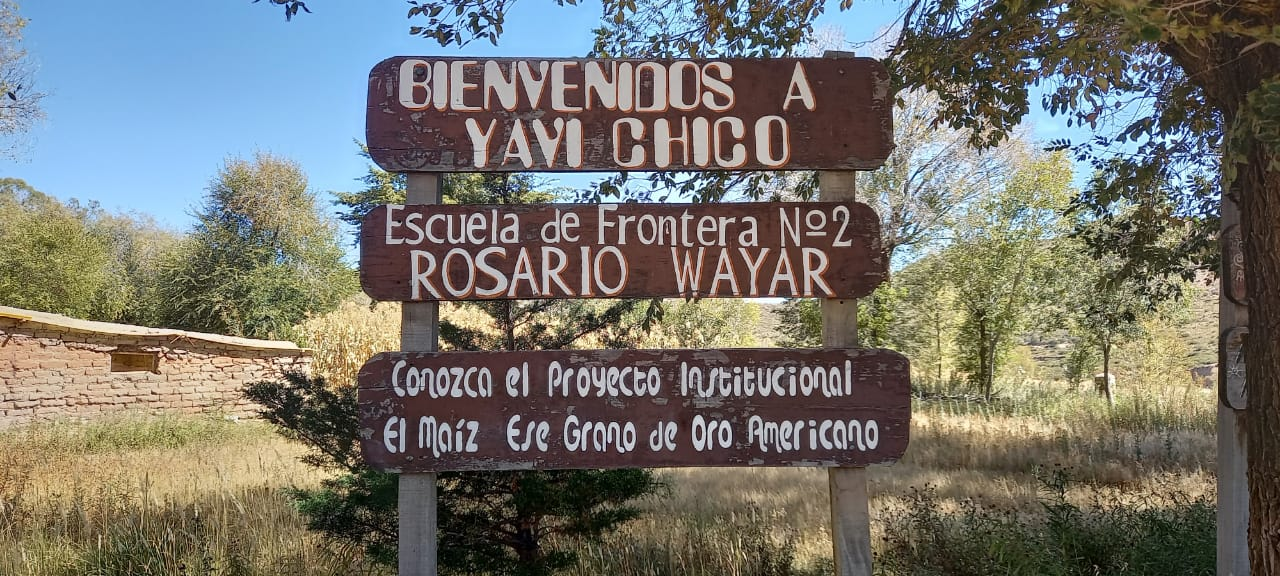
El maíz ese grano de oro americano Yavi Chico
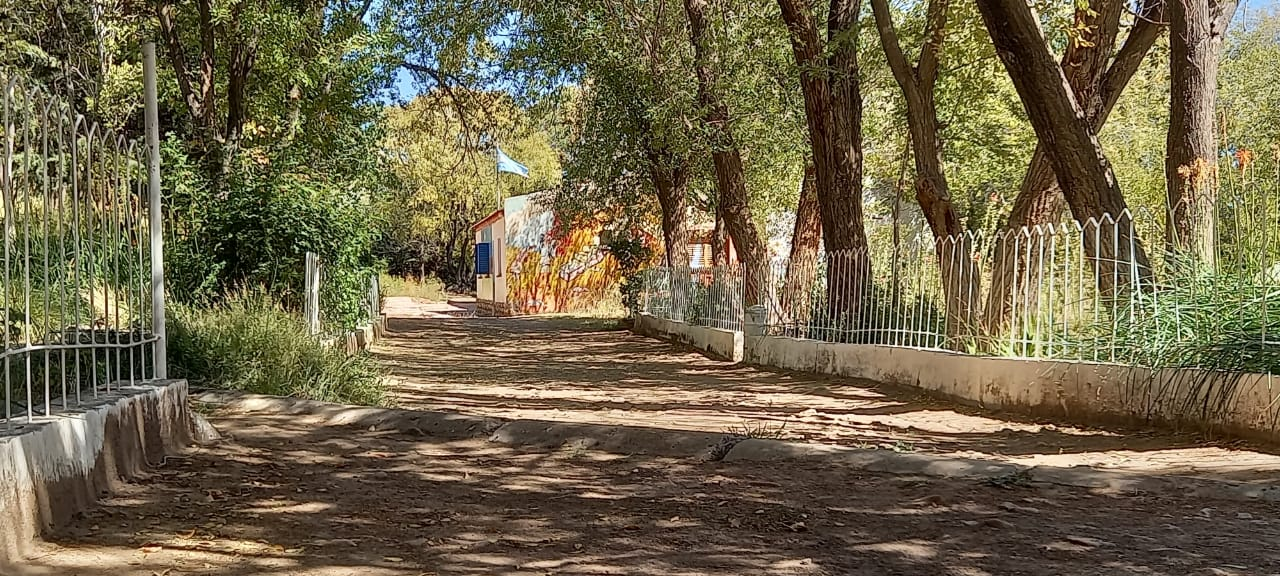
Escuela de Frontera N° 2 Rosario Wayar - Yavi Chico
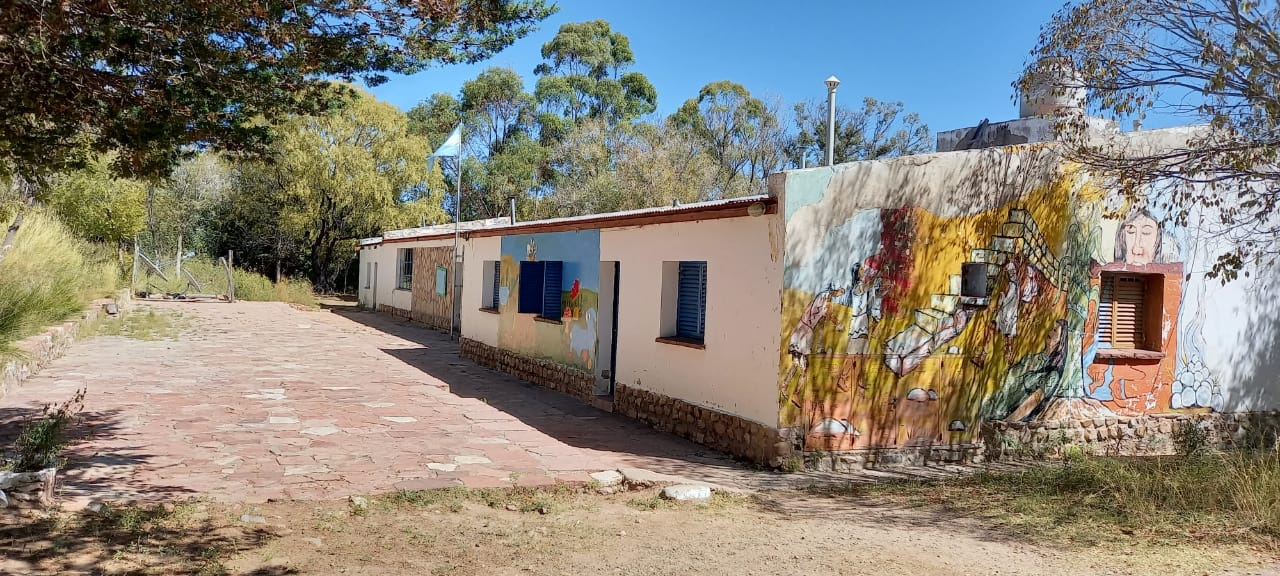
Escuela de Frontera N° 2 Rosario Wayar Yavi Chico
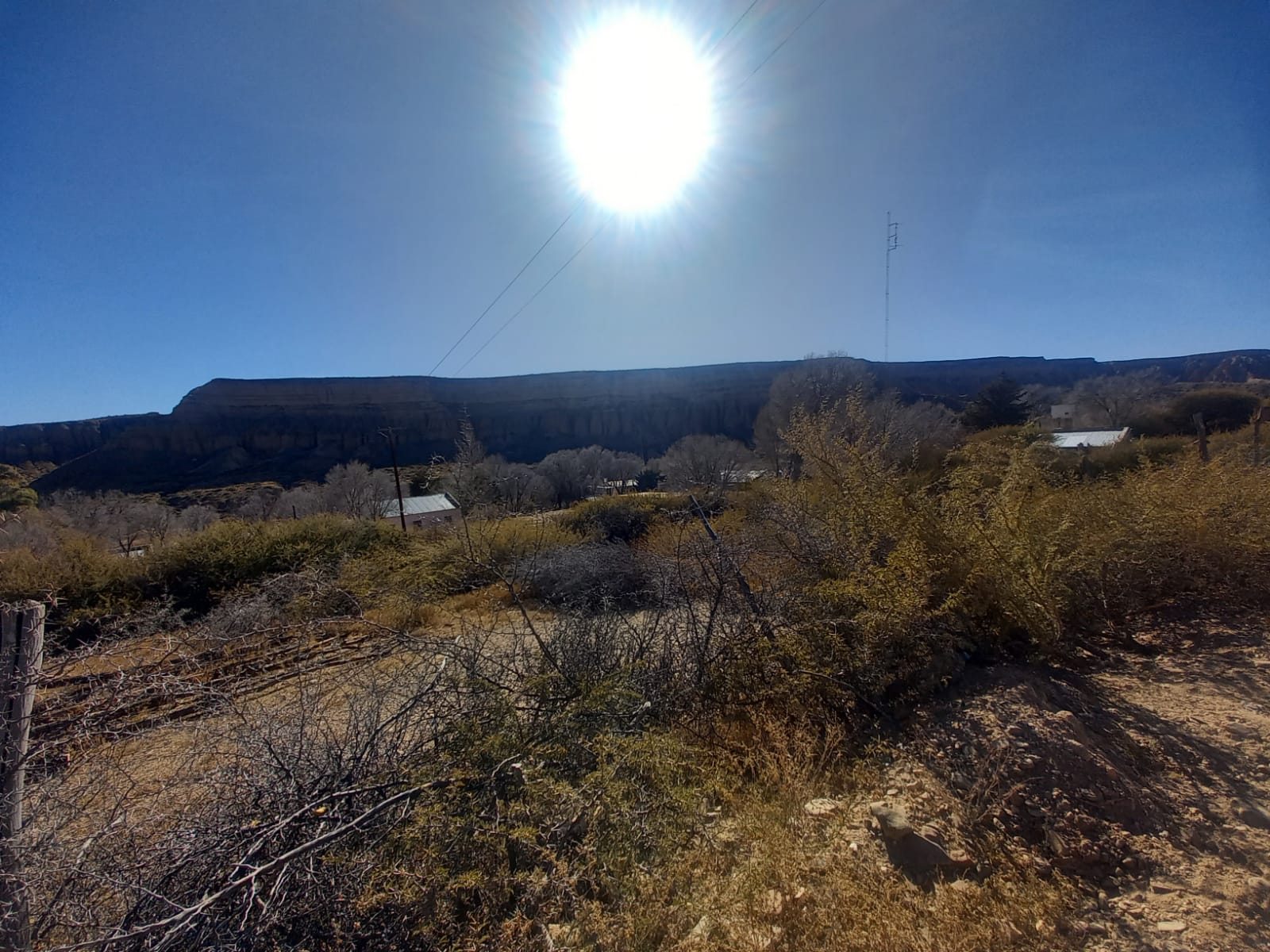
SOL de Yavi Chico "Insolación"
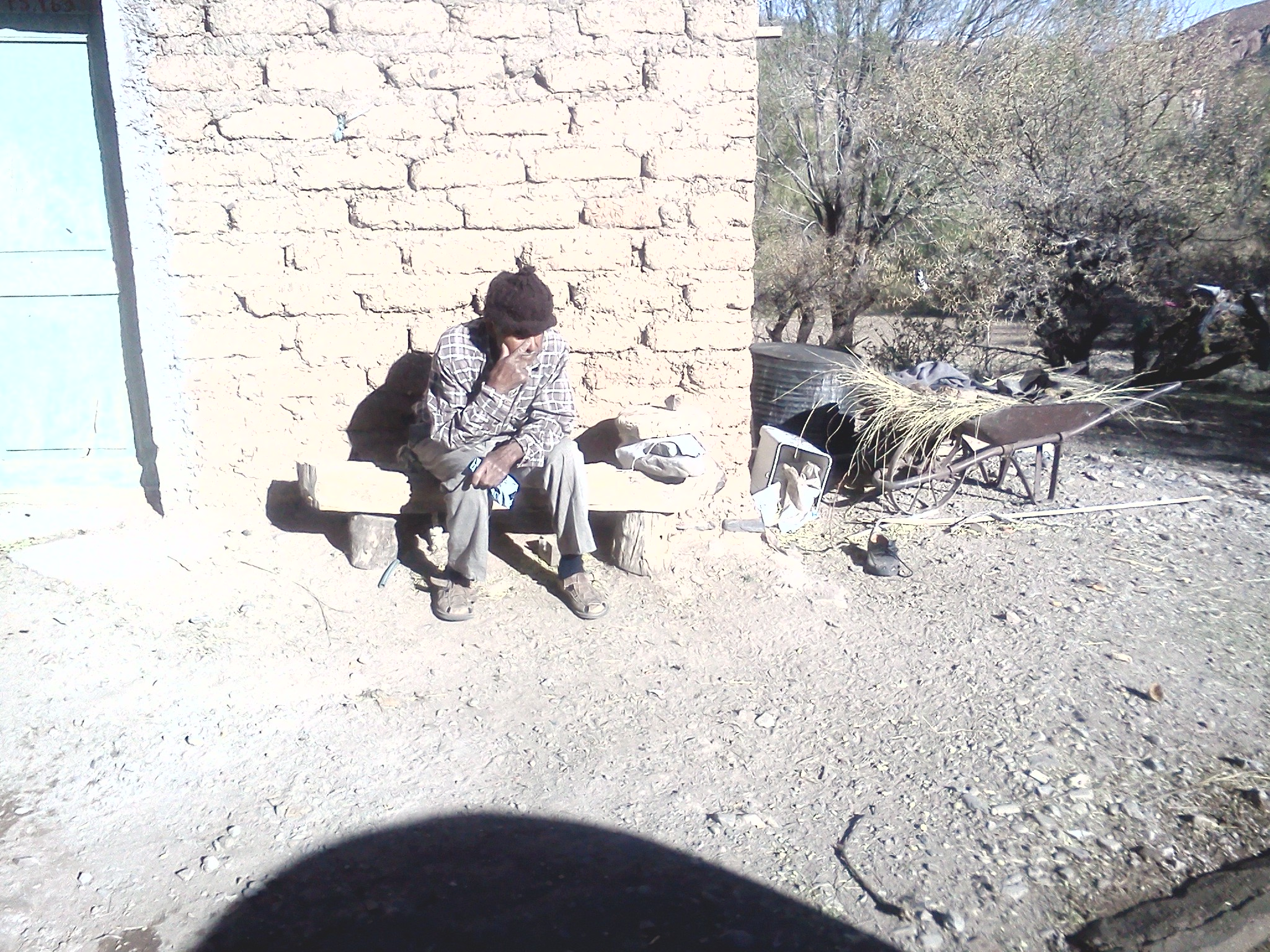
Valentin Churquina Yavi Chico
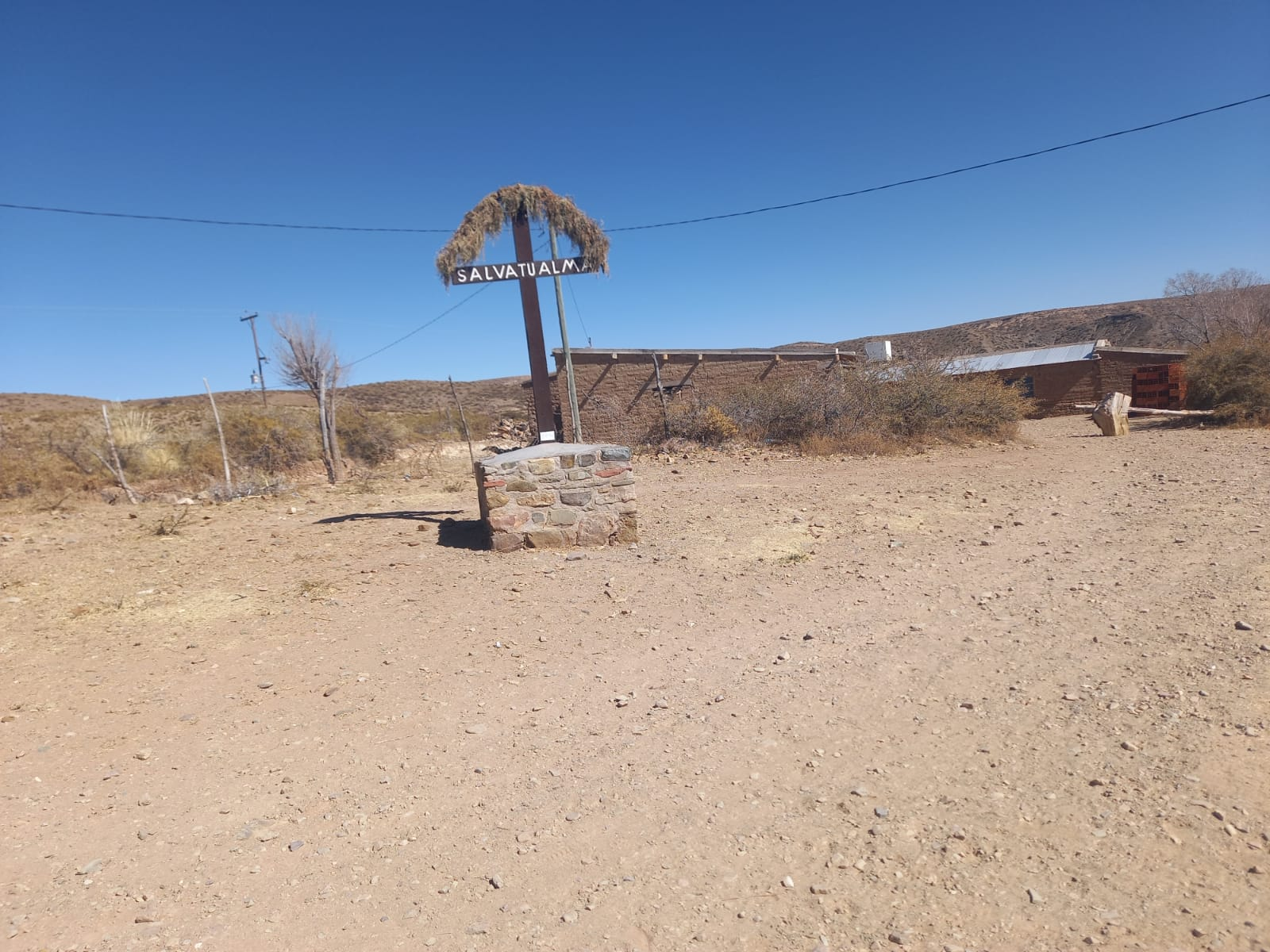
Santa Cruz SALVA TU ALMA - Yavi Chico
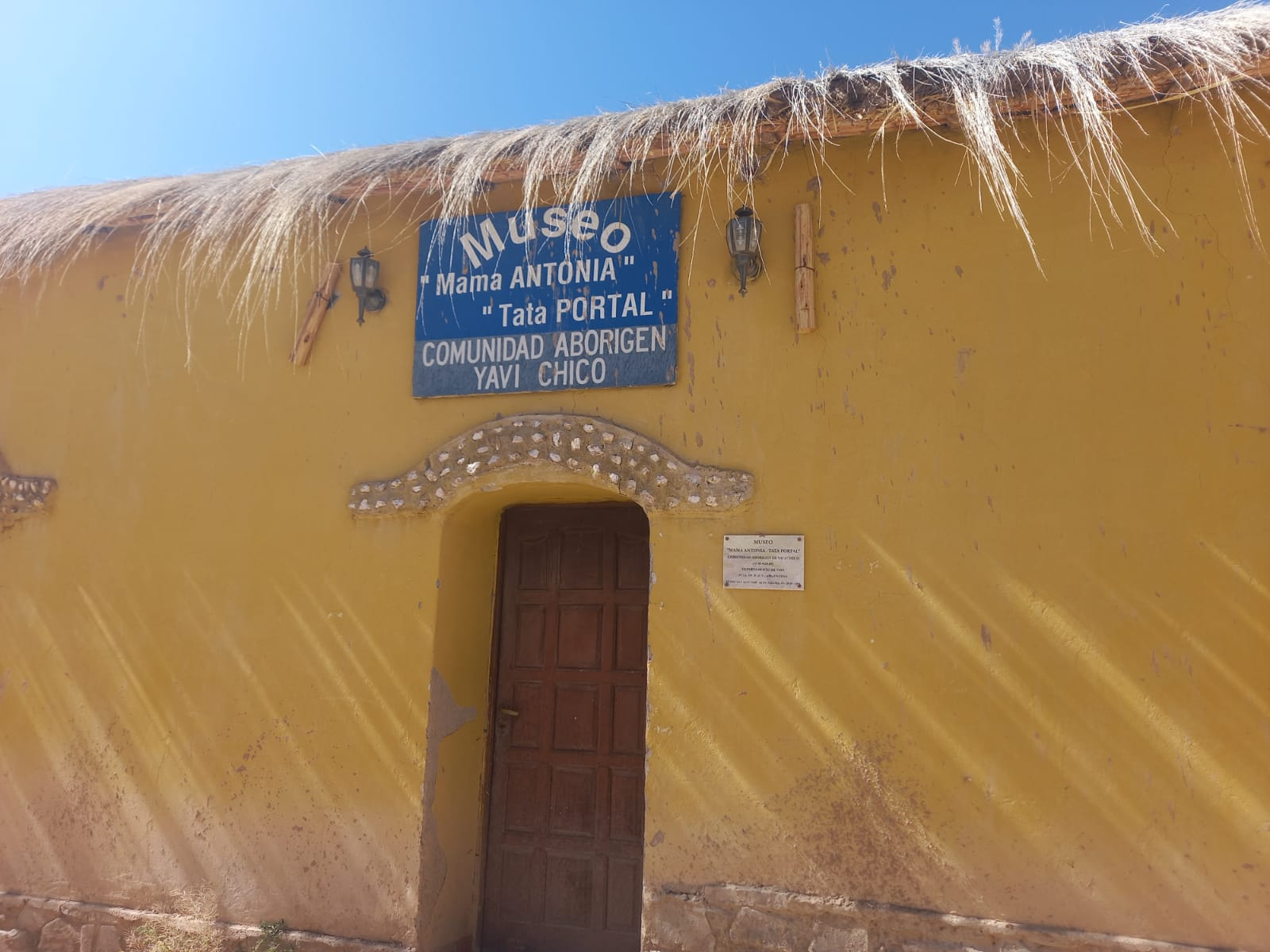
Museo Mamá Antonia y Tota Portal Yavi Chico
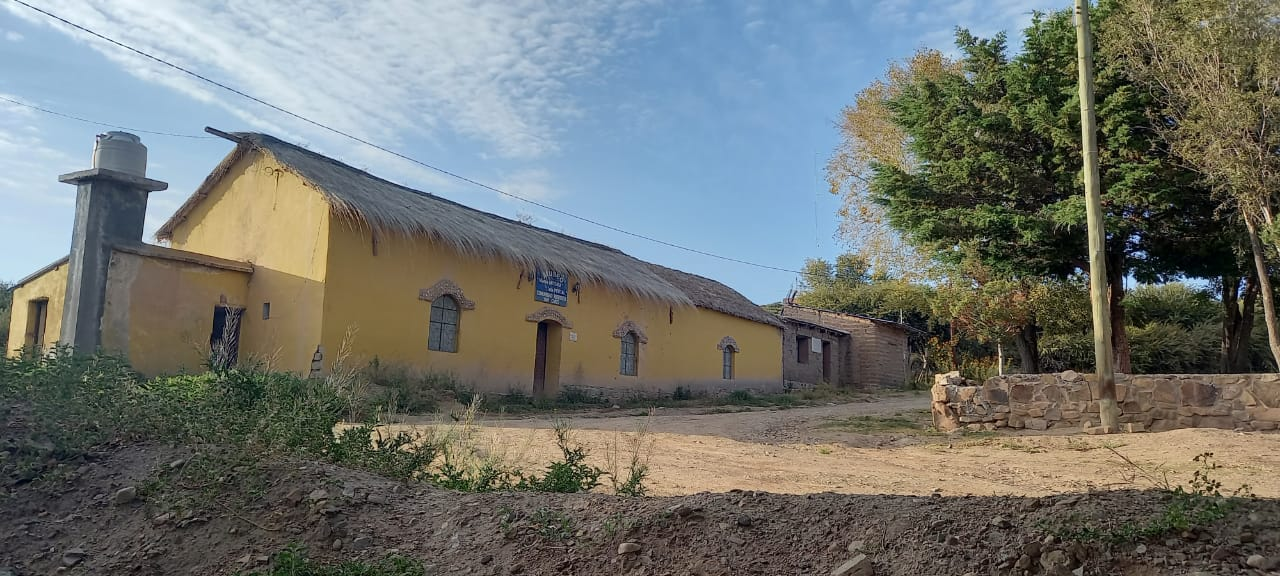
Museo Mamá Antonia y Tota Portal - Yavi Chico
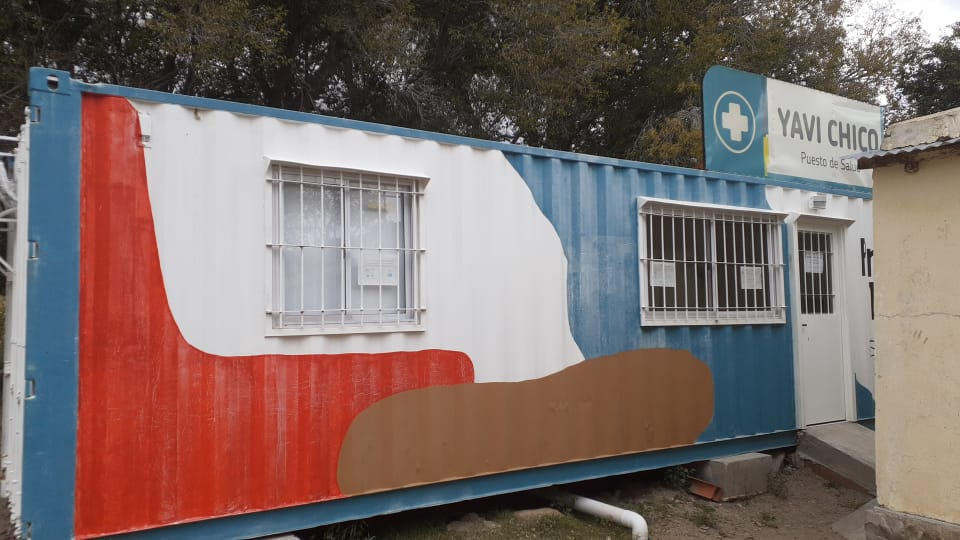
Puesto de Salud N° 28 - Yavi Chico
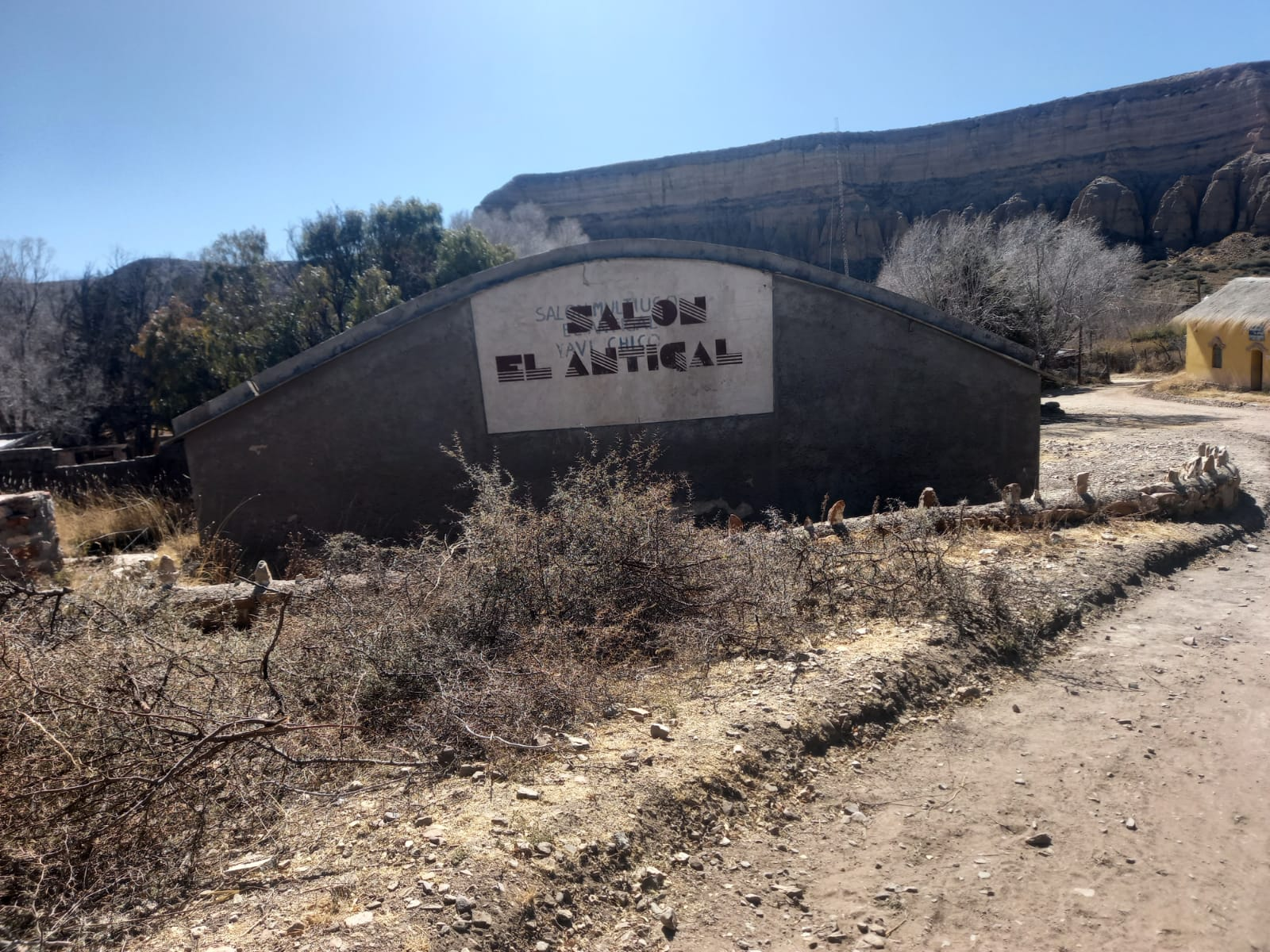
SALON EL ANTIGAL - Yavi Chico
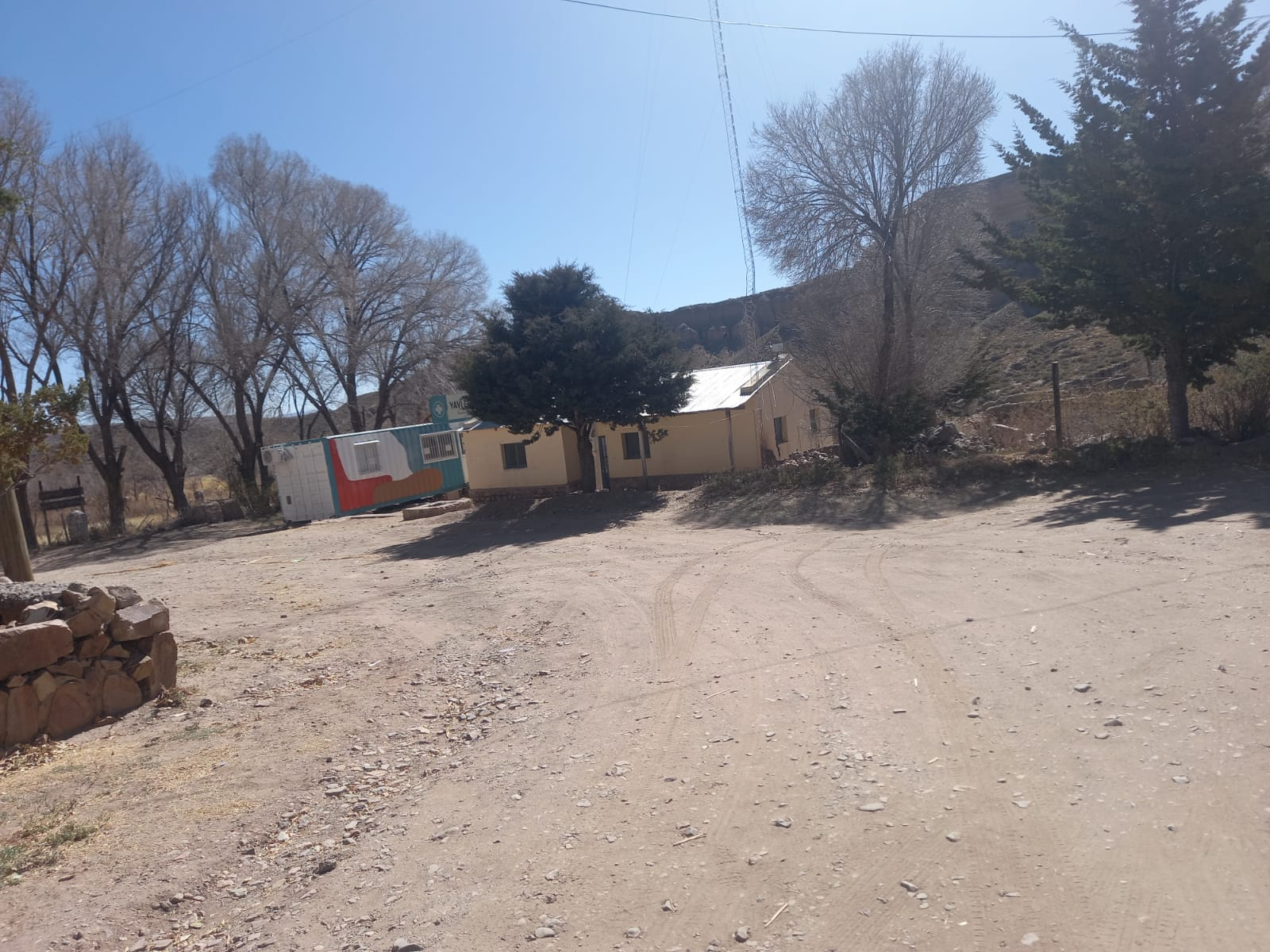
Puesto de Salud N° 28 Yavi Chico
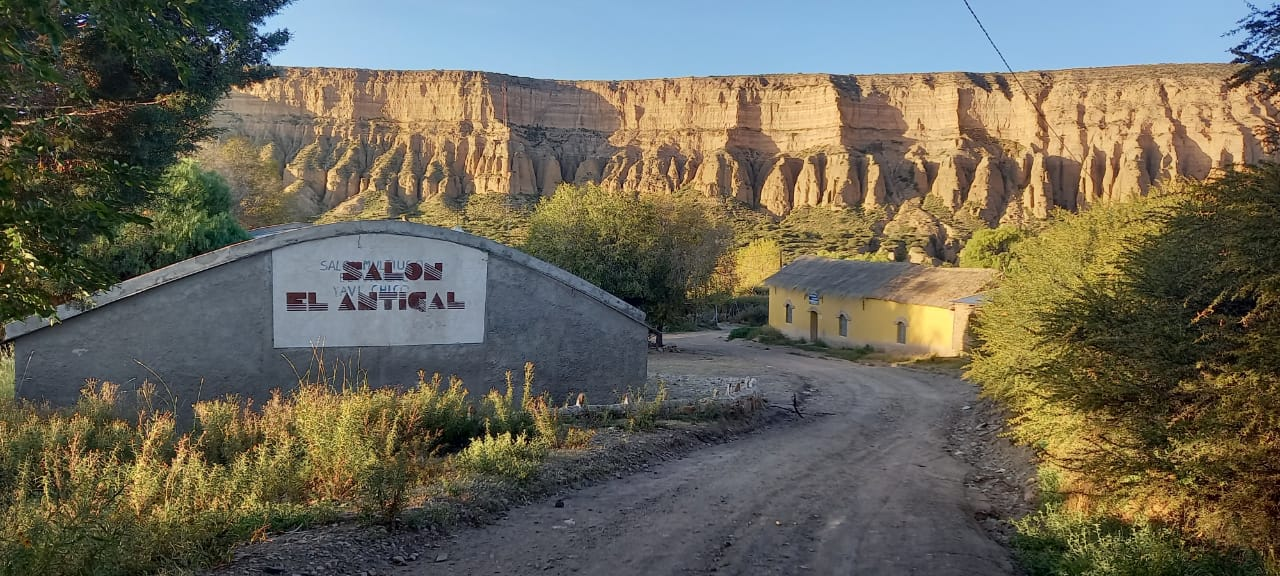
SALON EL ANTIGAL Yavi Chico
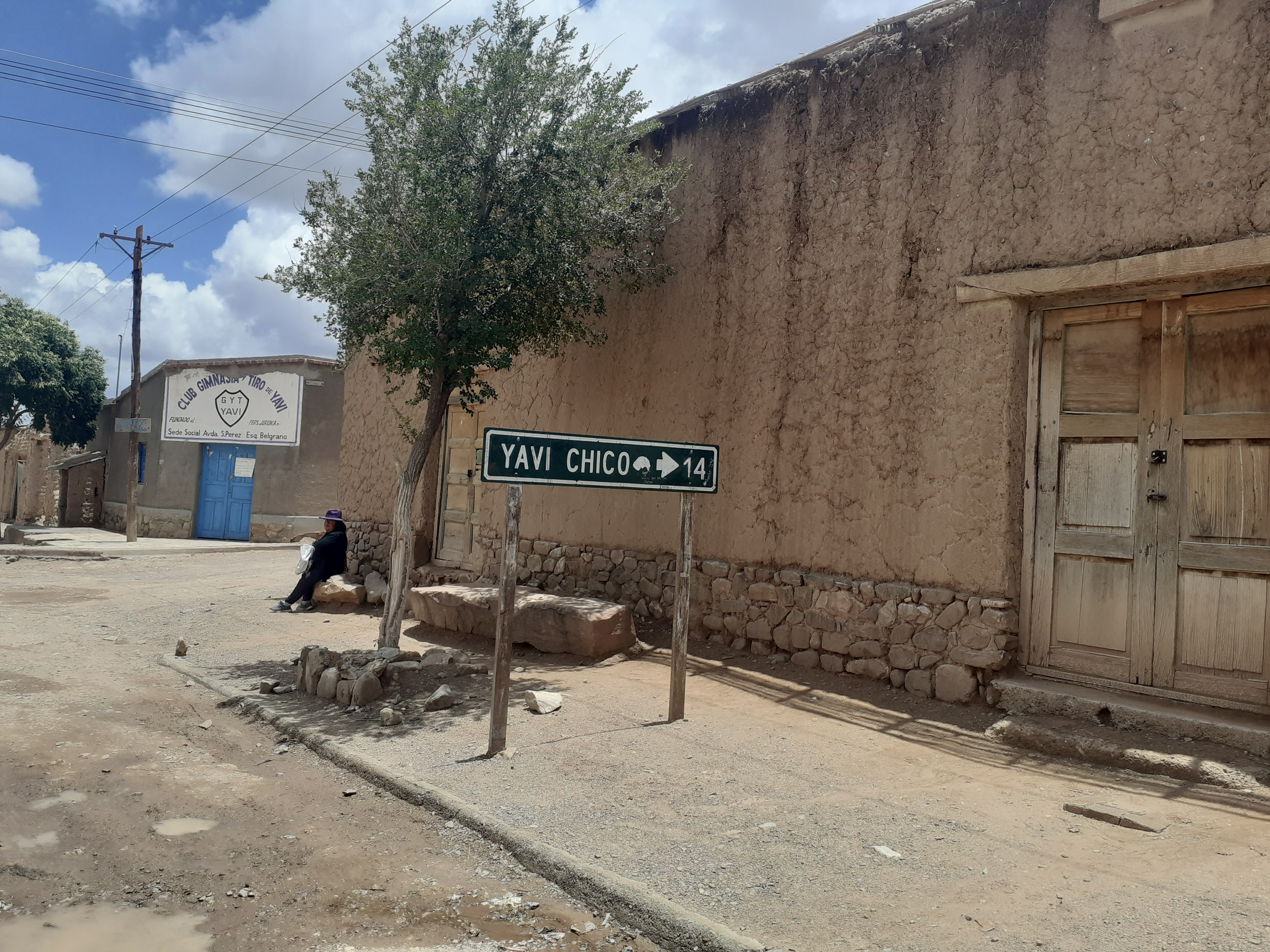
Yavi Chico 4 Km Pueblo Originario
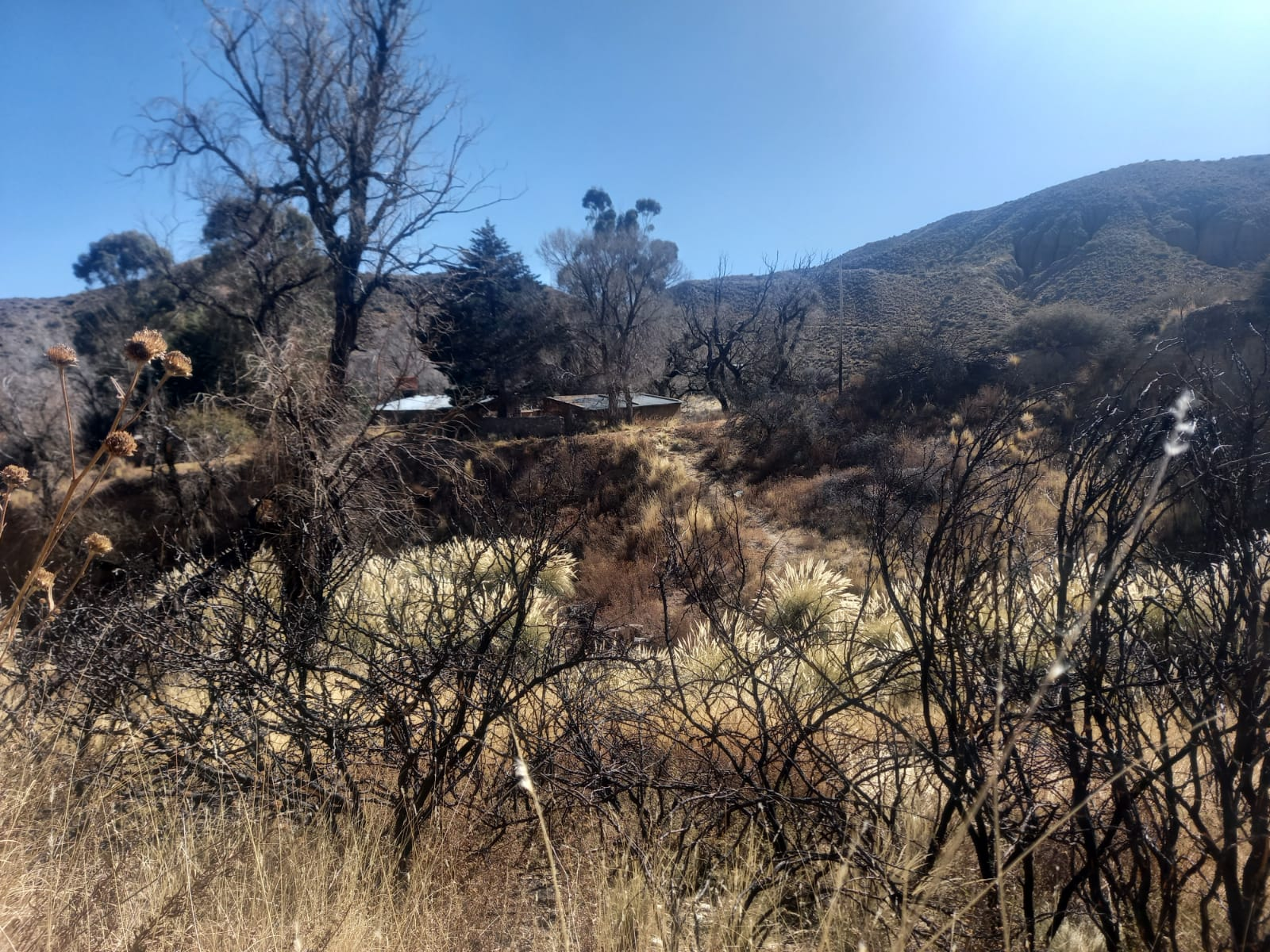
Ex Escuela Nacional N° 70 - Yavi Chico

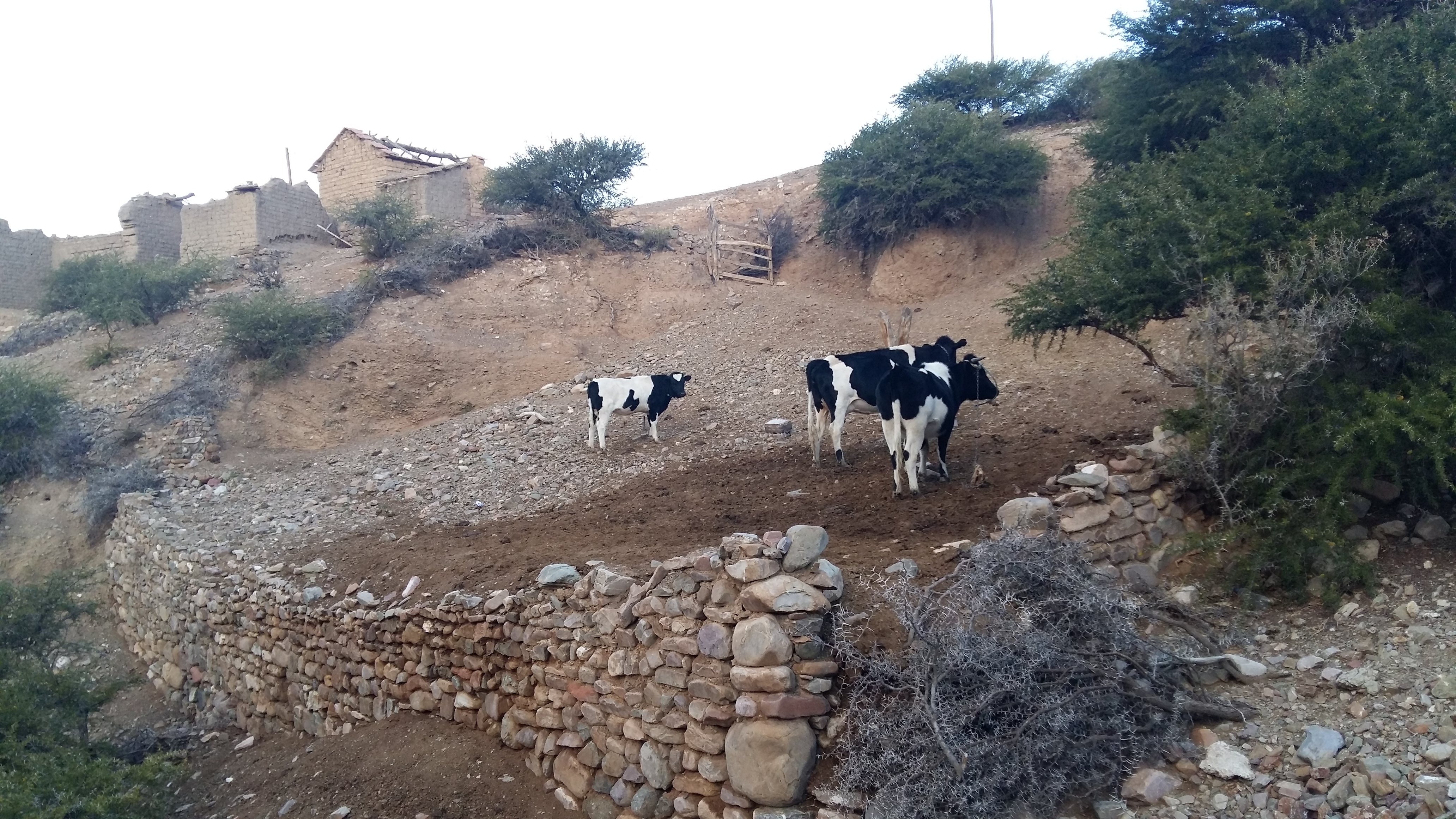
Vacas Holandesa en YAVI CHICO

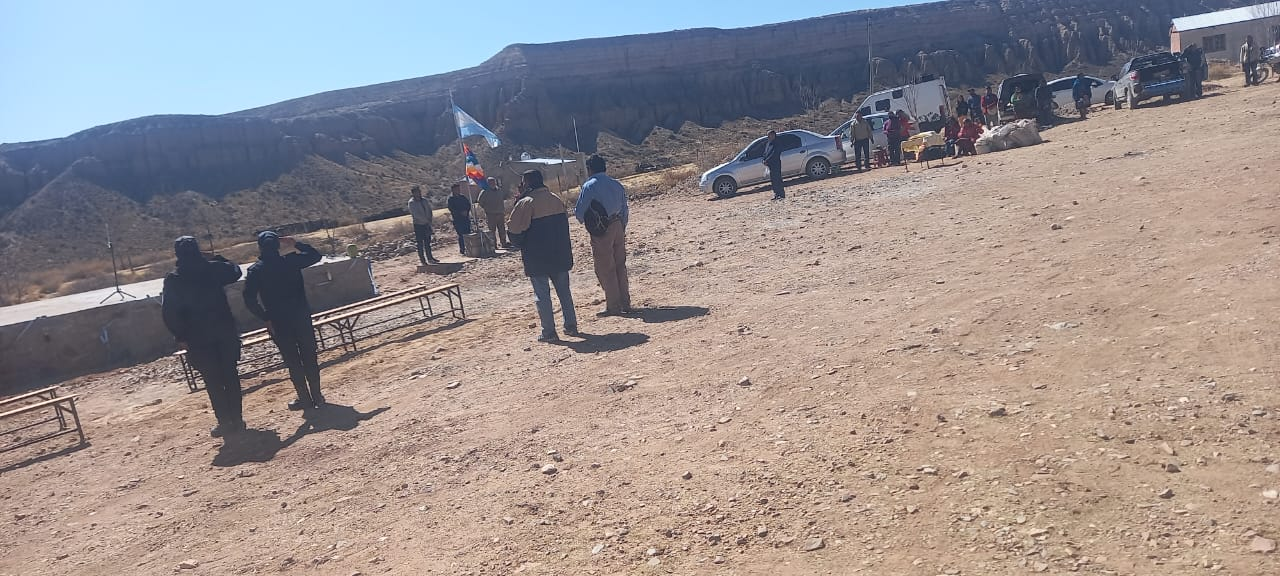
Yavi Chico - Izado de la Bandera

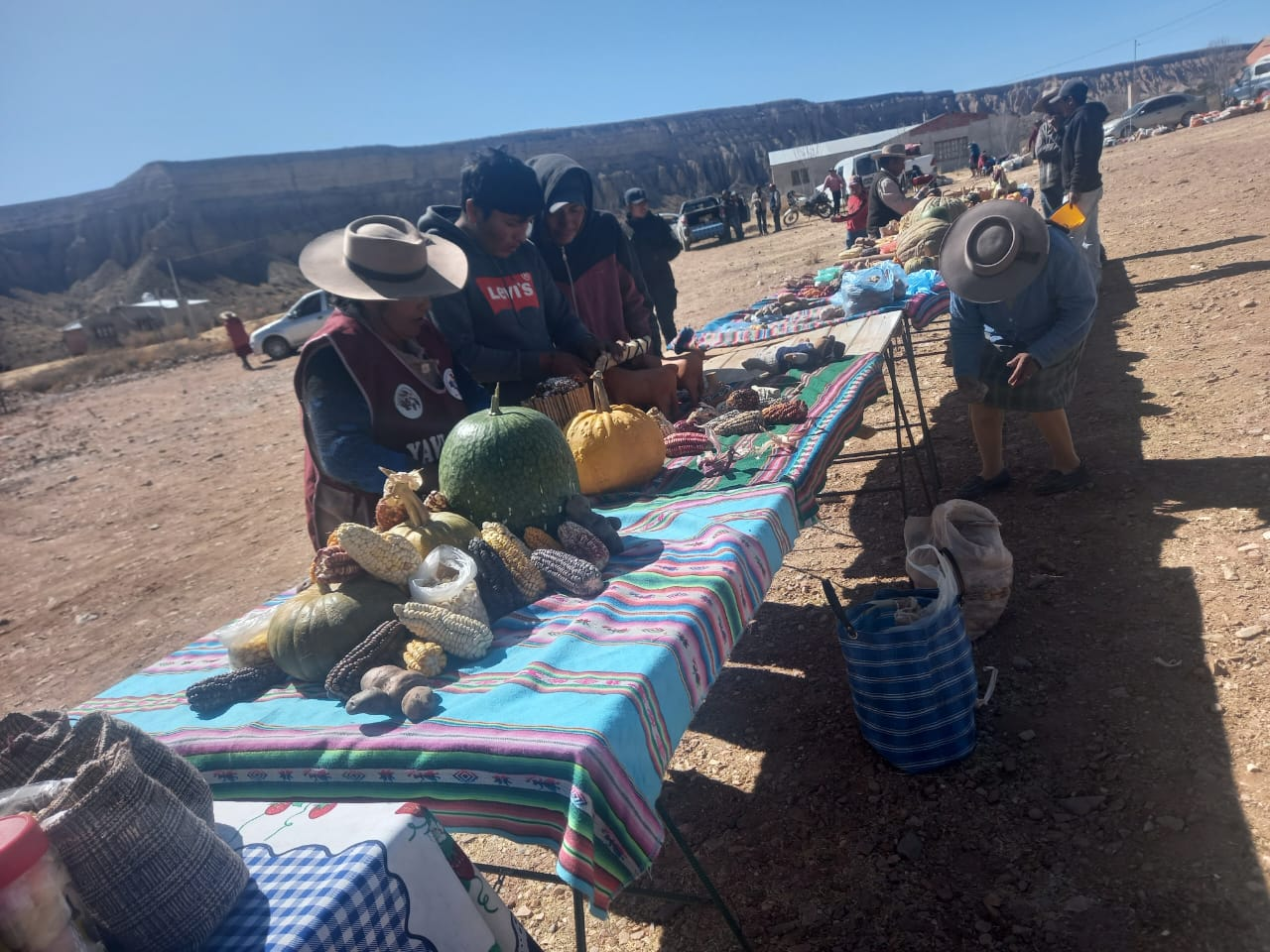
Feria del Maíz - Yavi Chico

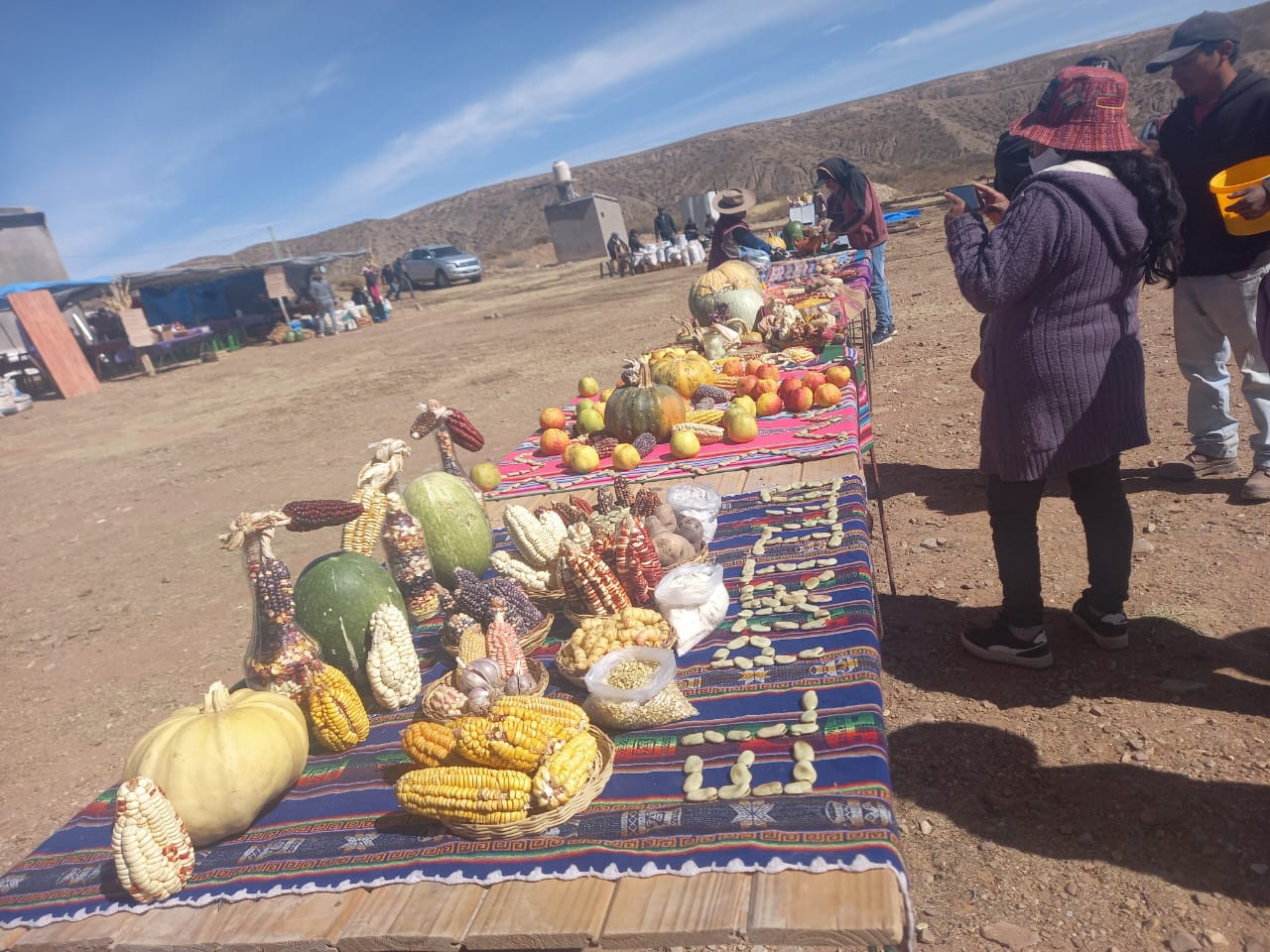
Yavi Chico Feria del Maíz y Cambalache

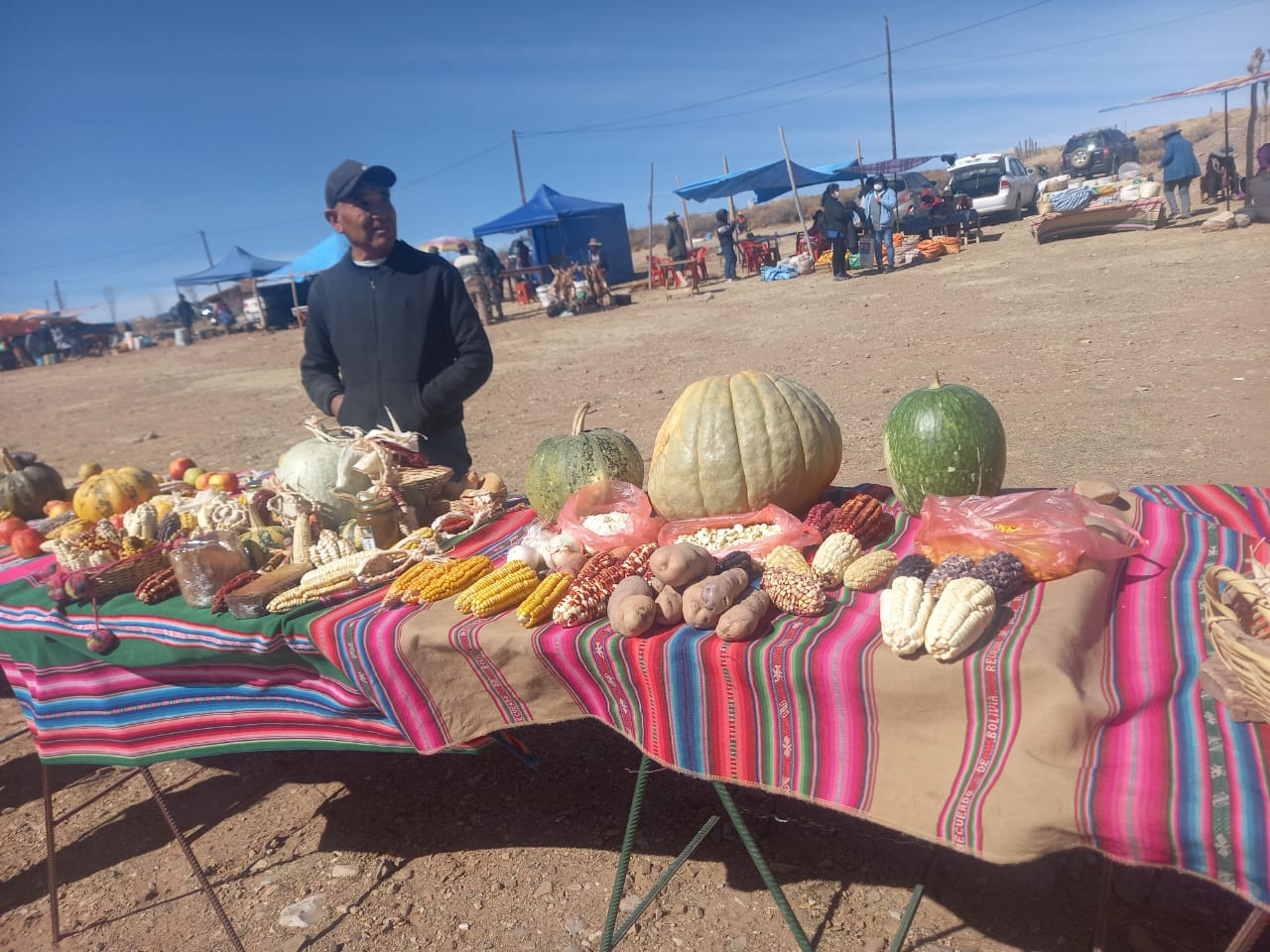
Yavi Chico Feria del Maíz y Trueque

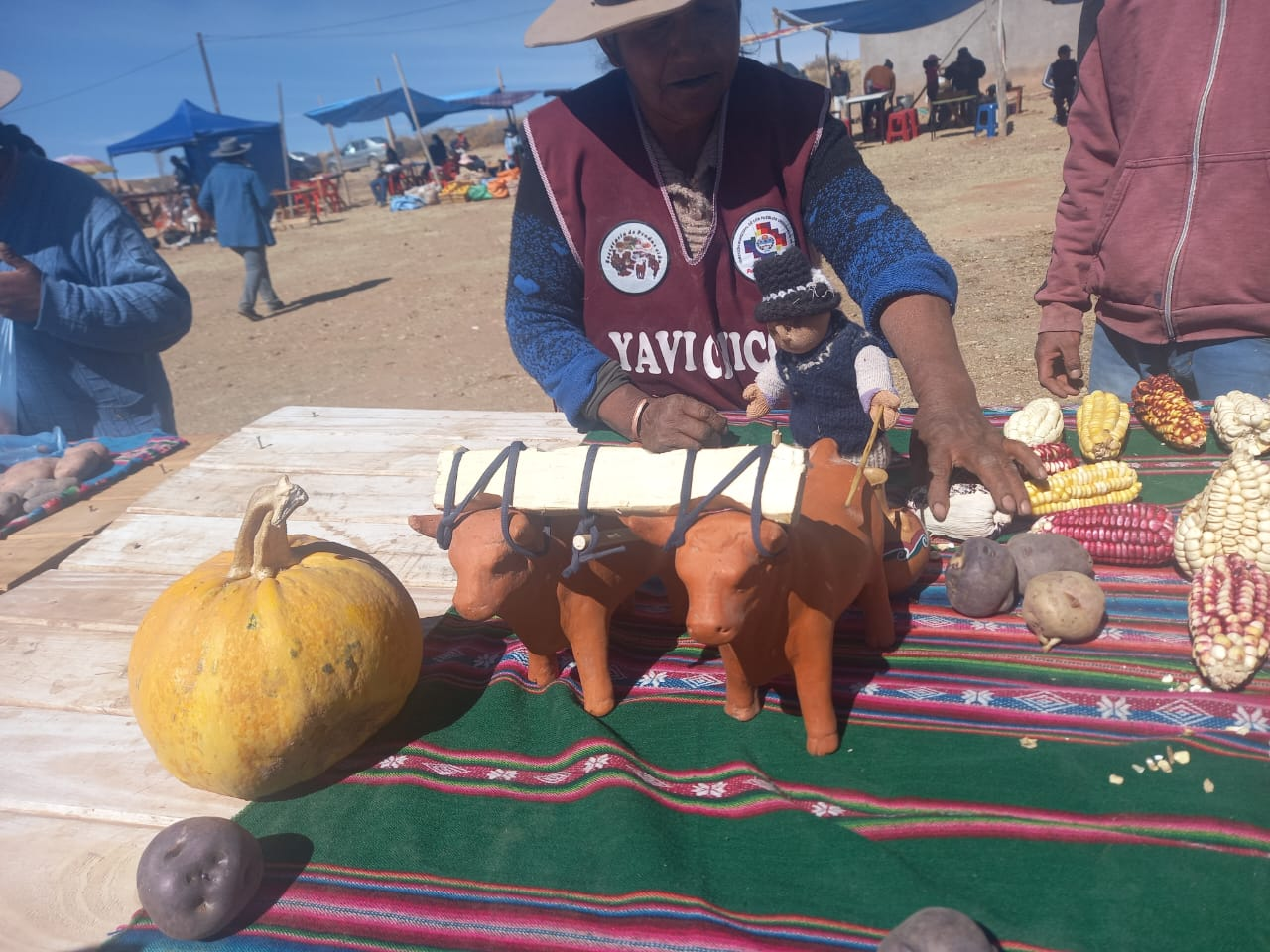
Yavi Chico - Yunta de Bueyes

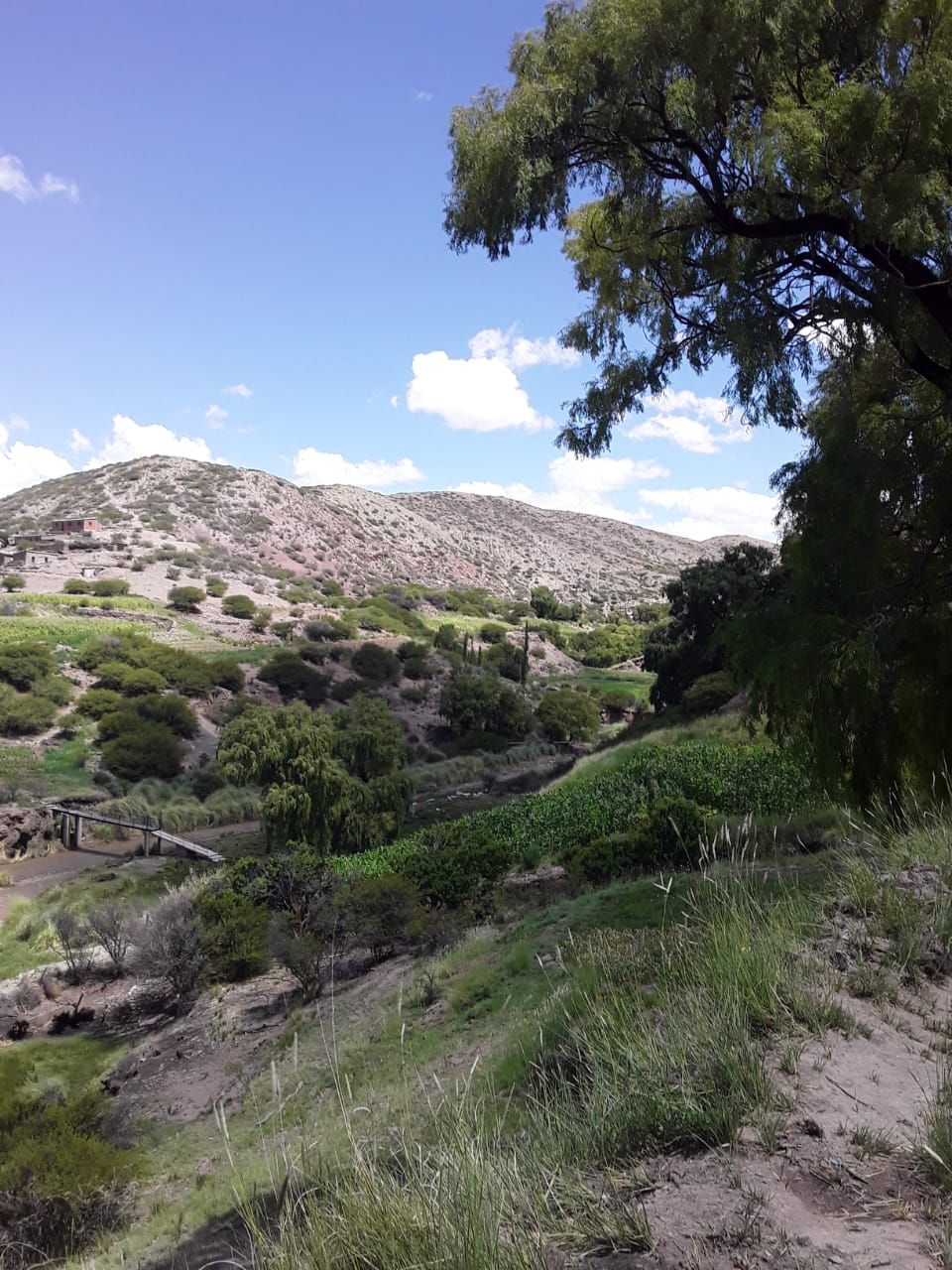
YAVI CHICO - Puente La Falda

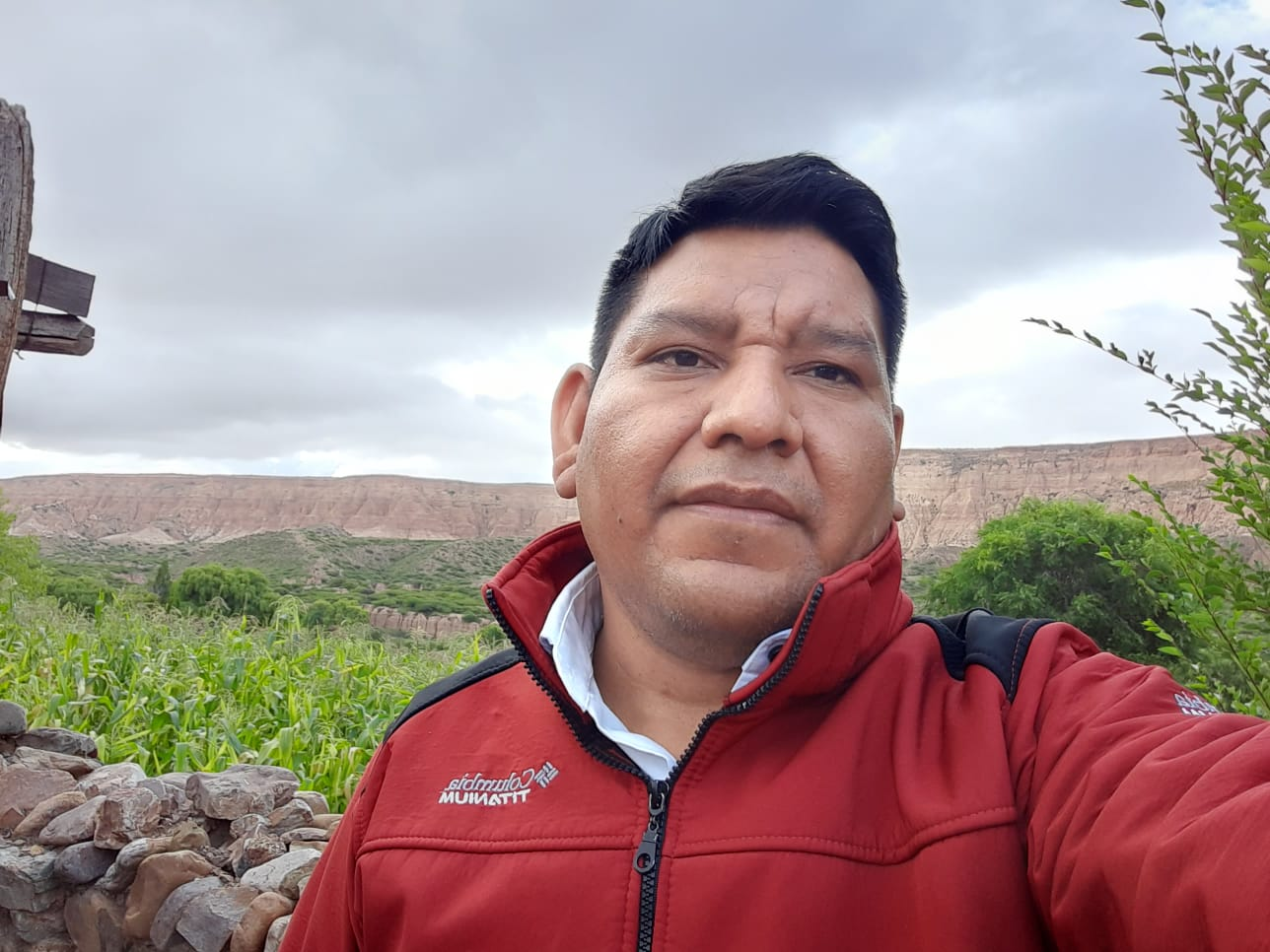
Rubén Avelino Castillo - Yavi Chico

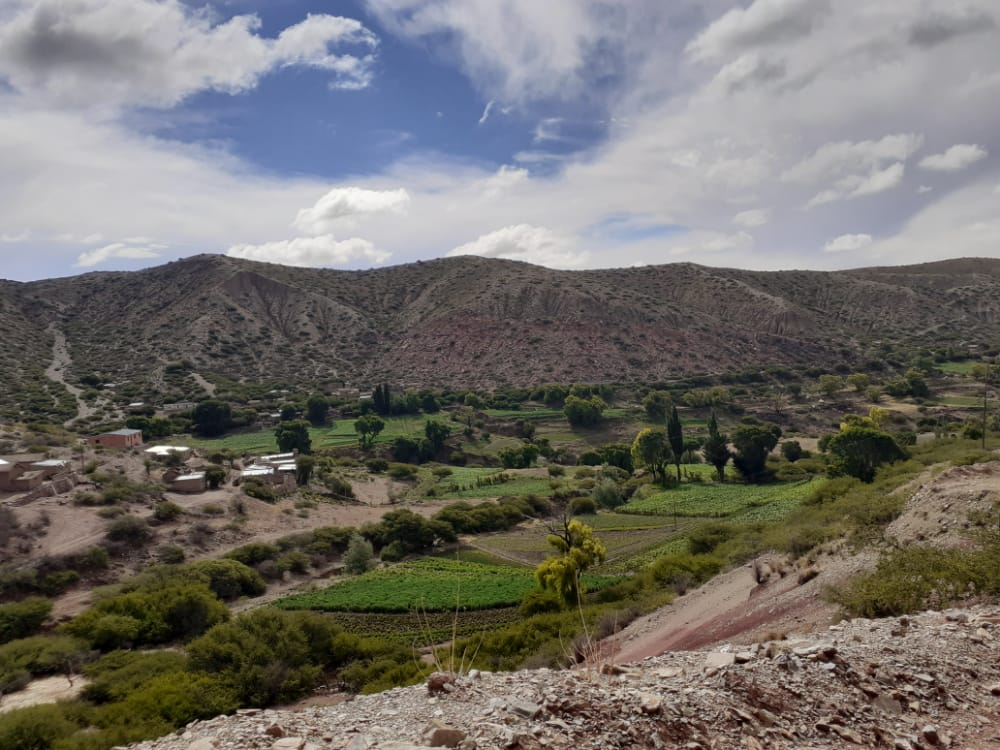
YAVI CHICO - Vista La Palca

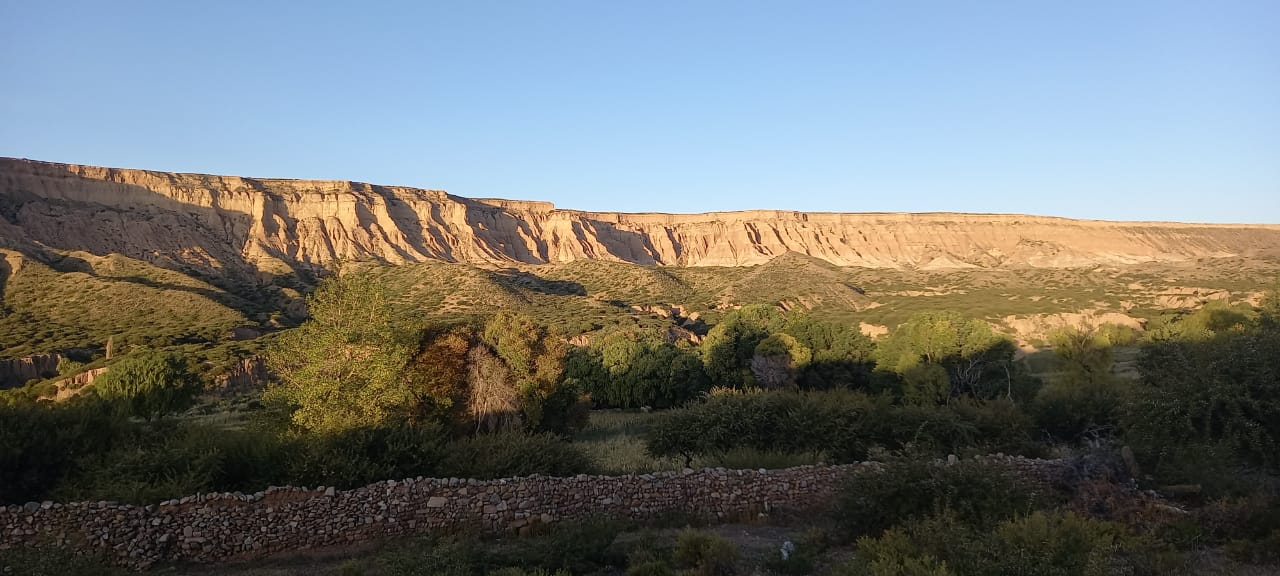
Yavi Chico - Vista El Portillo

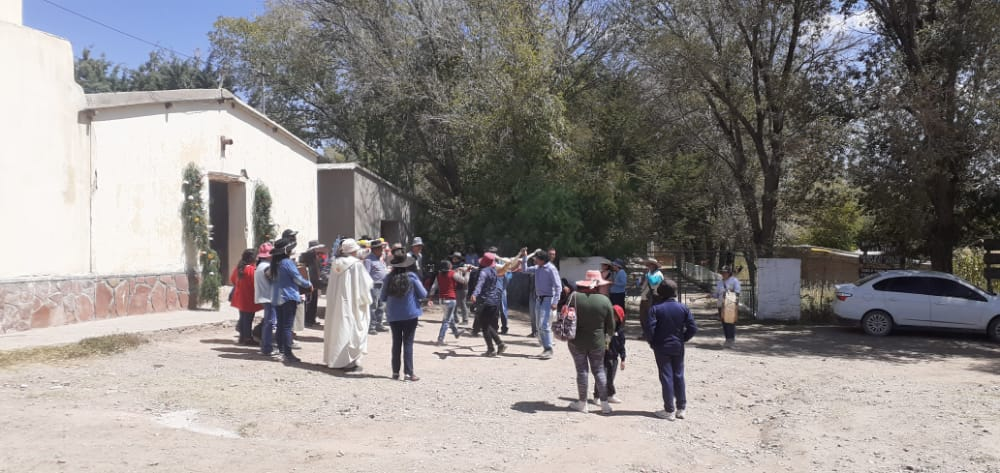
YAVI CHICO - Capilla "Virgen Nuestra Señora de Lujan"

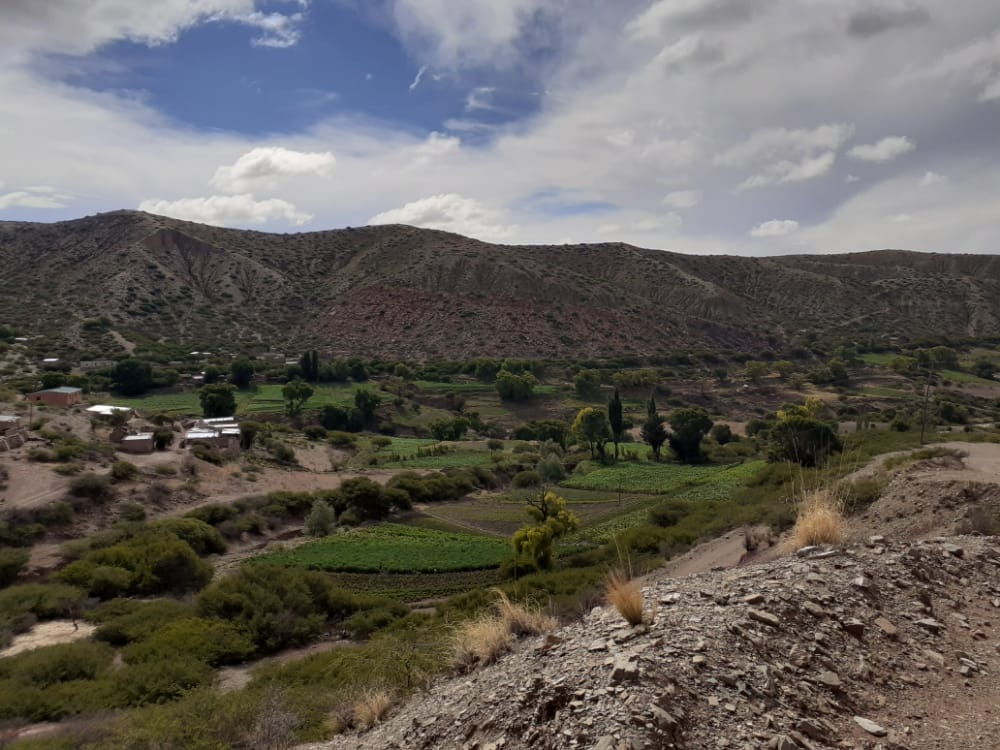
YAVI CHICO - Siembra de maíz La Palca y La Falda

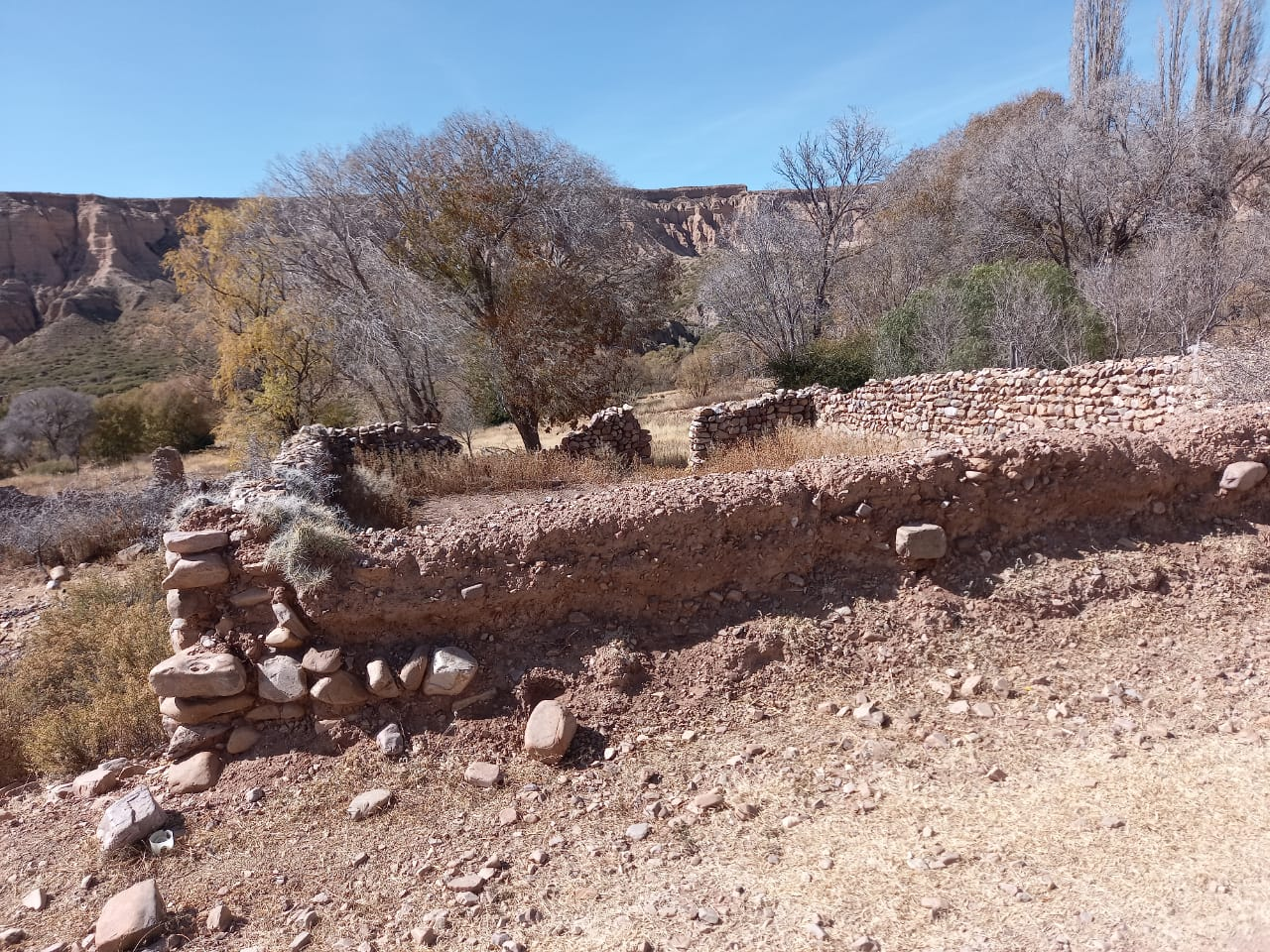
Yavi Chico - Corral de Tapial y Piedras

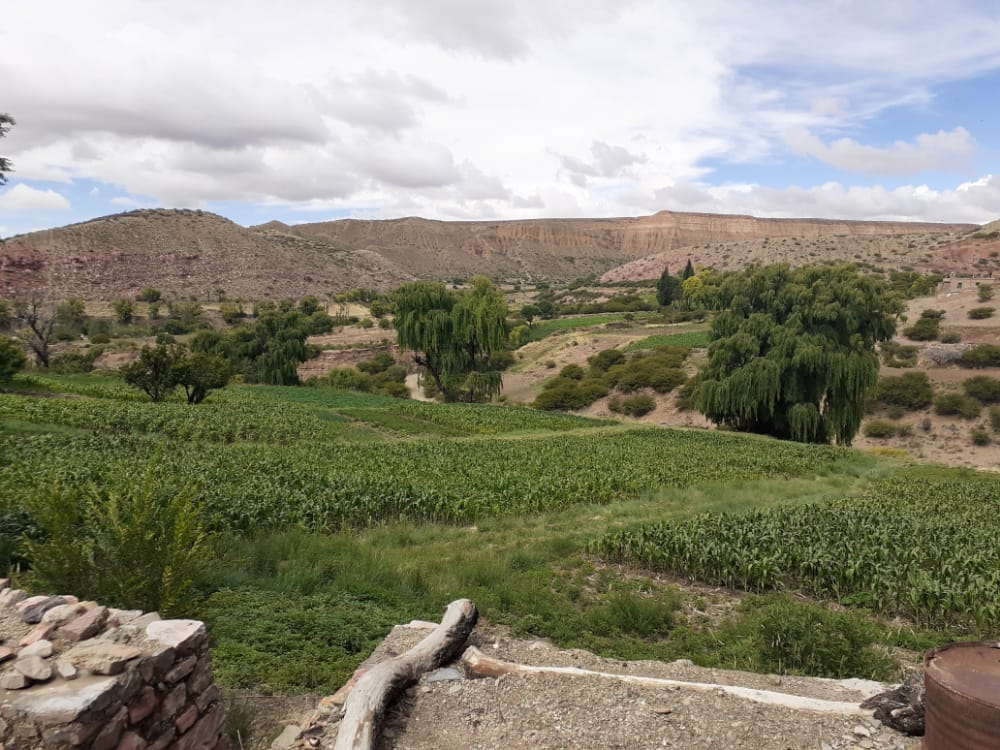
YAVI CHICO - La Falda, Vista Abra Grande

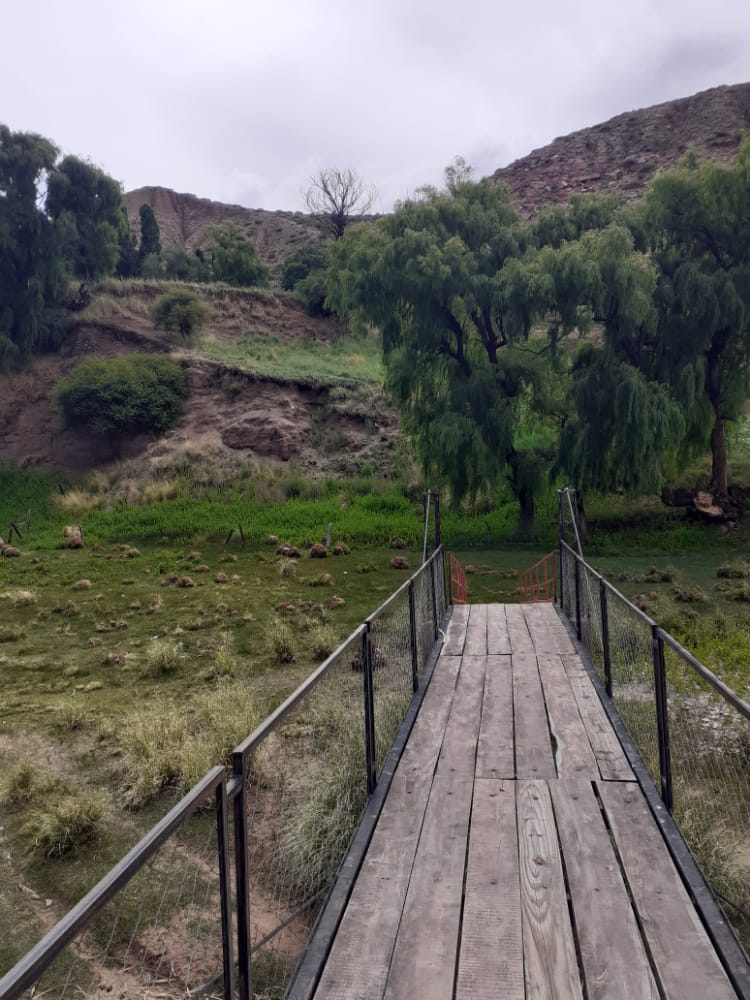
YAVI CHICO - Puente La Falda y La Palca

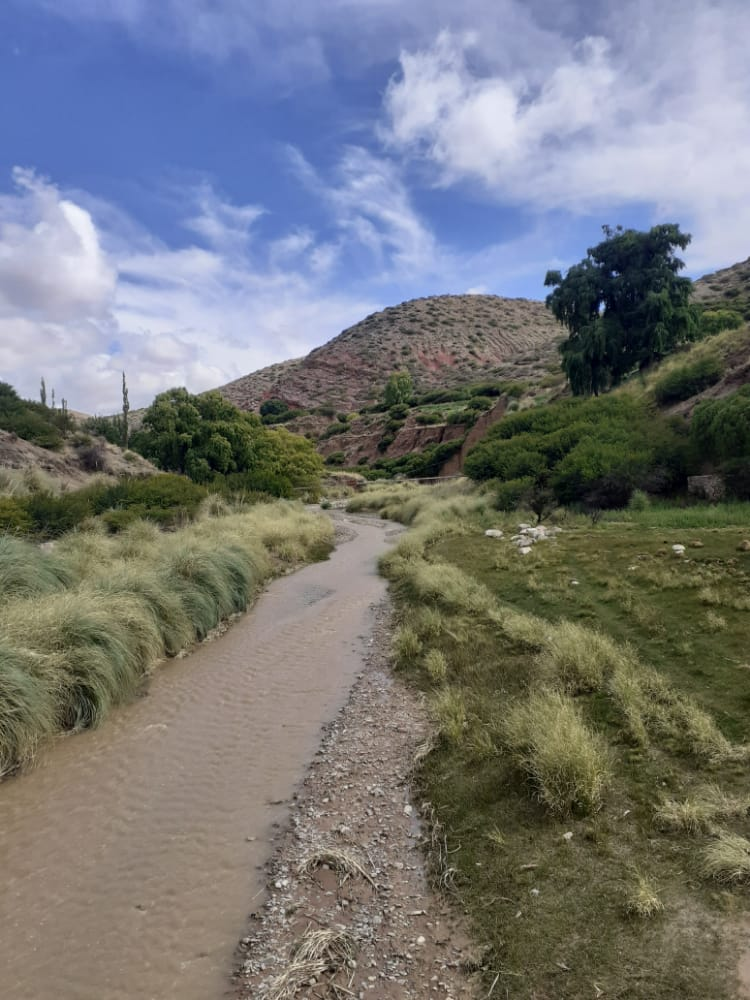
Yavi Chico - Río de Yavi - LA FALDA

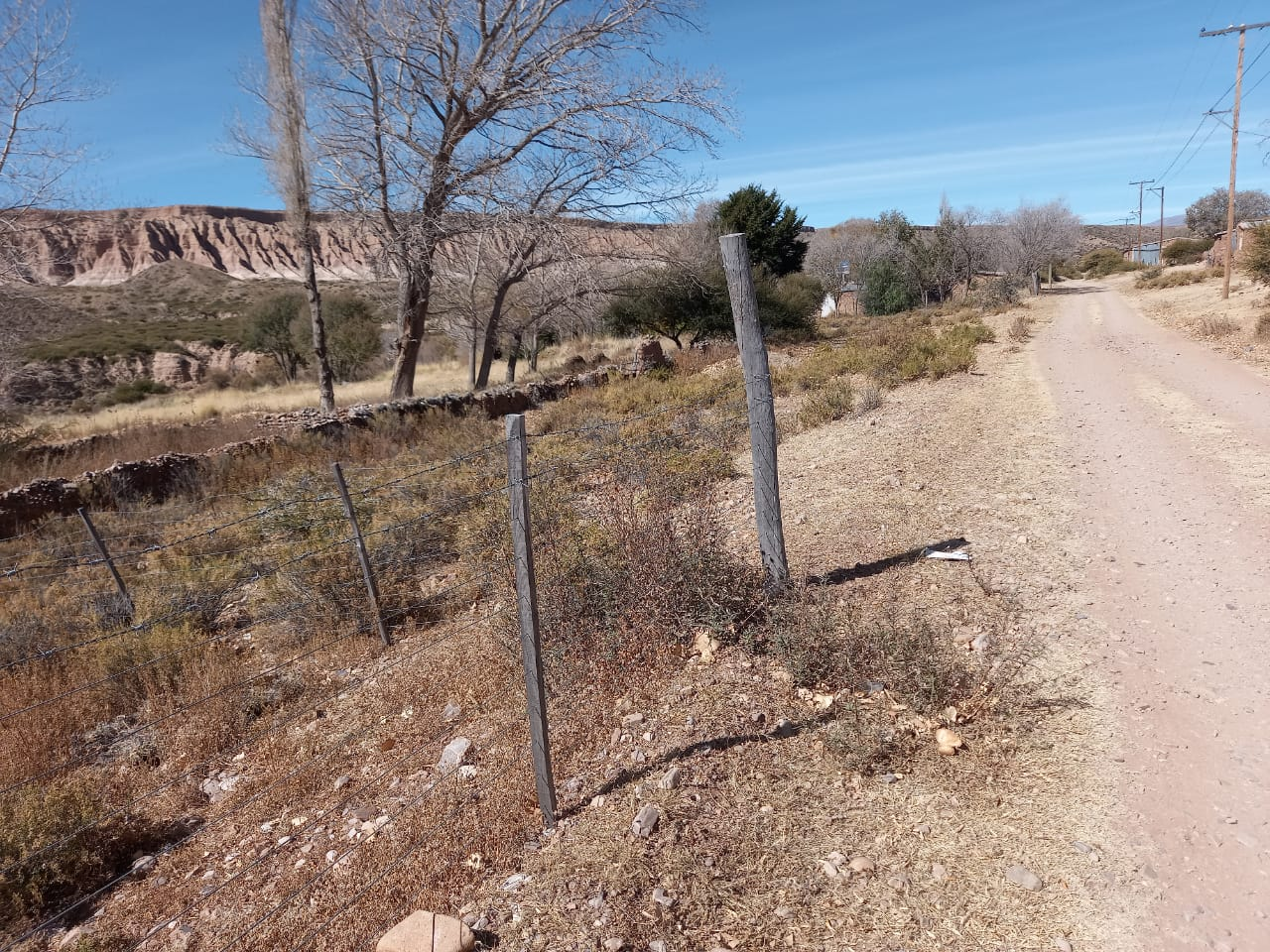
YAVI CHICO - El Portillo temporada otoño

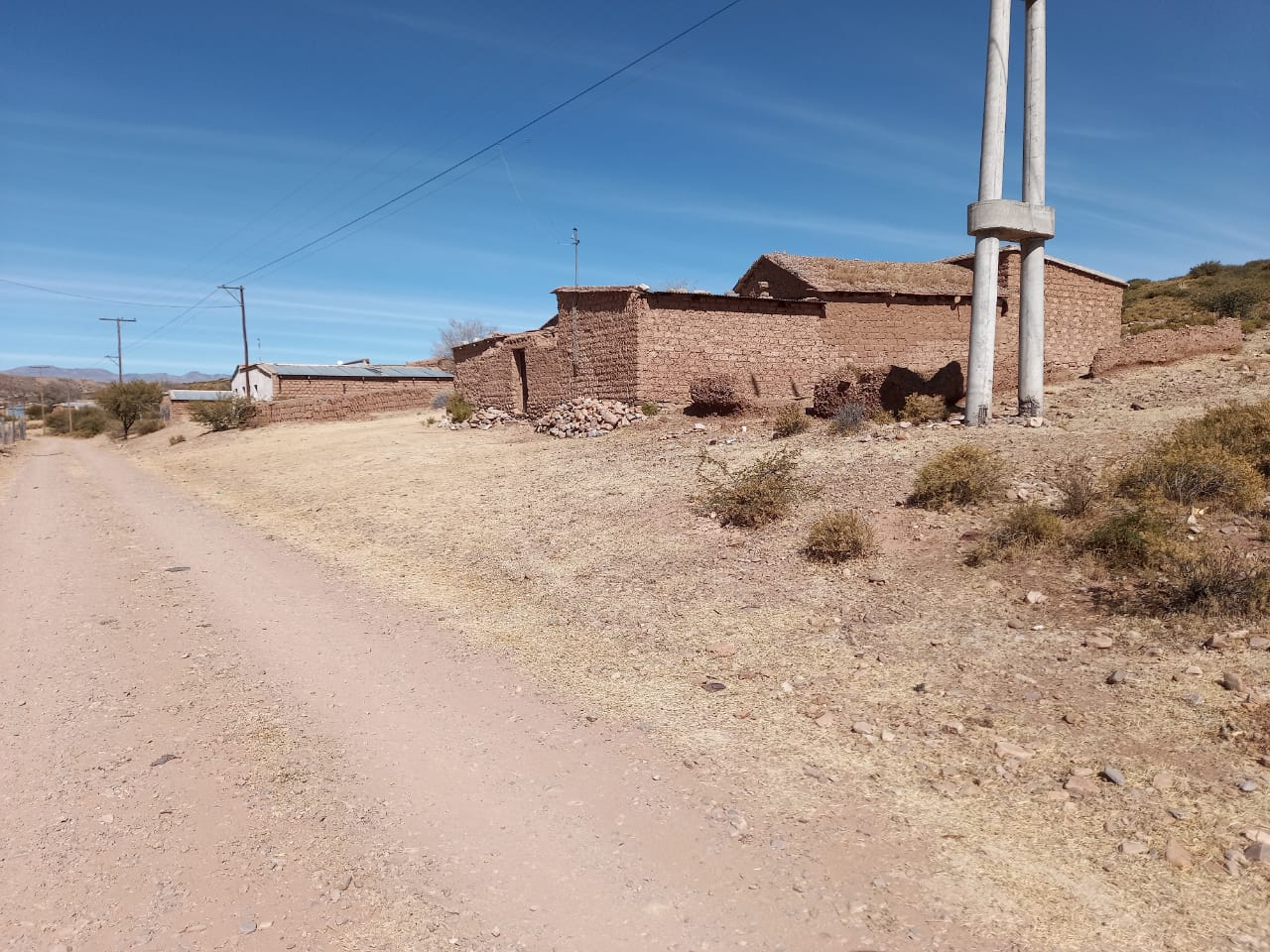
YAVI CHICO - El Portillo, Casas artesanal de Adobe

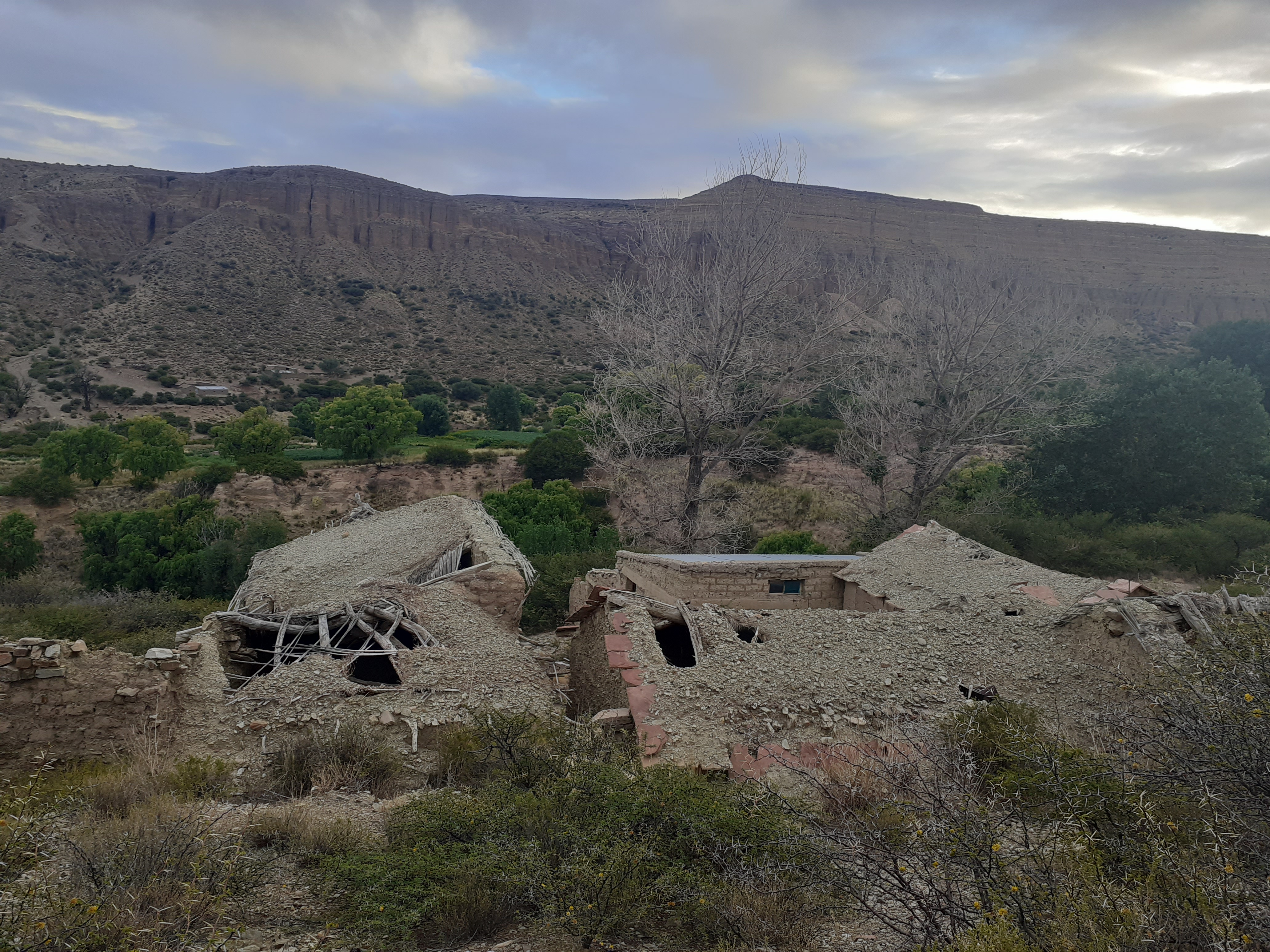
Yavi Chico - Casas de Pedro y Manuela, La Palca

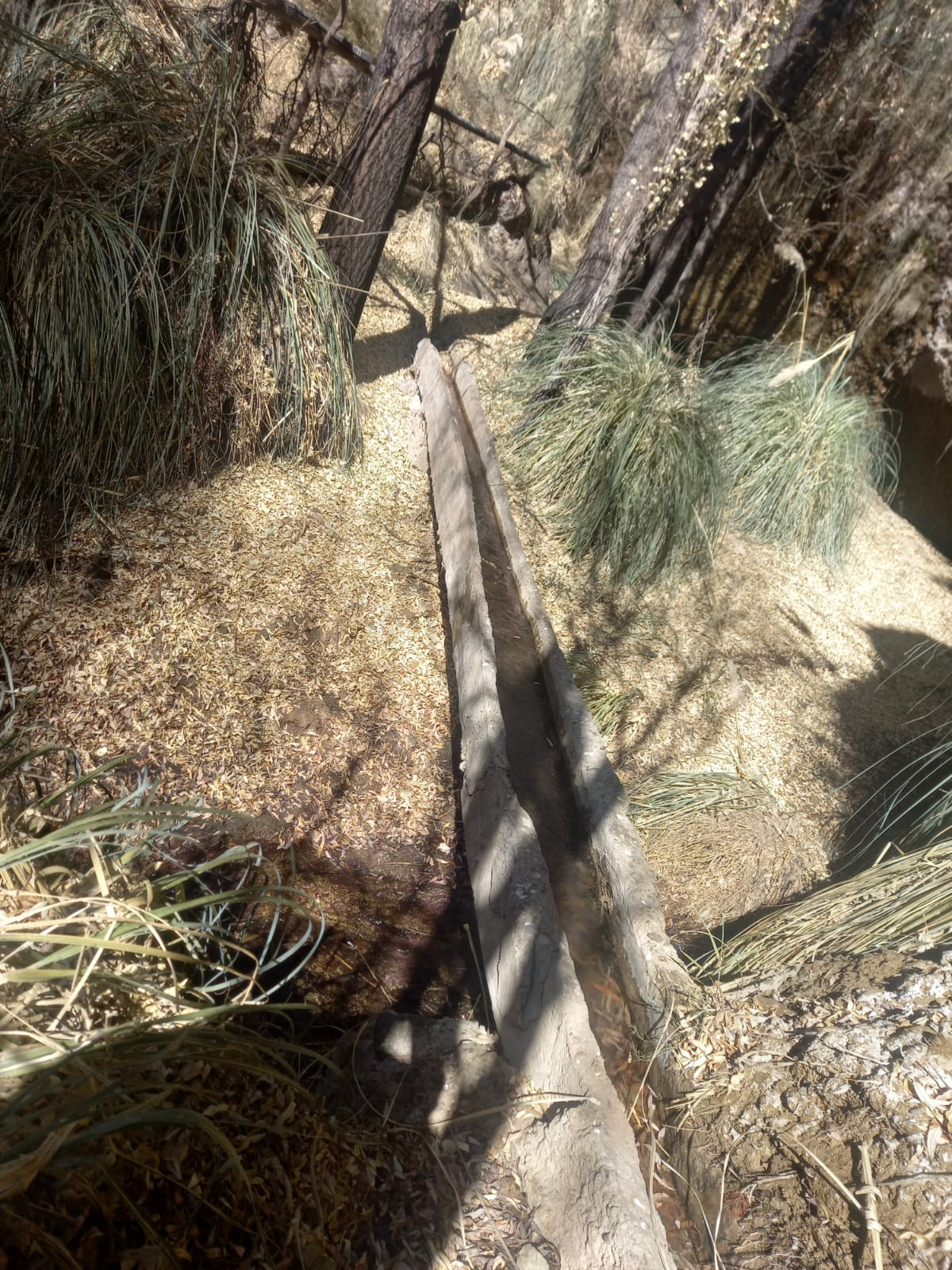
YAVI CHICO - Acequia de La Palca

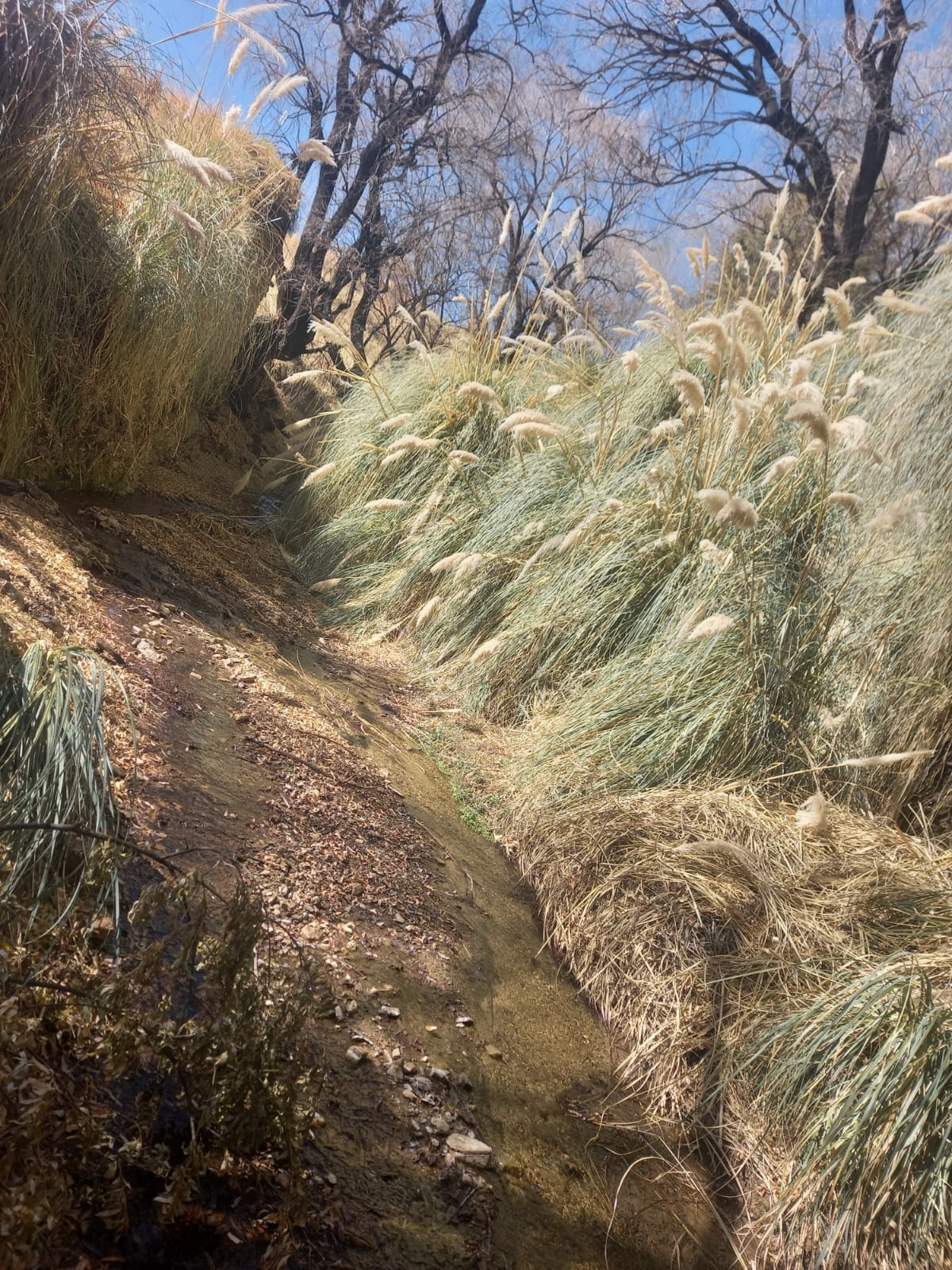
YAVI CHICO - Río la Palca "Cortaderas y Sauces"

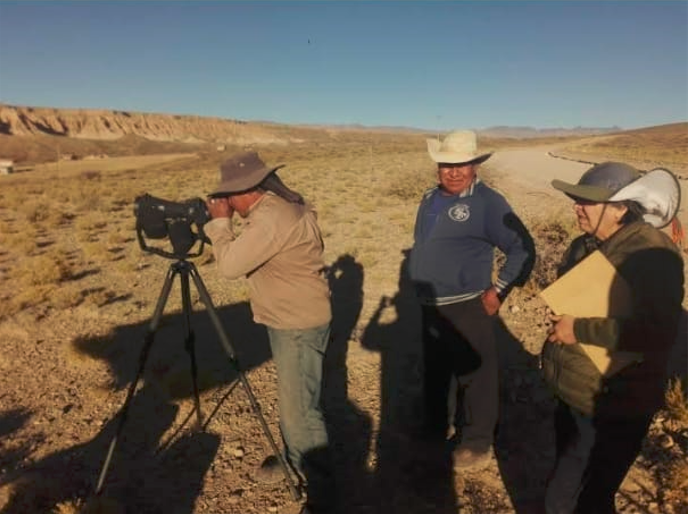
Yavi Chico - Avistaje de Cóndores Censo 2022

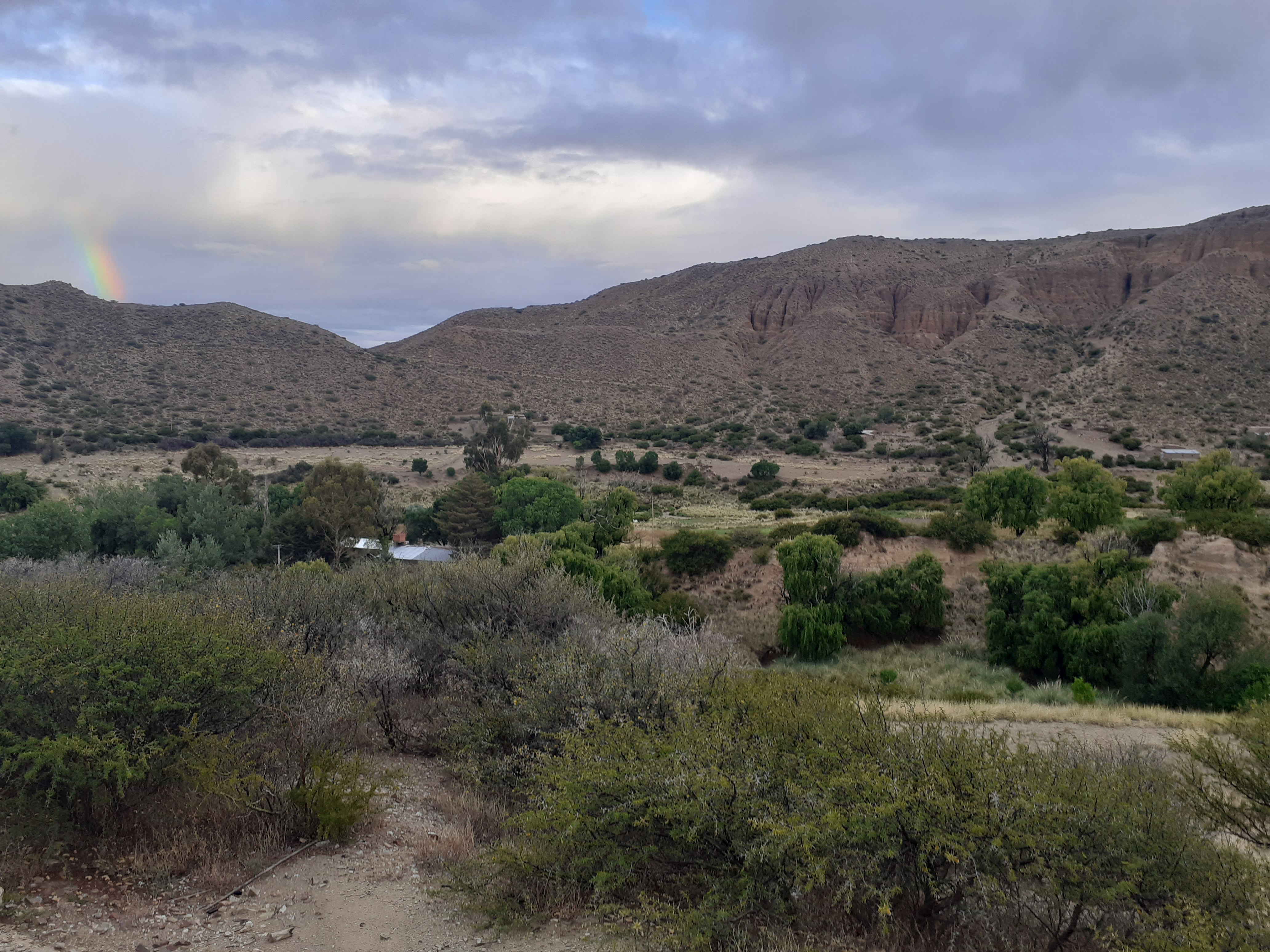
YAVI CHICO - Vista Abra grande Arcoíris

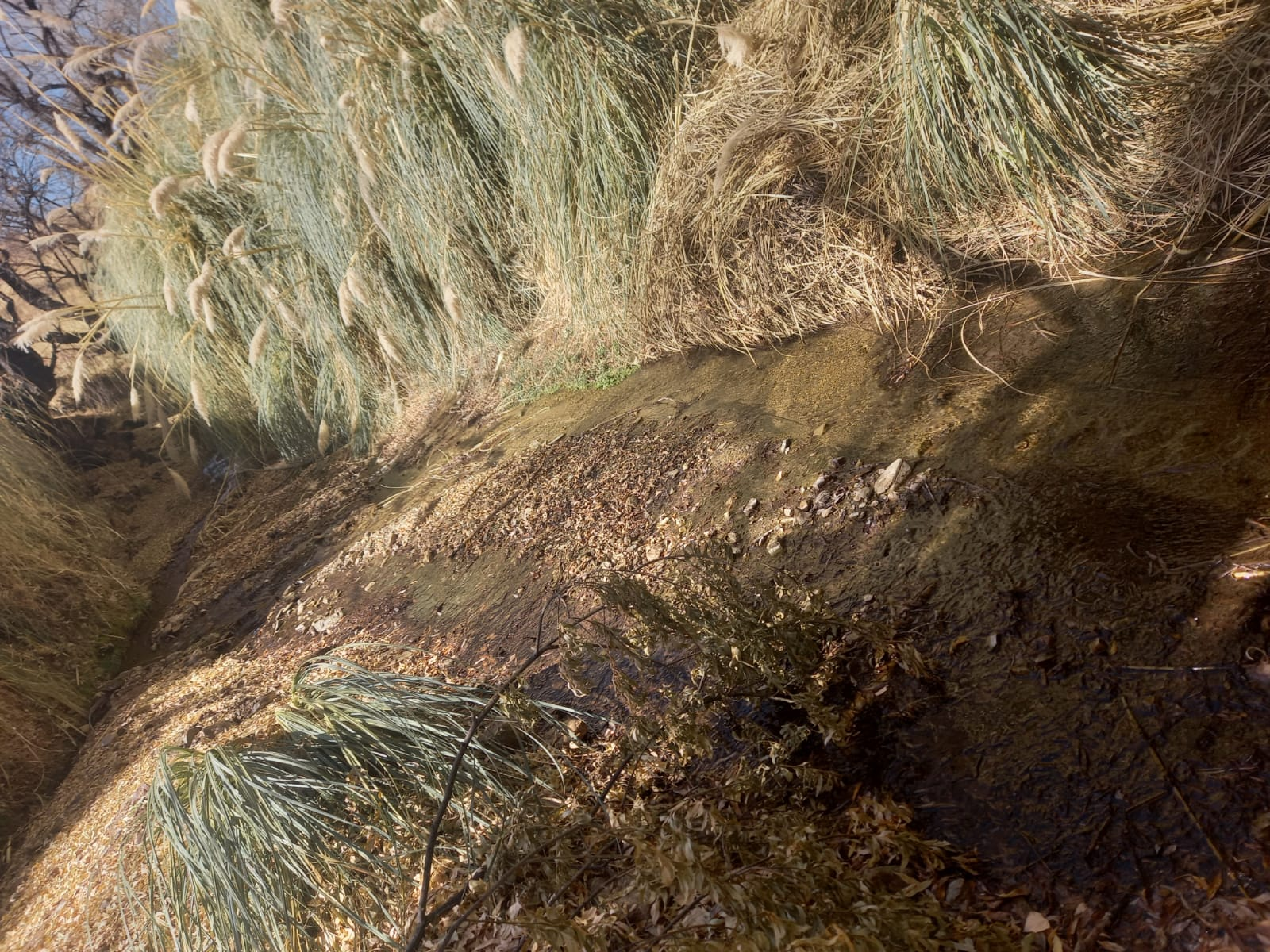
Yavi Chico - Cortaderas de Rio La Palca

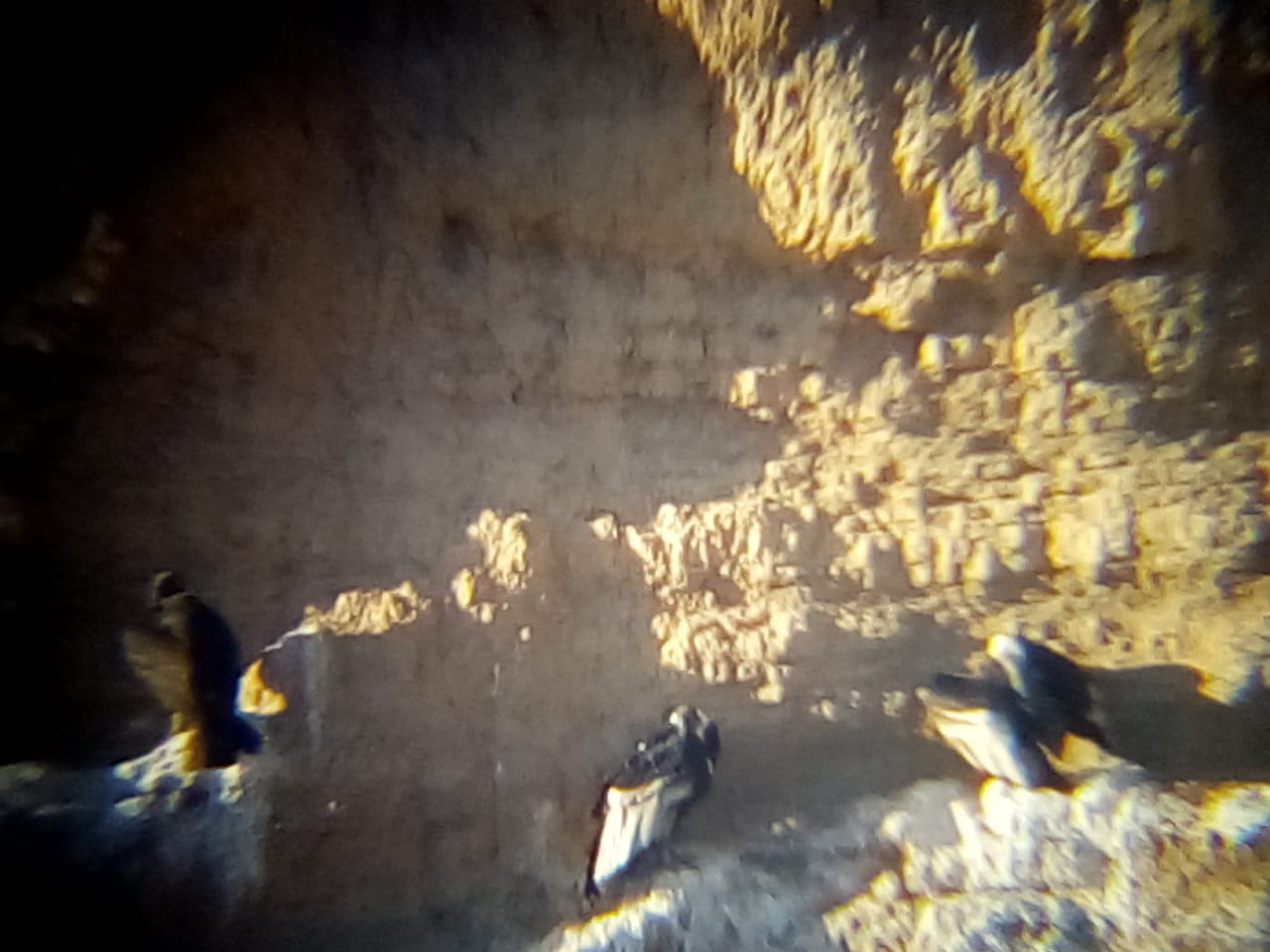
Yavi Chico - Avistage de Cóndores Andino

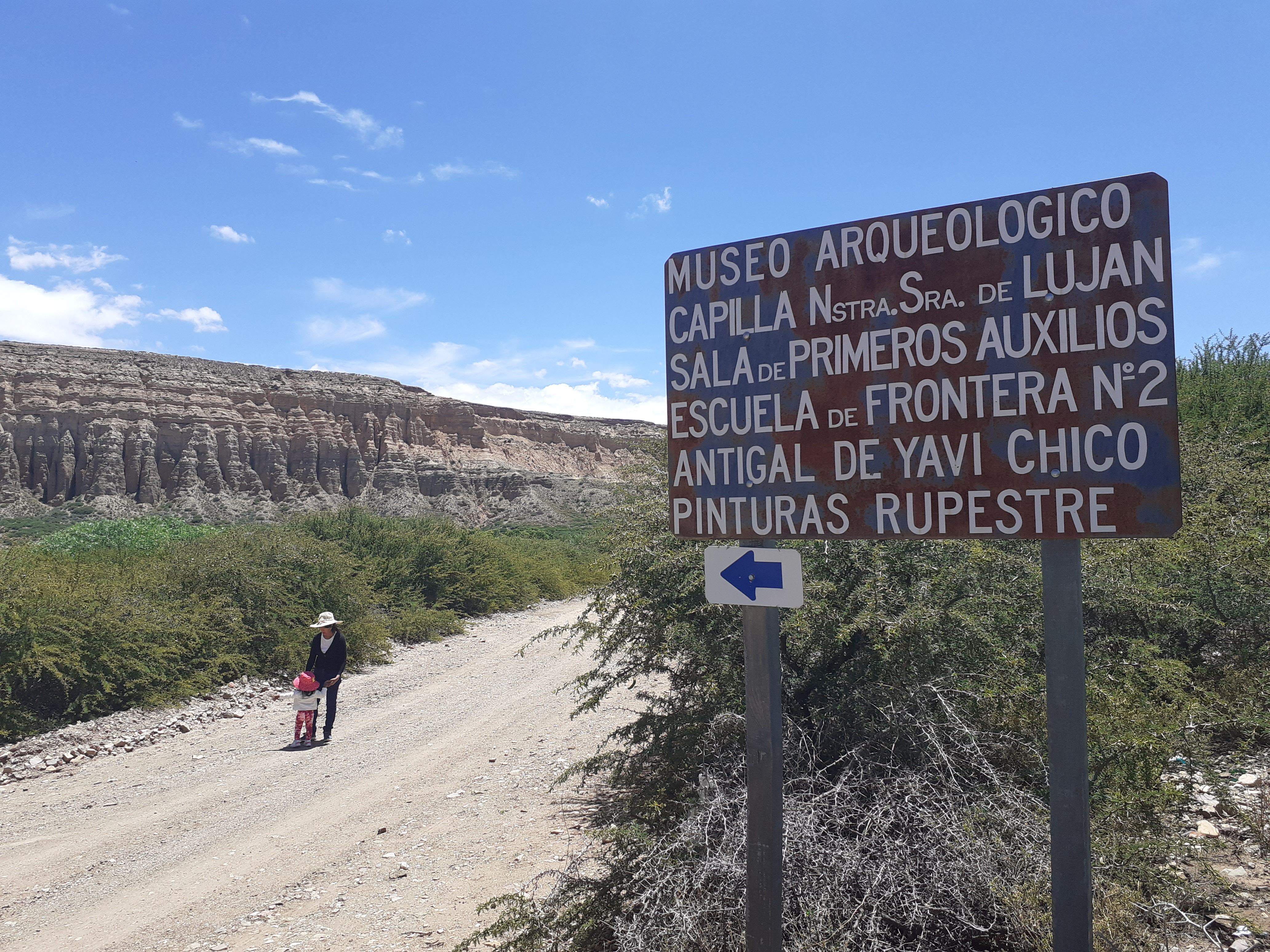
Información de Yavi Chico
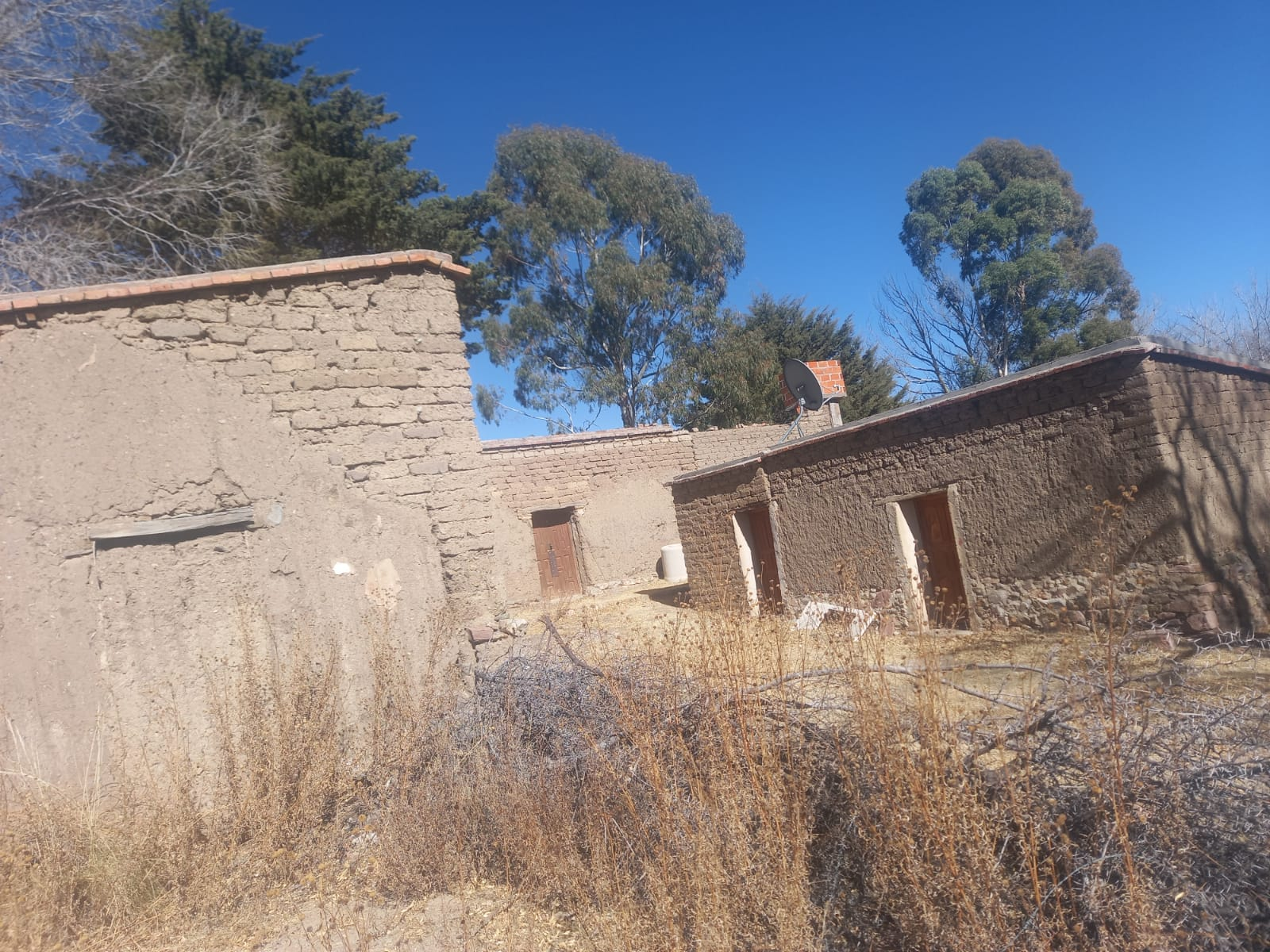
Ex Escuela Nacional N° 70 Yavi Chico